# アリス・ギア・アイギス
『アリス・ギア・アイギス』（英語: Alice Gear Aegis）は、ピラミッドとコロプラより配信されているスマートフォン用武装カスタマイズアクションゲーム。略称は『アリスギア』。DMMより、パソコン端末用クライアント版が配信（アプリ版とアカウント連携可）されている。

## 概要
プレイヤーが隊長となって、アクトレスの少女たちを指揮して戦うアクションシューティングゲーム。ゲーム内の設定ではプレイヤーは少女たちを指揮し戦闘をサポートする。実際にはキャラクターを直接操作して戦う。ゲームは「メインストーリー」と「調査」「イベント」に分かれている。
スマートフォン・タブレット端末によるアプリ版の他、PC端末を対象にしたPCクライアント版が存在する。稼働開始から縦画面およびタッチ操作を前提としているが、2022年11月現在、どちらもゲームパッドによる操作が可能な他、設定により一部画面表示を横画面に対応させることが可能。
figmaやメガミデバイスによる立体物での展開が制作発表時から告知され、サービス開始後もドラマCD、公式マガジン及び漫画、派生ゲーム作品、アニメなどのメディアミックスが行われている（制作の節を参照）。

## ストーリー

### 世界観
突如地球圏に飛来した謎の機械生命体「ヴァイス」。現代兵器の一切通用しないヴァイスらに人類が為す術はなく、絶滅を防ぐため人類は月面の地殻を利用した宇宙船「シャード」を建造。地球を放棄し、宇宙へと旅立った。
長きに渡る逃避行の中で、人類は10代から30代までの女性のみが引き出すことの出来る「高次元エネルギー」を発見する。高次元エネルギーこそがヴァイスのシールドを打ち破る鍵であることに気づいた人類は、そのエネルギーを用いた対ヴァイス兵装「アリスギア」を開発。高次元エネルギーを引き出す適性を持つ者は人類全体からすれば僅かではあったものの、こうして人類は漸くヴァイスと戦う術を得た。
それから3世紀。対ヴァイス組織「AEGIS」が設立されたことや、アリスギアの安全性の向上、ヴァイスそのものの個体数の減少により、ヴァイスの脅威は減少。少女たちがアルバイトで駆逐する害虫と認識される存在になった。アリスギアの装備適性のある女性は「アクトレス」と呼ばれ、適性（エミッション）と免許さえ取得すれば「AEGIS」およびそれに認可された民間企業を介してヴァイス駆除へと参加できる立派な職業となっていた。

### あらすじ
黎明編
成子坂製作所は、かつてはヴァイス討伐とアリスギア開発で名を馳せた名門だったが、現在は後発の叢雲工業に追い越され、経営難の中小企業に成り下がっていた。物語は、その成子坂製作所に主人公格の新米アクトレスである比良坂夜露とプレイヤーの分身である隊長が就職するところから始まる。現時点で所属している成子坂古参の兼志谷シタラや、百科文嘉に指導を受けつつ、経営難ながら着々と任務をこなしていく。そんな中、叢雲工業が今までのアリスギアの性能を遥かに凌駕する新型を開発したと発表があり、成子坂製作所の立場はますます危ういものとなる。
しかし、叢雲工業の新型アリスギアは実際には完成していなかった上、ヴァイス討伐実績を増やすために壁外のヴァイスを討伐せずに放置、大型ヴァイスへの進化を黙認するという不正行為を行っていた。その結果、大量に増殖したヴァイスが市街地を襲う事件が発生。叢雲工業のアクトレスである吾妻楓たちは出撃しようとするが、新型の未完成が露呈することを防ぐために叢雲工業はそれを却下し、代わって成子坂製作所の面々がこれを食い止めた。その後、叢雲工業の一連の不正が世間に発表されるとともにアクトレス部門は解体され、所属していたアクトレスは成子坂製作所に移籍することになった。
躍進編
叢雲工業からアクトレスが移籍した結果、元々彼女たちが担当していた多くのエリア防衛は成子坂製作所が引き継ぐことになってしまう。そんな矢先、聖アマルテア女学院が母校の周辺エリアの防衛権割譲を要求。成子坂製作所は反発するが広大なエリア防衛に窮していたのも事実。AEGISは白金エリアの防衛権を、聖アマルテア女学院に所属する紺堂地衛里のチームと成子坂製作所のヴァイス討伐数で競わせ、その結果は成子坂製作所の敗北で幕を閉じる。残念な結果となったものの、チームの結束はより強くなり、このままでは終われないと意気込んだ成子坂製作所は新しいアクトレスを増員し規模を拡大していった。その事業拡大による新たな問題などを経て成子坂製作所や所属アクトレスたちは大きく成長していく。
しかし、そんな成子坂にノーブルヒルズ・ホールディングスが赤坂エリアの防衛権割譲を要求。刺客として送り込まれた琴村姉妹たちの妨害をかいくぐり、成子坂製作所は今度こそ勝利を収めたのだった。
陰謀編
かねてより資金難だった成子坂製作所ではあったが、アパレルブランド・マウンテンウィッチからとうとうスポンサー契約の話が舞い込んでくる。何としても契約を取り付けようと意気込む文嘉と成子坂の面々。しかし、その話も突如発生した謂れなき誹謗中傷により無に帰してしまう。それは、ノーブルヒルズ・ホールディングスが成子坂から東京エリアの防衛権を奪うための陰謀の一環だった。
ノーブルヒルズ・ホールディングスから再度ヴァイス案件受注を巡る挑戦を叩きつけられた成子坂。手練手管を仕掛けてくるノーブルヒルズ。しかし数々の策略の結果、大型ヴァイスがシャード内に侵入してしまう。
この事態に際して、ノーブルヒルズに雇われていた傭兵サンティが離反し成子坂製作所に合流。さらにマウンテンウィッチの社長・萬場盟華も、会社としてではなく個人として成子坂をスポンサードするとともに、自らもアクトレスとして出向する契約を結ぶ。更なる力を得た成子坂製作所は大型ヴァイスを撃退し、ノーブルヒルズにも勝利したのだった。
激動編
企業抗争の末、成子坂製作所は東京シャード内でのシェア争いに勝利。今回の案件からAEGiS東京は、AEGiS内部およびノーブルヒルズなど背信行為に関わった不穏分子を排除。裏で暗躍していたヴァイス信奉集団「SIN」の動向に一層注視を払う。
ある日、未探査宙域の調査中に比良坂夜露は、何かにひかれるように大型のヴァイスコロニーを発見。その規模から一定期間で東京シャードに重大な危機が訪れると判断したアウトランドは、東京シャード防衛のために、コロニー破壊作戦の決行を決定した。類を見ない大規模な作戦からAEGiSと成子坂の主戦力が徴集され東京シャードの防衛網が手薄になることを懸念し、指揮管理を取りまとめるべく東京シャード管内のアクトレス事業者連合、通称「アライアンス」が結成され、「アキ作戦」と名付けられた大規模侵攻作戦が始まる。
一方、ヴァイスコロニーは脅威であると同時に、資源の宝庫でもあることから各国政府は利権を得るべく、アライアンスに自国のアクトレスを潜り込ませる。また、北条グループとヤシマ重工は防衛審議会内での発言力を巡って争い始める。これらの思惑が巡りチーム編成は難航し、普段と異なる所属のアクトレス同士で急造チームを組むことを余儀なくされ、チームワークを発揮しきれないまま激戦が繰り広げられる。そんな中、夜露は何かと精神が繋がったような言動を見せ、地衛里は夜露に対して並々ならぬ違和感を感じる。
総力戦の末、ヴァイスの主力を撃滅。ヴァイスコロニーを完全に制圧したが、度重なる攻撃にさらされたコロニーの重力子縮退炉が暴走。総員が緊急避難し、超空間より露出したブラックホールによってヴァイスコロニーの97.8%が消滅。コロニーがあったバンシー宙域は無期限で不可航宙域となった。
覚醒編
ヴァイスコロニーの脅威に、成子坂製作所はアクトレス事業者連合を結成した東京シャードは激闘の末ついに敵を消滅せしめた。しかしその平穏も束の間、元ノーブルヒルズの琴村姉妹と接触した古参アクトレスの宇佐元杏奈と神宮寺真理は、成子坂製作所が過去に起こした事故と、その被害者である九品田凪の存在を隠蔽したのではないかと疑い、7年前の新型ギア暴走事件を解明するために整備班長の磐田を尋問する。しかし、成子坂製作所の設立経緯まで調べたものの真相は分からずじまいであった。一方、この事態を知ったAEGIS情報本部は事が大きくなることを防ぐため琴村姉妹、杏奈、真理とその場に居合わせた楓、リタ、磐田、隊長を連行し事態を内密に処理する。AEGISやヤシマ重工がSINに汚染されている可能性があると見ていたAEGIS情報本部は本事件を秘密裏に捜査していたのだった。成子坂製作所の協力を取り付けたAEGIS情報本部は琴村姉妹を監視するために成子坂製作所に配属させる。
過去の事件に振り回される中、ヴァイスによる大規模な反攻の予兆が観測された。
浸食編
300年前に月面政府シャードを壊滅させた大規模侵攻時に匹敵するヴァイスの超空間ゲートが出現。ヴァイスの大規模な反攻は疑いない状況となった。その状況に対し各国は東京シャードが壊滅すると想定し、東京シャードに隠されているとされる人工知能アリスの捜索に動き出す。
一方、北条グループとヤシマ重工は成子坂製作所の株式の約半数を取得しアライアンスの中心となった成子坂製作所を買収しようと画策する。中東シャードで傭兵として戦っていたアクトレス・東雲チヱの発案により、隊長が筆頭株主になり所長代行に就任することでなんとか危機を脱した矢先、ヴァイスの大規模反攻が始まる。それに合わせてSINによるテロが同時多発的に発生。東京シャードは大混乱に陥る。EEZ内にて被害が拡大した東京シャードは緊急事態を宣言。所属を問わずアクトレスたちに防衛出動命令が下され防衛線が構築された。被害状況の調査、ヴァイス撃退、避難ルートの確保、対テロ対策、未知の超空間ゲートの探索と多くの課題が襲い来るなか、一連の侵攻事件によるフロギストン流出事故に人為的工作の可能性が浮上する。絶え間ないヴァイスの攻勢に崩壊しつつある防衛線に新型ヴァイスが出現。東京シャードは次々と追い詰められていく。

## ゲームシステム
ゲーム本体は最新バージョンを逐一配信する形をとっている。そのため広義にメンテナンスとよばれるプレイ不可能時間は存在しない。プレイに際しては、どのモードも時間関係なく連続して遊ぶことができるスタミナフリー制を取っている。
当ゲームでのいわゆる有償購入通貨は「カラット」で表記されている。また、スカウト(プレイアブルキャラクターガチャ)で代替的に使用できる「スカウトポイント」（一定量でスカウト引き換え1回分に当たるスカウトカードに変換。最大50枚まで所持可能だが有効期限が設定されている。）が、ゲーム内報酬やドロップ、プレゼントなどで獲得できる。
任務クリア時に「シェル」と呼ばれる報酬を手に入れることができ、これらのシェルは「シェル解析器」で解析することでシェルの種類ごとに決まったものの中でランダムにアニマ(キャラ経験値用)、ゴールド(開発資金)、武器や進化素材といったゲーム内アイテムに変換できる。シェルはプレイヤーレベルに応じて所持数上限が決められており、シェル所持数が上限に達した場合、任務を熟すことは可能だが、通常ドロップで新たなシェルを入手することができない。
シェルの解析器は最大4つまで存在し、解析した後はそのシェルの種類やレアリティに応じて再利用までの待機時間が設けられている。複数の解析器で同時に一括解析することで若干短縮されるほか、待機時間中の解析器に「解析でんち」やカラットを使用することで即時再利用可能となる。3種類の月毎更新ゲームパスを購入した場合、その種類に応じてシェル所持数上限が増加するほか、待機時間経過後にあらかじめ複数分予約したシェルを自動で解析する機能が利用可能になる。不要になったシェルは一括限定で売却することも可能。
ホーム画面、通知のみならず、バトル画面中のコンフィグも充実しており、ターゲット設定から操作に使うボタンの配置までカスタムすることが可能。
- ゲーム内容

ゲームモードとなる内容は、逐一クリア型のメインストーリーとヘクス状のマップを攻略していく調査任務、期間限定のイベント各種を含む任務、最大4人まで参加できるマルチに大別される。オート機能は存在せず代わりに調査依頼という形で任務をせずにクリアできるが、その際に任務クリア時の報酬を手にするには「調査目録」というアイテムが必要。ゴールドでも調査依頼は可能だが報酬は受け取ることができない。また、ゴールのヘクスなどは調査依頼できない。
メインストーリー
ストーリーは複数の「章」によって構成される「編」の集合体。「章」の中にはストーリーとバトルがほぼ交互に内包されておりバトルを逐一クリアしていくことで次のストーリーに進むことができる。
調査任務
調査は宙域と呼ばれるマップ型ステージを攻略することを目的とする。ヘクスというバトルステージをクリアしていき、ゴールヘクスに辿り着くかマップ内全てのヘクスをクリアすることで進化素材などの報酬を受け取ることができる。宙域には通常難易度のものの他に、封鎖宙域と呼ばれる高難度ではあるが豪華な報酬を受け取ることができる宙域が存在する。宙域はランダムで割り当てられるがゴールドやカラットを消費することで変更することが可能（その場合でも宙域の指定はできない）。
マルチ
最大4人で協力プレイができるシステム。1人での出撃も可能。難易度によってステージが分かれておりNORMAL、HARD、EHTRA HARD（アップデートでEHTRA HARDはV-HARDに変更、EASYが追加）の3つがある。また、アナザーギアの導入に伴い週替わりの定期要撃任務が追加された。各種マルチは一人のプレイヤーがルームを作成し参加者を集い予定していた人数に達した後、任意で出撃する。ルーム内ではスタンプによる簡易的な会話が可能。システムの都合上ルーム内の全プレイヤーが出撃準備完了を押さないと出撃することができない。そのため少数が一向に出撃準備完了を押さないため出撃できない事態が稀に発生していたが、ルーム作成者が準備完了後に一定時間を超えて準備を完了しなかったプレイヤーを任意で強制退室させることが可能になった。
イベント
期間限定で開催される特別任務。限定コスチュームやギアが配布されることがある。開催内容は個別ミッション形式や調査任務形式等様々。全てではないがバトルシューティングとは関係のないミニゲームが開催されることが慣例となっている。
スカウト
カラットもしくは「スカウトカード」（最大50枚まで所持可能）を消費する代わりにキャラクターをランダムに入手することができる。また、イベントやシーズンで特定のキャラクターの排出確立が期間限定で上昇するピックアップが存在する。10回分をまとめて行うと追加で1回分を無償で行うことができる。
スカウトカードは、ゲーム内で特定の操作を行ったり報酬で貯まる「スカウトポイント」を100ポイント入手することで1枚が自動的にアイテムとして追加される。スカウトカード1枚につき1回スカウトを実施することが可能。カラットでおこなった際にのみスカウトレベルが上昇する。これはキャラクターの最高レアリティである☆4がでるまで最大レベル9まで上昇し同レアリティの排出確立を底上げする。なお既に入手しているキャラクターが重複してスカウトされた場合は、ガチャの内容やそのレアリティに応じて各種アイテムが付与される。
服袋&イベ
ゲーム内で特定の操作を行うことで入手できる新服袋1つと引き換えにランダムに衣装を1つ獲得できる。重複ありのコレクション、重複なしのセレクトに分けられている。
コスチューム交換
ゲーム内で特定の操作を行うことで入手できるコスチューム交換券6枚と引き換えに任意の衣装を1つ獲得できる。それとはべつにカラットショップでカラットと引き換えに任意の衣装を獲得できる。
アクセサリ
ゲーム内で特定の操作を行うことで入手できるアクセサリーチケット1枚と引き換えに特定のキャラクターに装備させることができる各種アクセサリー1つをランダムで獲得できる。
- キャラクター

プレイアブル化しているキャラクターをスカウトもしくは無料配布で入手することが可能。全てのプレイアブルキャラクターはCGで立体的に360度再現されている。重力、電撃、冷撃、焼夷の4つの属性が存在し同一属性の敵に対しては受けるダメージが小さい代わりに自身の攻撃が弱くなる。
☆1から☆4までのレアリティがありそれぞれ服装や固有スキルが違う。同一キャラクター内においては所有しているレアリティに限り別の服装やSPスキルを付け替えることが可能。更衣室では信頼度の上昇や衣装、アクセサリーの着せ替えができる。スカウトで排出キャラクターが被った場合には上限突破しキャラクターの上限レベルが引き上げられ各種ステータスが微細上昇する。また、各種ステータスのバランスを変更したアナザーキャラクターが存在している。キャラクター3人で1つのチームを編成し戦うことができる。
- 装備

プレイアブルキャラクターに装着できるショット、クロス、トップス、ボトムスの4つの種類の装備。ギアもしくはアリスギアと呼称される。☆1から☆4までのレアリティがあり、☆3までのギアは作戦を完遂することで手に入るシェルを解析する形で入手できる。また、特定のキャラクターしか装備することができないキャラクターそれぞれの専用の装備がある。専用装備は作戦の完遂で入手できるシェルや特定の操作で獲得できるギアメダルと交換することで入手が可能。全ての装備はゴールドを使って強化可能。一部の装備や専用装備は強化後に各レアリティに応じた進化素材を使ってより上位のレアリティに進化させることが可能である。専用装備のみ最高レアリティの☆4まで進化させることが可能。
アナザーギアと呼ばれる専用ギアはチューンをすることで特殊効果を付与することが可能。
ゲームシステムや設定上、1人のキャラクターに4つ全ての装備を装着しないと出撃はできない。
ショット
キャラクターが手に握って装備することができる個人携行型火器。ライフルやスナイパー、デュアル(2丁のマシンガン)、バズーカの種類があり、それぞれにエネルギー弾、実体弾の弾種が存在する。
クロス
キャラクターが手に握って装備することができる個人携行型近接武器。両手剣(大振りな剣)、片手剣(小振りな剣とシールドの組み合わせ)、ランス、ハンマー、拳銃の種類がある。
トップス
キャラクターが上半身に装備することができる装備。多くは両手に装着する装備と背部上方向に二つ浮遊する装備の組み合わせで構成される。
ボトムス
キャラクターが下半身に装備することができる装備。多くは両脚に装着する装備と背部下方向に二つ浮遊する装備の組み合わせで構成される。
- ゲーム内アイテム

シェル
作戦完遂時に入手することができる貝状のもの。これに解析と呼ばれる操作を行うことで各種アイテムをランダムに入手できる。色や形に種類があり特定のシェルから解析で入手できるアイテムはあらかじめ決まっている。☆1から☆4までのレアリティが存在し、これは内容物のレアリティに直結するほか、解析後の待機時間に影響を及ぼす。
ゴールド
ギアの強化、宙域の変更などに使用できるアイテム。
アニマ
必要数に応じてキャラクターのレベルを上限まで上昇させることができるアイテム。
カラット
課金もしくはそれに付随する無料配布によってのみ入手できるアイテム。主にスカウトや衣装交換、ゲーム失敗時のコンティニュー、宙域の変更、解析でんちの代替として用いられる。
解析でんち
シェルを解析する際に発生する待機時間を減少させることができるアイテム。
新服袋
キャラクターの衣装をランダムに1つ獲得できるアイテム。
信頼度上昇アイテム
キャラクターに与えることでそのキャラクターのプレイヤーへの好感度を上昇させることができるアイテム。
ギフトークン
必要数を消費することによって特別な衣装やギアを入手することができるアイテム。主に特定商品などに付属するシリアルコード入力でも獲得できるものが対象。
- アイテム購入

いわゆる課金要素は、3種類の定期パス（ゲームパス）購入の他、「カラット」を購入した後のキャラクター関連のガチャ（スカウト）や衣装交換、バトル敗北時のその場コンテニュー（通常はそのまま終了か冒頭からのやり直しのみ。但しイベント任務である高難度任務はコンティニューできない）、解析機の即時充電などで利用する。これらの一部は対応するゲーム内入手が可能なアイテムを使用することでも利用ができる（スカウトチケット、新服袋、コスチューム交換券、解析でんちなど）。

## 評価
リリース直後こそ他タイトルとの競合で集客に苦戦したがユーザーに寄り添った運営やこだわったゲームシステム、適切なマーケティングによりにより着実にユーザー数を増やした。その結果株式会社コロプラの取締役CCO森先一哲が2018年に成功した新作ゲームに本作を挙げ、多くのことを学んだと語り、さらに株式会社コトブキヤによる立体化が想像以上に成功したとした。他に2019年9月期の第1四半期のコロプラ連結決算では今年に入り初のApp Store売上ランキング（ゲームカテゴリー）でのトップ30入りを果たしたことが収益面でも結果として表れていると名指しで示された。
4周年を迎えた2022年9月期の第1四半期のコロプラ連結決算では課金率、課金ユーザー一人あたりの平均課金額を示す指標ARPPUが共に好調であり各イベント開始から3日間の日次平均では2021年を上回る盛り上がりを見せ、「足元は順調に進捗」と評された。
また2021年9月期の決算で開発・運営を専任している株式会社ピラミッドが3期連続の黒字を記録し同社の債務超過の解消が達成された。

## 登場人物
出典：
アクトレスのキャラクターには、成子坂にアクトレスとして所属する際の履歴書が設定されている（一部は実際にあるような履歴書を模したペンによる直筆画像が存在する）。
外伝やコラボイベントの登場人物については別項を参照。

### アクトレス
本項ではアクトレスである登場人物のみを扱う。ただしエミッション適正はあるがアクトレス免許を所持していない者、既にアクトレス活動を引退したものはアクトレス以外の登場人物に含める。

#### 成子坂製作所
比良坂 夜露（ひらさか よつゆ）
声 - 沼倉愛美
本作の主役格に当たるキャラクターの一人。誕生日は4月9日。15歳。血液型はAB型。身長156cm。キャッチフレーズは「ボランティア愚連隊」。キャラクターデザインは島田フミカネ。
アクトレス免許をエミッション数値および実技試験において優秀な成績で取得したものの、各社の採用試験で何故か連続で落選していた。そんな折に成子坂製作所に合格したことで高校入学と同時に入所（同日入所の隊長ことプレイヤーと同期）。両親がエミッション適正を持たないため血筋として本来はエミッション適正を持つことはないが、何故かエミッション能力を有している。
不良やガラの悪い学生が多いと言われる芦原高校に通っており、暴走族やヤンキー文化に憧れる側面を持つが、本人は基本的にまじめで、困っている人を見過ごせない性分。しかし、授業を欠席してでも人助けを優先するため出席日数が不足しがち。その性分から「ボランティア愚連隊」の異名を取り、ついにはとある不良集団に一人で乗り込んで福祉団体に作り変えてしまったことさえあり、その集団からは敬意を評されている。
成子坂製作所に彼女が入所してからは、何故か大型ヴァイスに遭遇する機会が多くなっており、ある意味で（ヴァイス討伐成績における）救世主と言われている。
度々、瞳が赤く発光し呆然と何かと繋がったかのような言動を示す。ヴァイスへの大規模な侵攻作戦の際は誰も有効打を与えられなかったヴァイスの巣に対して唯一の有効打を与えた。その際や初対面時には地衛理に違和感を抱かれている。
兼志谷 シタラ（かねしや シタラ）
声 - 内田真礼
本作の主要キャラクターの一人。誕生日は10月18日。16歳。血液型はO型。身長148cm。キャッチフレーズは「成子坂のかしましオタク」。キャラクターデザインは海老川兼武。
日本に帰化したインド人の末裔であり、マンモス校である桃蔭学園総合高校に通っている。実家から出てアパートで暮らしており、バージニアとルームシェアする形で生活している。
兄の兼志谷ナビンの影響で、ゲーム、アニメ、コスプレ、プラモデルやフィギュアなど様々なオタク系趣味全般に通じており、成子坂製作所にある自身のロッカーはゲーム機やフィギュア、プラモデルで溢れている。その反面、ぞーさん名義で配信している「好きなロボットアニメの歌を歌ってみた」の正体が自分であることを必死に隠したり、ネット上のアンチに落ち込むなど豆腐メンタルと呼ばれる面もある。登場キャラクターの中では巨乳と言われており、イベント「隊長代行アタッカー薫子！」では胸部が大きく開いた奇抜なチアガール衣装をデザインするも、自身が着用することになり後悔する姿が見受けられた。
交友関係は非常に広く物語のキーパーソン的存在。成子坂製作所の人材不足時には二子玉舞、バージニア・グリンベレー、小芦睦海等の勧誘に尽力した。後に二子玉舞、バージニアとチーム「トライステラ☆」を結成する。
また、熱狂的な宇佐元杏奈ファンでテレビに杏奈が出演すると飛びつくほどである。杏奈への呼びかけは「アンナチャン」と表記される。当の杏奈からは比較的好印象を持たれているようだが、熱狂的すぎるが故の暴走を懸念されテレビ出演者候補から外されたりしていた。
射撃技術に自信があることや、ハンマーで近接戦闘を仕掛ける杏奈の援護を目的に、自身のショットギアにはスナイパーを使用している。
百科 文嘉（ももしな ふみか）
声 - 石川由依
本作の主要キャラクターの一人。誕生日は11月22日。16歳。血液型はA型。身長167cm。キャッチフレーズは「アメとムチと百科事典」。キャラ原案は柳瀬敬之、キャラクターデザインは島田フミカネ。
本作の主人公である比良坂夜露の先輩アクトレス。冷静沈着、かつ真面目であり、いいかげんなことが嫌いで、物事をハッキリと言う性格。
星条大学附属第一高等学校の2年生であり、吾妻楓と同じ学校かつ同級生ではあるが面識はない。
家族全員が成子坂製作所のファンという家系に育ち、アクトレスとしてヴァイスを撃退する一方で、「かつての成子坂の栄光を取り戻したい」「他のメンバーがアクトレス業務のみに集中できる環境を作りたい」として、正規の事務員がいない成子坂で事務仕事を一手に引き受け、成子坂が過去の栄光を取り戻すことを夢見て励んでいる。
しかしあまりに情熱を燃やし過ぎている為か、成子坂アイドル事業を視野に入れたりスポンサーとして紹介された萬場盟華に対してギャル語で全力でアピールをかけ、更にはバニー衣装を身にまとった姿でのテレビ出演すら辞さないほどの強い根性を示す瞬間を見せることも。
読書が趣味で、特に古い本を様々な人が楽しんだ足跡を感じることが好きと語っている。子供の頃から図書館に入り浸っており、将来の夢は司書。専用の戦闘スーツにも司書の服をモチーフに取り入れており、そのデザインや使用感などに対し非常に高い評価を抱いている。
シタラとは小言を言い合いながらも、互いに何か迷いや悩みを抱いた時にはまず真っ先に見抜いて相談相手になるなど強く信頼し合っている様子がうかがえ、本編やイベントでの2人の掛け合いが夫婦漫才と言われることもある。
小芦 睦海（こあし むつみ）
声 - 高野麻里佳
誕生日は4月21日。14歳。血液型はA型。身長157cm。キャッチフレーズは「成子坂のNEW CHALLENGER」。キャラクターデザインはピラミッド。
藍澄中学校に通っている。格闘ゲームが得意で大会にも出場している。ゲームセンターで練習中に兼志谷シタラに勧誘され成子坂所属のアクトレスとなった。ストイックでまじめな努力家だが熱くなりやすい。甘いものに目がなくお菓子が大好き。
ゲームが得意で特に格闘ゲームは世界ランカーに名を連ねるほどの腕の持ち主。しかし"Phoenix"と名乗るプレイヤーには連敗を重ねており、対抗心を燃やしている。また、ゲーマーとしての矜持から初心者に対しても手を抜かずに対戦するため好意を寄せられた男子をボコボコにしたこともある。
両親は別居中で睦海は母親と住んでおり、とある理由で離れている父親の事を嫌悪している。
二子玉 舞（にこたま まい）
声 - 日岡なつみ
誕生日は12月12日。16歳。血液型はAB型。身長169cm。キャッチフレーズは「恥じらい妄想系バレリーナ」。キャラクターデザインはピラミッド。
桃蔭学園総合高校に通っており、兼志谷シタラの友人。舞踏家の両親の元で幼少期からバレエを習い高い身体能力をもつ。しかしあがり症で引っ込み思案。だが、動画投稿サイトに自身の踊りをタマタマ名義で洋菓子店Etoileの紙袋を被り投稿するなどの活動も積極的に行っている。シタラの策で成子坂製作所に半ば強引に勧誘された。BLとGLが好きで友人に対しても勝手にカップリングを想像したりしている。これは幼少期、同級生にバレエの才能を嫉妬されたことがきっかけで人の視線に恐怖を抱くようになり、あまり外出できない時期があり、その後も友達を作ることに苦手意識を持つようになってしまい自分の創造の中で人間関係を描くことが多くなったことが原因。当時に「舞ちゃん」と呼ばれていたことから舞ちゃんと呼ばれると狼狽する。
前述のとおり想像力が豊かなため、それを表に出そうとシタラにイラストの作成方法を学んでいる。タマ名義でpixivに作品を投稿した（題名は「短3度アンサンブル」）。
なお、通常衣装が必要以上に透けているのはテクスチャの調整ミスである。本来はうっすらと透ける予定だったが、現状の衣装が好評だったため修正はされていない。
バージニア・グリンベレー (Virginia Glynnberets)
声 - 大西沙織
誕生日は6月19日。16歳。血液型はO型。身長166cm。キャッチフレーズは「アメリカ仕込みの凄腕シューター」。キャラクターデザインは海老川兼武。
愛称はジニー。ペンタゴンシャードからの留学生で桃蔭学園総合高校に通っている。陽気なミリタリーオタクでFPSゲーマー。仕事の都合で多くの言語を習得しており日本語の訛りの一つである津軽弁すら理解している。過去、内戦のあったシャードでの出来事で心的外傷後ストレス障害(PTSD)による心因性視覚障害を患い、人に銃を向けると手が動かなくなり、目の前の風景がモノクロに映る色覚異常を発症する。これらは模擬戦闘はもちろんのこと、水鉄砲遊びでも発症するほど重度な症状となっている。ゲームを通じて仲良くなった兼志谷シタラの家に居候している。戦闘にロマンを求めるシタラとは戦闘に対する考え方への相違から対立することもあるが、シタラを始めとする成子坂の人々と過ごす時間を大切に感じている。
2021年4月にはSPスキルを発動すると銃口からチャーハンが飛び出るバグが話題になった。
四谷 ゆみ（よつや ゆみ）
声 - 松井恵理子
誕生日は4月6日。24歳。血液型はB型。身長162cm。キャッチフレーズは「甘い誘惑、辛い散財」。キャラクターデザインは島田フミカネ。
成子坂所属であるが同業他社であるエンパイア中野に出向中。ホスト通いで散財することから常に金欠に陥っているため生活費と借金返済のためにアクトレスとなった現役キャバ嬢。兼志谷シタラ、百科文嘉と旧知だが口論が絶えない。特にシタラには「BBA（ババァ）」と呼ばれているが、総じて仲はいい。
絵の才能は絶望的に酷いが、本人はそのことに気づいていない。
依城 えり（よりしろ えり）
声 - 高田憂希
誕生日は5月1日。21歳。血液型はAB型。身長157cm。キャッチフレーズは「スナイプシャーマン」。キャラクターデザインはかこいかずひこ。
津軽シャード出身。マタギの祖父とイタコの祖母を持ち、動物と会話ができる。重度の津軽訛りで東京シャードの人間と意思疎通ができず、そのために就職面接に落ち続けていたものの、成子坂製作所の事務員として採用された。現在は標準語も習得しているものの、強く意識しなければ津軽訛りが飛び出してしまう。
大関 小結（おおぜき こゆい）
声 - 深田愛衣
誕生日は7月24日。25歳。血液型はA型。身長162cm。キャッチフレーズは「マシュマロ管理栄養士」。キャラクターデザインはピラミッド。
アクトレス専門の管理栄養士。過去に叢雲工業の社員食堂で働いていたが、同社のアクトレス部門解体により失職後、成子坂製作所で管理栄養士、調理師、アクトレスとして再就職した。作るメニューはオーソドックスだが、戦闘で消耗するアクトレスの栄養面を充実させてあげたいという思いから、おかずが多く付くのが特徴。そのため、成子坂で昼食を取るアクトレスの中には、小結の食事によりいつか太るのではないかと気にする者もいる。最初は肥満体型で登場し、その後ダイエットとリバウンドを繰り返している。米をおかずに米を食べることができるほど米好きの「米人（こめびと）」であり、杏奈と2人きりのときはブランド米を3種類使用した「おこめ三色丼」を作り食べている。
新谷 芹菜（にいや せりな）
声 - 白城なお
誕生日は3月14日。23歳。血液型はA型。身長168cm。キャッチフレーズは「ふたつの顔を持つアクトレス」。キャラクターデザインはかこいかずひこ。
AEGiSの紹介で成子坂製作所に派遣された事務員。丁寧で周囲への気配りもでき、強い正義感の持ち主でもある。
裏の顔として、悪徳企業の不正を暴き世間に公表する謎のスパイ「シャノアール」に姿を変え、スパイ活動に勤しんでいる面もある。
文島 明日翔（ふみしま あすか）
声 - 安済知佳
誕生日は10月24日。17歳。血液型はB型。身長156cm。キャッチフレーズは「籠の外の森ガール」。キャラクターデザインはかこいかずひこ。
鳥のように空を飛びたいと思い、親の反対を押し切りアクトレスになった。文鳥のピッピちゃんを飼っている。依城えり、鳳加純と「鳥の会」を結成している。
蛙坂 来弥（かえるざか らいや）
声 - 大和田仁美
誕生日は3月27日。16歳。血液型はO型。身長157cm。キャッチフレーズは「現代都市型JK忍者」。キャラクターデザインはピラミッド。
郷湾育英高校に通っている傍らで「アーバン流忍術」という怪しげな忍術を習得し、企業の情報流出を防ぐ技術を指南するフリーランスのセキュリティコンサルタントとしても活動している。特にカエルを自由自在に使役できることは特筆に値する。
成子坂製作所に自身を防諜の要として売り込みに来たが、足元を見られ登録アクトレスとして所属している。
親しくなった人の名前に「～っち」を付けて呼ぶ傾向がある。日向リンと仲が良く一緒に食事に出かけては大食いしている。風呂上がりにドライヤーではなく火を使って髪を乾かしているため前髪の一部に少々跡が付いている。通販サイト「アーバン流.net」から忍術に使う道具(光学手裏剣やホログラム機、胃腸薬など)を大量買いしているせいで常時金欠気味。最近は紅花の店で働いたりとアルバイトを増やしている。
御蔵座 梓希（みくらざ あずき）
声 - 花守ゆみり
誕生日は10月31日。10歳。血液型はO型。身長126cm。キャッチフレーズは「放課後座敷童」。キャラクターデザインはじじ。
東京シャード最年少アクトレス。アクトレスの年齢制限緩和のテストケースとして、特例措置で採用された。以前に成子坂製作所で活躍したアクトレスの曾孫に当たる。
大人びて真面目でしっかりとした性格。東雲チヱと一緒に魔法少女のごっこ遊びをするなど子どもらしい面も。比良坂夜露に懐いている。埼玉シャード出身。実家は豆の専門店「豆いち」を経営しているため豆の知識に優れている。
御茶ノ水 美里江（おちゃノみず みりえ）
声 - 今野宏美
誕生日は7月16日。15歳。血液型はA型。身長155cm。キャッチフレーズは「心優しきロボットガール」。キャラクターデザインはかこいかずひこ。
人工アクトレスとして開発されたアンドロイド(Alc003)。アクトレス免許試験で好成績を収めたことで関係者を驚嘆させた。多くの企業からスカウトされたが、成子坂製作所を志望して所属した。  性格はまじめで勤勉。几帳面で礼儀正しい。
その正体はロボット工学の権威である御茶ノ水寅二博士によって造られたアンドロイドであるように見せかけている普通の女子高生。事故で息子夫婦を喪ったショックでその記憶を失った美里江の実の祖父、御茶ノ水寅二が自身の抜け落ちた記憶の整合性をとるために作り出した妄想「自分に息子は居なく人工アクトレスを作った若き天才科学者」に合わせてアンドロイドを演じている。
二階堂 司（にかいどう つかさ）
声 - 大地葉
誕生日は4月18日。28歳。血液型はAB型。身長176cm。キャッチフレーズは「フェアウェイのハンサムウーマン」。キャラクターデザインはピラミッド。
国内外のツアーで活躍するプロゴルファー。これまでに3度、賞金女王に輝いている。ツアーの合間にフリーのアクトレスとして活動していたが、長年の友人である薫子の紹介で成子坂製作所に所属した。ボーイッシュな外見と紳士的な振る舞いから女性のファンが多い。紅茶が好き。
東曇 チヱ（しののめ ちえ）
声 - 井澤詩織
誕生日は8月8日。ー歳。血液型はB型。身長148cm。キャッチフレーズは「リピートウィズダム」。キャラクターデザインは島田フミカネ。
成子坂製作所創業初期に活躍した東雲チヱの遠縁にあたるアクトレス。所長の天満 小梅の意向を受け、二代目チヱとしてデビューした。そのため本名は非公開。初代チヱの知識・性格を受け継いだとされ、傲岸不遜で自信家なところがある。
その正体は初代東雲チヱ当人。エミッション能力の減衰後、アクトレスを続けるために海外の研究施設の実験体となった結果エミッション能力が復活した。しかしその副作用として急激な若返りと老化を繰り返すようになり、自由な空を求めて研究施設を脱走し中東シャードで傭兵を行っていた。次の老化が始まったときこそ自身の寿命が尽きる時だと考えており、隊長たちがアルフライラシャードを訪れたときには東京シャードへの帰還を打診した。事態を把握したAEGISと志賀和樹の計らいで成子坂製作所に再び所属することになる。前述の老化と若返りの事実は隊長のみに打ち明けており、周囲には「エミッション能力によって初代東雲チヱの記憶を完全に受け継いだ」と説明している。
梓希と肉体年齢が同年齢であることからチームを組むように誘われるも、自分と違い未来がある梓希と一緒に飛ぶことはできないとして固辞している。
ファティマ・ベトロラム（Fatima Betrorum）
声 - 河瀬茉希
誕生日は1月30日。16歳。血液型はA型。身長165cm。キャッチフレーズは「プリンセス・オブ・アルフライラ」。キャラクターデザインはピラミッド。
アルフライラシャードの王女。パールサ出身。東京シャードの薄い本を所望し、親日家としても有名で日本語も堪能。命に関わる重病を患っていたものの、かねてより欲していた薄い本（同人誌）の力で完全に回復した。なお、母国では薄い本の入手に尽力してくれた舞を「王女を救ってくれた英雄」として讃えており、彼女の誕生日を祝日にすることが真剣に検討されている。特にコミマで出逢い、文通もしていたトライステラ☆の3人とは仲が良く、留学の際には桃陰学園に編入した。非常に明るく活動的な性格で、過去にトラウマを抱える舞に対し自分のペースで接して困惑させてしまったこともあった。
王女としての自覚を持ち困窮する祖国の民のことを常に考えている。毎日朝6時には起床し祈りを捧げ、その後は分刻みにスケジュールが建てられており、その職務の多忙さは周りの面々を不安にさせるほど。それでも成子坂製作所の面々は自分を王女としてではなくひとりの人間として扱ってくれると喜んでいる。
千島 美幸（ちしま みゆき）
声 - 小澤亜李
誕生日は3月4日。18歳。血液型はO型。身長150cm。キャッチフレーズは「あわてんぼう巫女さん」。キャラクターデザインはかこいかずひこ。
成子天神社の巫女をしている大学生。大学進学前にアクトレス免許を取得したが利用機会がなくペーパー免許であった。緊張に弱くかなりの慌てんぼう。
九炉鉄 悠都（くろがね ゆうと）
声 - 野口瑠璃子
誕生日は2月5日。16歳。血液型はA型。身長156cm。キャッチフレーズは「いざゆけ鋼のアーチスト」。キャラクターデザインはピラミッド。
博多シャードから引っ越してきたアクトレス。北九州弁を話す。正義感が強い性格。野球好きであり、観戦と試合の両方をこなせる。
実家が製鉄所である関係上、刀剣についての知識が豊富。自身のクロスギアにも日本刀を採用しており、同じ刀使いである楓とも仲が良い。
ミア・ヴォワザン（Mia Voisin）
声 - 内田真礼
誕生日は9月18日。16歳。血液型はA型。身長156cm。キャッチフレーズは「パルフェ・セルヴァント」。
イル=ド=フランスからやってきたアクトレス。メリッサ・Dに仕えるメイド。メリッサの勧めと、かねてより親交のあった美幸の紹介により成子坂にやってきた。メリッサに実の妹の様に可愛がられ大切にされおり姉妹にも似た関係となっている。
米良渕 花浪 (めらぶち かなみ)
声 - 黒木ほの香
誕生日は7月28日。16歳。血液型はA型。身長161cm。キャッチフレーズは「いてまえ剛腕ストローカー」。キャラクターデザインはピラミッド。
スポーツ特待生として大阪シャードから郷湾育英高等学校へ進学してきた明るい性格のテニスプレイヤー。
右肘の怪我をきっかけに、同級生であるリンと来弥の助言もあって成子坂製作所でアクトレス登録をすることになった。
高幡 のどか（たかはた のどか）
声 - 根本京里
誕生日は10月27日。15歳。血液型はA型。身長155cm。キャッチフレーズは「暴走ノーズブリード」「未確定ポテンシャルブリード」。キャラクターデザインは岡田力也。
アニメ「アリス・ギア・アイギス Expansion」で登場する新人アクトレス。アキ作戦における夜露の活躍を見てアクトレスを志し、成子坂製作所への就職を希望して見学に訪れるが、エミッション能力が検出されずアクトレスへの道を諦めかけていた。しかし、夜露の考案した猛特訓を受けた結果、理由は不明だがなぜかエミッション能力が開花したため、アクトレス免許を取得して成子坂製作所の新人として就職した。
夜露の熱烈なファンであり、自宅は大量の夜露のグッズで溢れている。また、夜露本人を目の前にすると興奮して鼻血を吹き出す。

#### 叢雲工業
吾妻 楓（あがつま かえで）
声 - 安済知佳
本作の主役格に当たるキャラクターの一人。誕生日は2月19日。16歳。血液型はO型。身長164cm。キャッチフレーズは「断罪大和撫子」。キャラクターデザインは島田フミカネ。
その活躍から世間の注目を集める新進気鋭のアクトレス。剣道場の娘で、性格は古風でマジメ。ゲームは一日一時間と定めたルールを順守するあまり対ボス戦の最中にログアウトしてしまったことも。口数は少なめ。その剣の腕前でヴァイスから人々を守りたいと考えている。行方不明の姉を探す傍らで、狐の面を被って「遮那仮面」を名乗り、正体不明のヒーローとして悪を断罪していたが父にその行為がばれて勘当された。
進学校として知られる星条大学附属第一高等学校の2年生である。
日向 リン（ひむかい リン）
声 - 井澤詩織
誕生日は11月19日。16歳。血液型はB型。身長156cm。キャッチフレーズは「ワイルド・ワイルド・ムードメーカー」。キャラクターデザインは海老川兼武。
スポーツ教育の盛んな郷湾育英高校の2年生で、2人の兄もそれぞれプロ野球選手とプロサッカー選手として活躍するスポーツ一家の出身。
高い身体能力で、アクトレスとしても上位にランクインする腕前。反復横跳びによる残像であたかも分身したかのように見せることすら可能。考えるより先に体が動くタイプでツチノコを食べたいと言って捜索に出掛けたり、人食い花を探しに行ったりと周りを巻き込んで突飛な行動をすることが多く、周囲に迷惑をかけることもある。しかし持ち前の明るさと野生のカンで、チームのムードメーカーとして愛されている。食べることが大好きで、通常ハンマーで砕いて食べる堅焼きせんべいを歯で噛み砕くこともできる。
小鳥遊 怜（たかなし れい）
声 - ルゥティン
誕生日は9月27日。15歳。血液型はA型。身長163cm。キャッチフレーズは「孤高の調停役」。キャラクターデザインは柳瀬敬之。
リンの幼馴染。楓、リンと共に3人でチームを組んでいる。感情をあまり表に出さず、他者と打ち解けることが苦手な性格。アクトレス特待生として高校に入学したことから外部入学組としてクラスメイトとの間に距離を感じている。周囲から「冷たい人」と誤認されがちだが、家族思いで責任感が強い。人知れず訓練も重ねており、努力家の一面も持つものの、楓やリンと比較し自分は凡人に過ぎないと卑下する姿も見うけれた。
小学生のころに母親が貯金を持って男と行方をくらました経験から「裏切り者」を激しく嫌悪し、他の人間関係でもまた裏切られるのではないかという猜疑心から距離を置きたがる。自分を捨てた母親の代わりに祖母に育てられたことで祖母に恩返しをしたいと考えている。
聖アマルテア女学院高等部1年生。
一条 綾香（いちじょう あやか）
声 - 小澤亜李
誕生日は11月2日。14歳。血液型はA型。身長147cm。キャッチフレーズは「自信過剰ツンデレお嬢様」。キャラクターデザインは島田フミカネ。
高飛車で目立ちたがりのわがままなお嬢様。自尊心が強く高貴な言動を心掛けている。しかし、かなりの仲間想いで口では素直に言えないが周りの人間を大切にしている。相河愛花とは親友でよく行動を共にしている。綾香が素直に自分の気持ちを伝えられないために愛花が嫌われたと勘違いして大泣きすることがよくある。愛花に対しては親身になることが多く愛花が上手く戦えないときには彼女のコーチをしてくれるよう楓やリンに頭を下げて頼み込んだ。また、高貴な者として常に庶民視点から自分に何ができるのかを考えていたりとトップになる器の持ち主。No.1ファッションブランドを立ち上げるのが夢。両親は事業で海外を飛び回っているためお付きのジーヤが身の回りの世話をしている。彼女にとって大切な存在であり、またジーヤも綾香を大切にしている。
聖アマルテア女学院中等部に通っている。
相河 愛花（あいかわ あいか）
声 - 大空直美
誕生日は8月7日。14歳。血液型はB型。身長145cm。キャッチフレーズは「お花大好き純粋少女」。キャラクターデザインは島田フミカネ。
かわいいギアやスーツが着たくてアクトレスになった花屋の娘。花言葉と誕生花をたくさん記憶している。一条綾香と親友でよく行動を共にしている。かなりの泣き虫で人前でも電車内でも大声で泣いてしまい、同乗していた綾香を困惑させた。当初はヴァイスを恐がり上手く戦えていなかったが、後方で綾香、睦海のサポートをする戦い方にしたことで解消した。ヴァイスを撃って空に奇麗な花を咲かせると意気込んでいる。自身の専用スーツにメリーちゃん、マリーちゃんと名付け大切している。
泣き声が「うぃーっつ」と表記されたことからWebラジオをはじめインタビューなど様々な媒体で話題になった。後にアートディレクターは「うぃーっつ」という無き声に対し「大好きな綾香に自分のせいで迷惑をかけた、自責の念とか、いろいろなもので泣いてしまいつつも、どうしても綾香に伝えたい言葉があって、大泣きしながら伝えたいことを発言したときの言葉で。14歳の子が本気で泣きながら訴えているとすると実はそんなにおかしい、汚いというものではないんだと思うんです。」と見解を示した。
藍澄中学校に通っている。

#### エンパイア中野
藤野 やよい（ふじの やよい）
声 - 田中あいみ
誕生日は10月17日。19歳。血液型はA型。身長162cm。キャッチフレーズは「大迷惑ハリケーンラッパー」。キャラクターデザインは島田フミカネ。
エンパイア中野に所属するアクトレス。ラップが大好きで会話にもラップを入れ込んでくる。ラップを禁止されると途端にしゃべりがたどたどしくなってしまう。ラップの腕前は折り紙つきでHipHop界の生きるレジェンドと呼ばれるSay-Gから腕を見込まれるほど。Say-Gにロサンゼルスに招待されたが友人とアクトレスをできる今を大切にしたいと断った。
実家は家具店「藤野家具」を経営しているが、母親とは折り合いが良くない。
下落合 桃歌（しもおちあい とうか）
声 - 谷口夢奈
誕生日は11月1日。19歳。血液型はA型。身長155cm。キャッチフレーズは「江古田のアイドル♡」。キャラクターデザインはピラミッド。
メジャーアイドルを目指しているエンパイア中野のアクトレス。アイドルになりたいがために日常的に媚を売る態度を四谷ゆみに指摘されている。基本はかわい子ぶっているが、ときおり荒んだ本音が漏れる。友達やエンパイア中野に対して悪態をつきながらも心配したり協力したりと仲間想い。しかしアイドルへの情熱は本物で、ツノハズカメラの模型企画に参加した際には金潟すぐみに弟子入りし模型の作成を学んだり、自社がいわれのない理由で家宅捜索を受けている状況でも、マスコミのカメラを意識して行動ができるほど。世間に大きく注目された吾妻楓にライバル心を燃やしている。
2019年のエイプリルフールでは彼女のファンクラブサイトが立ち上げられ、アリスギア公式ツイッターも桃歌仕様に変更された。桃歌がファンクラブ設立を宣言する動画もユーチューブに披露された。しかし日付が変わるとともにファンクラブサイトは立ち消え、公式ツイッターもアリスギア仕様に戻った。
シャーリー オークレイ (Shirley Oakley)
声 - 三宅晴佳
誕生日は5月27日。19歳。血液型はB型。身長168cm。キャッチフレーズは「テキサスじゃじゃ馬ガール」。キャラクターデザインはくーろくろ。
アメリカ人ではあるが、アメリカ出身ではなく東京シャードにあるステーキ屋「テキサス・シャード」出身のアクトレス。西部劇が好きで自分を保安官と称し、たまに役に入ってハードボイルドなセリフを言ったりする。両親はアメリカ人。しかし彼女の正義感や人を思いやる心は本物である。陽気で気さくな性格。  エンパイア中野の社長にスカウトされ、所属アクトレスになった。
伊戸倉 音緒 (いとくら ねお)
声 - 都月彩楓
誕生日は6月6日。21歳。血液型はAB型。身長151cm。キャッチフレーズは「フォーリンミュージシャンガール」。キャラクターデザインは柳瀬敬之。
エンパイア中野に所属するアクトレス。粗雑な口調だが真面目な性格。隊長に気がある素振りを見せる。行動力がありその大胆さと過去の出来事から室江が恐怖するほど。ギターが得意だが、両親が三味線奏者であったこともあり三味線の演奏も得意で講師を請け負うほど。
3年前に理想と現実のギャップから周囲に噛みついていたことから、ライブ中に背中にバンドメンバーの飛び蹴りを受けてステージから転落、右腕を骨折した。その事実をメディアに自身が悪いと報じられ、肉体的、精神的の両面の不調から休業していた。その後にエンパイア中野に復帰。周りを牽引しつつ協力しあってエンパイア中野を盛り上げようとしている。

#### 聖アマルテア女学院
紺堂 地衛理（こんどう ちえり）
声 - 加隈亜衣
誕生日は9月17日。17歳。血液型はA型。身長167cm。キャッチフレーズは「アブソリュート生徒会長」。キャラクターデザインはピラミッド。
聖アマルテア女学院の生徒会長。シャフハウゼンシャード出身。全校生徒からお姉様と慕われている。中等部時代に何度もスイスシャードに留学している。サバゲーが趣味であり学院の体育祭にサバゲーを導入して生徒会役員を呆れさせた。銃器が好きという共通点からジニーとは交友があり「チェリー」の愛称で呼ばれている。また、バイクの腕前も達者であり、プロ級のライダーである奏とペアを組み耐久レースで優勝するほどの腕を持つ。椎奈とは毎週金曜日に手作り弁当の交換を行っている。その弁当は素材の良さを引き出しつつ冷めてもおいしいように工夫されている。
戦闘狂のきらいがあり、強いものとの戦闘を楽しんでいる節があるが、ヴァイスコロニーでの夜露の戦いを見た際には本能的な恐れを感じていた。
真理から12歳の頃から海外シャードを渡り歩く傭兵「コンドッティエーレ」の正体として疑われており、事実仮病を使って学校を休み中東シャードに行っている。
州天頃 椎奈（すてごろ しいな）
声 - 岩井映美里
誕生日は8月26日。17歳。血液型はO型。身長147cm。キャッチフレーズは「剛拳フェミニン生徒会副会長」。キャラクターデザインはピラミッド。
聖アマルテア女学院の副生徒会長。空手道場の娘で空手はもちろん柔道や合気道、ボクシングもこなす。おっとりした性格で面倒見がよく料理と裁縫が得意。地衛理と仲が良く将来は地衛理の支えになりたいと思っている。地衛理とは毎週金曜日に手作り弁当の交換を行ったり、就寝前に「おやすみコール」と呼ぶ電話をしている。
仁紀藤 奏（にきとう かなで）
声 - 山岡ゆり
誕生日は7月1日。17歳。血液型はB型。身長165cm。キャッチフレーズは「エキゾースト薫る風紀委員」。キャラクターデザインはピラミッド。
州天頃椎奈に誘われて風紀委員長を務めている。生徒会員からは「ナデちゃん」、シタラからは「ルーさん」の愛称で呼ばれている。父がプロライダーであったため、自身もヤマハ・YZF-R1を愛車とするほどのバイク好きで、耐久レースで優勝するほどのプロ級の腕前を持つ。SPスキル使用時には「私のマシン」と名付けたバイク型のギアを使用している。このギアの後輪に見える部分は重力場発生装置でありバイクとしての機能はない模様。

#### マスメディア
宇佐元 杏奈（うさもと あんな）
声 - 田澤茉純
誕生日は3月21日。24歳。血液型はO型。身長160cm。キャッチフレーズは「ニュースでおなじみ！アイドルアナウンサー」。キャラクターデザインはピラミッド。
東京アクトレスニュースのメインキャスター。子役からアイドルとなりテレビ番組の企画でアクトレス免許を取得。以降は成子坂製作所で真理と九品田凪といっしょにチーム「メリーバニー」を結成し活躍した後、大学に進学。ゲスト解説者を経てアナウンサーになった。アクトレス時代はハンマーのみを使用して戦闘していたが、現在はバズーカとハンマーを使用する。
アリスギア宣伝の一環としてYouTubeでVTuberデビューを果たした。
神宮寺 真理（じんぐうじ まり）
声 - 森永千才
誕生日は8月12日。29歳。血液型はA型。身長158cm。キャッチフレーズは「宇宙を駆け巡るフォトジャーナリスト」。キャラクターデザインはくーろくろ。
日刊東京AEGiSニュースの契約専属記者兼カメラマン。社交的で明るいがやや馴れ馴れしい性格。女の子が大好きで趣味と実益を兼ねたアクトレス密着取材が得意。その実力は確かでAEGIS情報本部に連行された際には意趣返しと威嚇のために情報本部のスキャンダルを公開し辞任に追い込んだ。記者になる前は成子坂製作所所属のアクトレスで宇佐元杏奈、九品田凪とチーム「メリーバニー」を結成していた。しかし7年前の事故で凪がアクトレス能力を失いメリーバニーは解散した。現在は記者という本業の傍ら7年前の事故の真相を探っており、凪がアクトレスを引退し結婚したというAEGiSの発表を疑っている。現在は髪の毛を脱色しており銀髪のような髪色になっているが、OPムービーには脱色する前の黒髪姿で描かれている。

#### AEGiS
籠目 深沙希（かごめ みさき）
声 - ルゥティン
誕生日は11月7日。22歳。血液型はA型。身長160cm。キャッチフレーズは「不可視な黒衣の未亡人(ステルス・ブラックウィドー)」。キャラクターデザインはピラミッド。
AEGIS情報本部所属のアクトレス。2年前に主人と慕う籠目武成を亡くしAEGISを紹介されてアクトレスとなった。ぬか漬けを漬けるのが趣味でぬか床の管理も日常的に行っている。もの静かで穏やかな性格。目立つことを好まずひっそりと静かにしていることが多い。影が薄いため黙っていると他人に気づかれないこともある。しかし来弥や新谷のような健康的で溌剌とした姿にも憧れを抱いている。
エミッション能力の発露により、他人に認識されずに行動する特殊能力を持っている。
山野 薫子（やまの かおるこ）
声 - 沼倉愛美
誕生日は11月14日。32歳。血液型はA型。身長171cm。キャッチフレーズは「熟れたてスーパーバイザー」。キャラクターデザインはピラミッド。
アライアンスの指揮官として作戦遂行中の隊長の代わりに、成子坂製作所へ出向した。また、東京シャード現役最年長アクトレスでありAEGiS教練科の教官でもあり、鳳加純や四谷ゆみは薫子の教え子でもある。 減衰しない自分のエミッション能力に戸惑いつつも、続けられる限りは現役を続けようと思っている。
苦い料理が好きで自身の料理にも苦みをふんだんに使うため、大食いのリンですら食べられないような抹茶シフォンケーキを作った。また、町内会の女子バレーボールチームにも所属している。
サンティ・ラナ (Shanti Rana)
声 - 花守ゆみり
誕生日は9月5日。15歳。血液型はA型。身長152cm。キャッチフレーズは「気高きグルカの戦士」。キャラクターデザインはピラミッド。
ネパールシャード出身のアクトレス。AEGISイングランドから派遣されたAEGISの戦闘インストラクター。得意料理はカレー。弟が3人、妹が3人いる。
幼少時から傭兵訓練施設にて、語学と格闘技、戦闘技術を習得している。ノーブルヒルズ・ホールディングスとの契約で東京シャードへ来航。普段は礼儀正しく、人懐っこい性格。大家族の長女で弟と妹が3人ずついる。ノーブルヒルズの不正を知ると、自らの正義感から契約を破棄し成子坂に助勢した。ノーブルヒルズとの契約解除後は、AEGiSで戦闘インストラクターをしている。基本報酬はAEGiSより支払われており緊急招集対応費、大型遭遇割増報酬を成子坂が支払っている。
ニーナ・カリーニナ (Nina Kalinina)
声 - 白石晴香
誕生日は12月5日。16歳。血液型はAB型。身長171cm。キャッチフレーズは「モスクワ産ハラペコバーサーカー」。キャラクターデザインは海老川兼武。
モスクワシャード出身の天才アクトレス。科学アカデミーの推薦を受けて、AEGISモスクワからAEGiS東京に転属。そののち成子坂製作所へは出向でやってきた。エミッション能力の向上を図るための実験体であり、組織内では第4世代と呼ばれ、灰白質が人の平均と比べて体積が17％ほど大きい。その恩恵で記憶力はずば抜けてよく、大抵の言語を半日で覚え、電話帳一冊の内容を数分で記憶できる。だが反面、脳が必要とするカロリーが全体の40％ほどとなる。通常の人の約2倍となるこの消費カロリーは頻繁な空腹を引き起こし、限界を超えると「腹ペコニーナ」と俗称される暴走状態となる。その対策として常に固形食糧を携帯している。
紅花の作る料理が大好きで、空腹で困っていたところを救われて以来、王紅花と仲が良い。
王 紅花 (わん ほんふぁ / Wang Honghua)
声 - 戸田めぐみ
誕生日は10月1日。16歳。血液型はO型。身長153cm。キャッチフレーズは「中華料理的武装少女！」。キャラクターデザインはピラミッド。
語尾に「アル」「ネ」が付くほか英語もある程度話すことができる。上海シャードからやってきた中華料理の天才少女。AEGIS上海からAEGIS東京へ出向している。最終学歴は中卒。伯父が経営する池袋の高級中華料理店「紅龍苑」で働いており、紅花が店先で売る「アタシの中華まん」は大好評を得ている。
成子坂の緩く優しい雰囲気を気に入っている。にぎやかで明るく裏表がない性格。料理を振舞うのが大好きでお腹を空かせた人を見ると放っておけない。料理研究のために古今東西のレシピを集めている。
プレイアブルキャラ化以前は小結のエピソードで3Dモデルで登場。その際には髪型や身長などが現在デザインと異なっていたが修正された。同時にに小結のエピソード内も修正されている。

#### AEGiS特別高等部特殊部隊
鳳 加純 (おおとり かすみ)
声 - 飯田友子
誕生日は1月28日。22歳。血液型はA型。身長168cm。キャッチフレーズは「東京最強アクトレス」。キャラクターデザインは海老川兼武。
AEGiS特別高等部特殊部隊のリーダーで、東京最強と呼ばれるアクトレス。ゲームと可愛いものが好き。鳥に繋がりのある明日翔やえりとは、鳥の会のメンバー繋がり。
吾妻 京 (あがつま けい)
声 - 金子有希
誕生日は6月15日。20歳。血液型はO型。身長166cm。キャッチフレーズは「流浪のサムライシスター」。キャラクターデザインは島田フミカネ。
AEGiS特別高等部特殊部隊のメンバー。楓の姉だが、楓が幼い頃に行方知れずになっていた。実際には内密に吾妻家の責務としてAEGiS特別高等部特殊部隊に入隊していた。同時に琴村姉妹がいた孤児院でシスターをしていたりと、様々な場所で身分と名前を偽りつつ、ヴァイス信奉派「SIN」の動向を探っている。厳格な性格の楓とは正反対の、あっけらかんとした明るい性格。
アンジェリカ・グラズノワ
声 - 千菅春香
誕生日は4月13日。20歳。血液型はA型。身長175cm。キャッチフレーズは「常闇に哭く黒孔雀」。キャラクターデザインは海老川兼武。
ウクライナシャード出身でAEGiS特別高等部特殊部隊のメンバー。愛称はアンジー。戦闘中のセリフから、麻雀好きであることが示唆されている。

#### ベルクラント東京支社
リタ・ヘンシェル (Rita Henschel)
声 - 木村珠莉
誕生日は10月3日。20歳。血液型はA型。身長166cm。キャッチフレーズは「ツナギをまとった天使」。キャラクターデザインはピラミッド。
ギアメーカのベルクラント東京支社から、人手不足の成子坂製作所・整備部の手伝いに来た腕利き整備士。カッセルシャード出身。謹厳実直な性格。エミッション適性があり、アクトレス免許も取得している。ベルクラントではギアのテストなども行っていた。ギアに曲線美を見出したり、金属とオイルの匂いを嗅ぐと落ち着くなどメカフェチでもある。故郷から師匠が来日したときには成子坂製作所のことを家であり、みんなは家族であると語った。

#### ノーブルヒルズ・ホールディングス
琴村 朱音 (ことむら あかね)
声 - 金子有希
誕生日は2月20日。16歳。血液型はA型。身長157cm。キャッチフレーズは「ツインガールズオーダー」。キャラクターデザインはピラミッド。芦原高等学校2年。
ノーブルヒルズ・ホールディングス所属のアクトレス。双子の妹・天音とともに佐蔵修道院で育った。負けん気が強く、物怖じしない性格で、物言いもストレート。何事も器用にこなし、嫌いなものは努力と公言していた。妹の天音を大切に想い、守ろうと影で多大な努力を積み重ねていた。姉のように慕っていた凪が失踪した際の経緯から成子坂に強い恨みを抱いており、ノーブルヒルズ・ホールンディングスに協力して成子坂に敵対していたが、ノーブルヒルズがSINに浸食され、東京シャードへのテロの片棒を担いでいたことが発覚し、アクトレス事業は解体、立場上はテロリストの協力者となってしまったために居場所を失い、天音とともに逃亡生活を送っていたが、AEGISによって保護され、保護観察のためにAEGISの監視が行き届いている成子坂製作所に所属することとなる。所属当初は成子坂関係者とは打ち解けられずにいたが、あくまでテロリストに騙されて利用されていただけであることが周知されたことや、夜露のはたらきかけで現在は和解、成子坂になじみ始めている。
琴村 天音 (ことむら あまね)
声 - 高田憂希
誕生日は2月20日。16歳。血液型はA型。身長157cm。キャッチフレーズは「ツインガールズフォロー」。キャラクターデザインはピラミッド。
ノーブルヒルズ・ホールディングス所属のアクトレス。双子の姉である朱音とともに佐蔵修道院で育った。優しくて思いやりも責任感も強い性格。だが自分に自信がなく、他人に流されやすい。何事も先を行く姉を尊敬し、いつも姉に指示を乞うがいつかは追いつきたいと願っている。凪失踪の真実を知るため、朱音とともに成子坂と敵対していたが、自分たちの行いが正しいのかどうかについて疑問を持っており、過激な妨害策に出ようとする朱音を止めようともしていた。ノーブルヒルズ解体後は、朱音とともに逃亡生活を送っていたが、AEGISによって保護され、保護観察のためにAEGISの監視が行き届いている成子坂製作所に所属することとなる。

#### ラスコルプロモーショングループ
須賀 乙莉 (すが いつり)
声 - 高野麻里佳
誕生日は7月14日。15歳。血液型はO型。身長186cm。キャッチフレーズは「夢見る遅咲き摩天楼」。キャラクターデザインはピラミッド。
桃蔭学園総合高等学校1年生。ドクソンのメンバー。母親からは「イツリン」と呼ばれている。1学年上のトライステラ☆の大ファン。尊敬している兼志谷シタラにイベントで描いてもらったスケッチブックを宝物として大事にしている。成子坂製作所を志望していたが、モデルとしての天性の資質が認められラスコルの所属となる。引っ込み思案で運動神経がないため様々な活動に支障をきたすことも。君影唯、村尾未羅とモデルアクトレスチーム「ドクソン」を組んでおり仲がいい。他にもラッテ、ラブリュス、クリスといったイマジナリーフレンドもいる。牛乳をかけた納豆が好き。
君影 唯 (きみかげ ゆい)
声 - 加隈亜衣
誕生日は6月28日。15歳。血液型はB型。身長144cm。キャッチフレーズは「唯我独尊ファッショニスタ」。キャラクターデザインはピラミッド。
ドクソンのメンバー。気が強い性格だが友人想いで乙莉や未羅のことを気にかけている。幼い頃からモデル志望であったが、その低い身長のため周囲からは笑われていた。その悔しさをバネにして努力してきた努力家。サイトプロフィールでは身長をサバ読みしているが、ネットでは150cm未満だと見破られている。
村尾 未羅 (むらお みら)
声 - 山岡ゆり
誕生日は2月10日。15歳。血液型はO型。身長164cm。キャッチフレーズは「アーティフィシャル・イノセンス」。キャラクターデザインはピラミッド。
ドクソンのメンバー。実の両親と死別している。食べ物や物事へ興味を示すことが少なく、ささみの竜田揚げを例とすると「鶏の胸部の奥にある竜骨に張り付いている部位の肉に片栗粉をまぶして油で揚げたヤツ」程度の認識しかない。同様に他人に興味を示すことも少なく街で通りかかった夜露に興味を示した際には唯に驚かれた。物忘れも多く昨日の昼食の内容すら忘れることがある。被験体として研究対象にされており、この物忘れは特に大型ヴァイスとの接敵時に顕著に表れると養父母に分析されている。

#### 御徒町アクトレス協会
天狐 天 (てんこ そら)
声 - 飯田友子
誕生日は9月20日。18歳。血液型はA型。身長158cm。キャッチフレーズは「江戸っ子レゾリューション」。キャラクターデザインはかこいかずひこ。
下町出身のアクトレス。上野芸術大学情報芸術表現科1年。義理人情に厚く、困っている人は放っておけない性格。祖父が電気屋で幼いころから手伝っていたため機械に強い。家業を継ぐことも考えたが家族から最初から道を絞らなくていいと諭され芸術の道を選んだ。
友人の我龍絵美、宮南ひかりとルームシェアしている。
宮南 ひかり (みやみなみ ひかり)
声 - 赤尾ひかる
誕生日は1月29日。18歳。血液型はAB型。身長149cm。キャッチフレーズは「ピュアカラフル」。キャラクターデザインはじじ。
天弧の友人で同じ上野芸術大学の絵画科で洋画を専攻している。自由奔放な性格。
我龍 絵美 (がりゅう えみ)
声 - 石川由依
誕生日は2月25日。18歳。血液型はAB型。身長162cm。キャッチフレーズは「永遠に未完成」。キャラクターデザインは島田フミカネ。
天弧の友人で同じ上野芸術大学の絵画科で日本絵を専行している。将来の夢は日本画家。

#### 神南サポート
在賀 奈々 (あるが なな)
声 - 星ノ谷しずく
誕生日は9月9日。20歳。血液型はA型。身長155cm。キャッチフレーズは「ワーカー・オブ・フォーチュン」。キャラクターデザインは海老川兼武。
神南サポートから派遣されたアクトレス。トーキョー警備やラスコルプロモーション、成子坂製作所など多くのアクトレス事業所に派遣されていた。神南にあるバー「BAR Blue Moon」を間借りして営業している駆け出しの占い師で、普段は占いの専門学校に通っている。エンパイア中野に対し芳しくない占い結果が出てしまったときにはご利益がある壺にすがろうとする室江に対し、良くない暗示は往々にして何かの転機になり希望を捨てなければ未来は変わると諭した。
的場 アオイ (まとば あおい)
声 - 岩橋由佳
誕生日は5月13日。25歳。血液型はA型。身長167cm。キャッチフレーズは「バレル・イン・ブルームーン」。キャラクターデザインは柳瀬敬之。
神南サポートに所属するアクトレス。祖父から受け継いだダーツバー「BAR Blue Moon」の店長。奈々に売上の10％の家賃（売上がなかった場合の家賃はゼロ）で店を貸している。その際に家賃が安すぎるのではないかと奈々から賃上げ交渉を持ち掛けられたが、奈々に直感を信じて従えと言われたことを理由に謝絶している。奈良シャード出身で、薫子や司は店の常連客であることから顔なじみでもある。

#### はさみメンテナンス
春日丘 もえ (かすがおか もえ)
声 - 伊藤美来
誕生日は3月6日。16歳。血液型はA型。身長152cm。キャッチフレーズは「ウルトラポジティブ」。キャラクターデザインは広江礼威。
はさみメンテナンス株式会社に所属するシャードエンジニア見習い。実家の会社が倒産した影響で中学校を卒業してすぐに就職し、監督官庁の要請で非常勤のアクトレスとなった。江東区にあるアパートからシャード地下第2層の会社まで通っている。ギア整備士準2級の免許をとろうと勉強している。常に前向きで明るく元気な性格。希望を捨てない頑張り屋。
波佐見 利佳 (はさみ りか)
声 - 愛美
誕生日は7月4日。22歳。血液型はB型。身長168cm。キャッチフレーズは「切れるシャードエンジニア」。キャラクターデザインは広江礼威。
はさみメンテナンス株式会社所属のシャードエンジニア。さっぱりした性格で一見ぶっきらぼうのような喋り方をする。両親を事故で喪い進学をやめ入社した。予備アクトレス制度に志願したもえの負担を気遣い、自らもアクトレスを兼任するなど人情に厚い。

#### マウンテンウィッチ
萬場 盟華（よろずば めいか）
声 - 森永千才
誕生日は12月20日。24歳。血液型はB型。身長153cm。キャッチフレーズは「ファッションブランドのカリスマ社長」。キャラクターデザインはピラミッド。
株式会社マウンテンウィッチの代表取締役。ギャルのような見た目に反して誠実な性格。胸にはパッドを入れサイズを誤魔化している。成子坂製作所のサポートスポンサーになろうとするが、ノーブルヒルズが仕掛けた成子坂バッシングの影響で、株主総会の猛反対を受けてスポンサードを中止せざるを得なくなってしまう。しかし、会社としてではなく個人として出資することでスポンサードするとともに、自らも出向アクトレスとして所属することになった。

#### ソビエト科学アカデミー
アセル・ジューコヴァ (Asel Zhukova)
16歳。身長168cm。
ソビエト科学アカデミー・ゴドノバ研究所所属のアクトレス。愛称はセレーチカ。第3.5世代の強化人間。第4世代であるニーナにライバル意識を燃やして強く当たっていた。

#### トーキョー警備
尾長 晶乃 (おなが あきの)
声 - 佐倉薫
誕生日は11月11日。23歳。血液型はA型。身長166cm。キャッチフレーズは「みんなの東京シャードを守ります！」。キャラクターデザインはピラミッド。
初出時はトーキョー警備所属のアクトレスだったが、プレイアブル化時にはAEGIS東京に転属。都内の女子高に通っていた頃からAEGISに認められ士官候補としてAEGISに所属するも、鳳加純の圧倒的な実力を目の当たりにして自信を失くして辞表を提出、トーキョー警備に転職し後進の育成に力を入れていた。出演したトー警のCMが人気を博したことから有名人となっており、世間では「CMの人」と広く認知されている。ヴァイスの大規模侵攻に備えて戦力の拡充を行いたいAEGISからの復帰要請を受託し、トーキョー警備を退職してAEGISに再就職した。
麻野 愛 (あさの あい)
20歳。身長156cm。
トーキョー警備主力チームのメンバー。おちゃらけた性格で軽口が多い。アクトレスとして安定した実力を持ち社から期待されているが出世願望はない。
高畑 夏穂 (たかはた かほ)
20歳。身長158cm。
麻野と同期で、麻野のコントロールができることから重要視されている。アクトレスとしての技能は芳しくないが狙撃だけは会社の基準を超える。
住田 恭子 (すみだ きょうこ)
20歳。身長168cm。
物静かで真面目な性格。同期の麻野との間に実力差を感じアクトレス以外で貢献できる道を模索している。薄記の試験を受けている。
比奈 澄依 (ひな すい)
19歳。身長157cm。
高い実力を持つアクトレス。個性的な髪型と多数のピアスをしており、初対面の際には麻野に敬語で肩を揉まれた。会社から見た目は気にされておらず、髪を大人しくすると申し出た際には構わないと言われた。
郷田 寿里 (ごうだ じゅり)
23歳。身長163cm。
トーキョー警備所属では尾長に次ぐ実力をもち、尾長よりも長期にわたり所属しているアクトレス。周囲から「ゴリさん」と呼ばれ、本人は気に入っていたが周囲がこのあだ名はひどいのではと勝手に自粛した。

#### カレッジウォーカーズ
鈴木 順

青島 有紀

石原 真子

#### その他のアクトレス
金潟 すぐみ (かながた すぐみ)
声 ‐ 種﨑敦美
誕生日は5月15日。19歳。血液型はA型。身長158cm。キャッチフレーズは「モデルメタフィジックス」。キャラクターデザインはピラミッド。
女子造形大学に通うモデラーで「全てのアクトレスをフィギュア化する」という夢を叶えるため、自ら現場に立ちアクトレスを観察するという目的からアクトレス免許を取得した。名前の漢字表記は「直美」が示唆されており、父親の卓（すぐる）は歯科技工士兼歯科医。
語尾に「っス」が付くほか「塗りつぶしてやる」など、模型絡みのセリフを話す。企業から造形の依頼もこなしており、手がけた作品はアクトレスフィギュアや「プリスティンガールズ」(略称PG)をはじめ、特撮番組「ヴェイパーヘイズ」の変身ベルトや玩具と多岐にわたる。模型雑誌ホビージャパンで連載も持っている。造形の際の情熱は尋常でなく、アクトレスフィギュアを作成する際は履いているパンツの色を聞き出そうとした。
モデラーとしての職業病から常に手に汗や埃が付かないようにしており服をハンカチ代わりにしてさする仕草が多い。バイト代1年分をつぎ込んでプラモデル用の射出成型機を借り成子坂製作所の事務所に置いていた。仕事の内容は不明だが仕事中に仮面を付けてスマホをいじっている。
造形に対する思想の違いから新居目安里と衝突することがしばしばあるが、安里が頻繁にすぐみの家に遊びに来ていたり、逆にすぐみが安里の大学へ遊びに行ったりと総じて仲がいい。安里の大学とは家が近く学食を利用しに行ったり、先生に許可をとった上で興味のある授業に参加している。
新居目 安里 (あらいめ やすり)
声 - 鬼頭明里
誕生日は12月10日。19歳。血液型はAB型。身長157cm。キャッチフレーズは「バスタードファイル」。キャラクターデザインは島田フミカネ。
普段は東京水域大学に通う沖縄シャード出身の女子大生。だがその正体は、ジオラマ制作において数々のコンテストでその名を轟かす正体不明のモデラー「BastardFile(バスタードファイル)」である。ミリタリーから日常系まで幅広いジャンルを得意とし、大学では海洋環境学を学んでいることから水の表現は逸品で、海を題材にしたヴィネットは飛ぶように売れる看板商品となっている。
強気な性格。同じくモデラーである金潟すぐみと仲がよく、金潟すぐみの突飛な行動に対してツッコミ役となることもしばしば。一人称は安里。気を抜くと沖縄弁が出てしまう。
アデライーデ・ブルートハウゼン (Adelaide Bluthausen)
声 - 鳥部万里子
誕生日は4月12日。21歳。血液型はA型。身長169cm。キャッチフレーズは「ヘルヴェティアの槍」。キャラクターデザインはピラミッド。
シャフハウゼンシャード出身のアクトレス。愛称は「アディ」。警備部門を持つ工業製品メーカーに所属している。姉は地衛理のメイドでもあるローザリンデ・ブルートハウゼン。姉のもとで幼少期の地衛理とともに学んでいた。

### アクトレス以外の登場人物
本項ではアクトレス以外の登場人物を扱う。ただしエミッション適正はあるがアクトレス免許を所持していない者、既にアクトレス活動を引退したものは本項に含める。

#### 成子坂製作所
隊長
所長の推薦を受け成子坂製作所の隊長に就任した男。経歴に不明な点が多く、戸籍の無い発展途上のシャードで生まれ、その後アウトランド中を転々とした末に成子坂製作所に就職したと確認されている。また、隊長が訪れたシャードは内乱の多い紛争地域であったり行政機能が発達していなかったりと、いずれも照会が困難な地域ばかりでAEGiS情報本部も足取りは掴めきれない。
天満 小梅 (てんま こうめ)
63歳。
成子坂製作所の所長にして、成子坂製作所の旗揚げメンバーの一人。現在は行方不明。成子坂製作所の創設前は個人でアクトレスを行っていた。企業に所属している他アクトレスと違い資金も設備の乏しく業績は芳しくなかったが自分でギアを整備して努力していた。そんな彼女を見た大学の同級生だった磐田宗一郎達が小梅とともにギアのチューンをするようになり、のちに成子坂製作所へと発展する。専用ギアを作って以後は引退するまでアクトレスとして活躍した。
宇時家 冬馬 (うじいえ とうま)
63歳。
成子坂製作所の旗揚げメンバーの一人。磐田宗一郎や天満小梅の大学の元同級生。学歴の詐称や自らを天才と誇示する等、自己顕示欲の高い人物。しかし奇天烈な発想力や商才に富み成子坂が創業できるほどの資金をかき集めた。偽の目的でギアを作らせたり、アクトレスへの負担を完全に無視したギアを設計したりと倫理的な問題も多い。成子坂製作所ではギアの設計士をしていた。7年前に凪のギアを設計したとされ事故以来行方不明。
森村 元 (もりむら げん)
63歳。
成子坂製作所の旗揚げメンバーの一人。成子坂製作所府中工場長。磐田宗一郎の高校時代からの親友。アイドルオタクで、アクトレスについてもし詳い。その知識は小梅の助けとなった。小梅のギアを作るために足りないパーツを自力で製造する腕前を持つ。成子坂製作所では部品の製造を担当していた。
九品田 凪 (くしなだ なぎ)
杏奈、真理ともにチーム「メリーバニー」を結成していたアクトレス。一般公募で選ばれてからはチームメンバーと肩を並べようと常に努力していた。孤児院では琴村姉妹に実の姉のように慕われていた。
成子坂製作所が開発した新型ギアを使用し次々とスコアを伸ばしていったが、それと同時に精神に異常をきたし始め手紙すらまともに書けなくなっていった。現在は7年前の新型ギアで起きた事故の怪我が原因でアクトレスを引退。結婚して海外シャードに移住していると発表されていたが、実際には7年前の戦闘中にまるでヴァイスに呼ばれるように失踪し行方不明となっていた。その記録はことごとくが破棄されている。
浸食編において彼女のギアの識別コードを有する新型ヴァイス「ヴェルサス」が出現し、ヴァイスに取り込まれていることが判明した。

#### 成子坂製作所整備部
磐田 宗一郎 (いわた そういちろう)
声 ‐ 大塚芳忠 (OVA版)
63歳。身長172cm。
成子坂製作所の整備部長。成子坂製作所の旗揚げメンバーの一人。頑固で仕事に厳しく、一緒に呑みに行くとおごってくれるがもれなく説教がついてくるが、自分に非がある時は素直に認めて頭を下げる人格者。少女が一線で戦わなければならない現状を憂いてゲン担ぎをする質で、夜露が「夜露死苦（よろしく）」とスーツに書き込んで欲しいと頼まれたときには「夜露が死んで苦しむ」とも読めることから、縁起が悪いとして一括し却下した。整備部の作業部屋には自腹で購入した青竹踏みを置いている。現状では成子坂の過去の事件を知る人物の1人であり、あるギアの設計図をひたすらに隠していた。
鈴木 有人 (すずき あると)
声 ‐ 柳田淳一 (OVA版)
25歳。身長170cm。
ギア整備担当。成子坂製作所内の軽音部の部長も兼ねている。語尾に「ッス」の口調が付きやすい。以前はバンドマンを目指していた。真面目だがノリは軽くシタラや舞のエイプリルフール企画では自身の写真が印刷された抱き枕制作に協力している。メカにはロマンを求める傾向にある。
松田 アレックス (まつだ Alex)
29歳。身長190cm。
整備部の課長代理。アビオニクス(電子装備、システム関連)担当。チョコレートマニアで成子坂製作所内のチョコ部の部長も兼ねている。クールそうな見た目とは裏腹にノリは有人以上に良く、悪ノリも多い。よく富田をおばさんと呼んだりしては怒られている。皮肉や冗談が好きで磐田整備長のモノマネが得意。フランス系の血が入っていてフランス系の企業にも伝手を持っている。
富田 海良 (とみた かいら)
31歳。身長160cm。
整備部課長。戦闘スーツ・メンテナンス担当ではあるが、ギアに関しても並みの整備士より理解が深い。バイクツーリングが趣味で成子坂製作所内のバイク部の部長も兼ねている。本編の時系列で整備部で唯一の女性スタッフ。豪快な性格で口調は荒いがアクトレスには優しい。おばさんと呼ぶと怒る。既婚者であり旧姓が「亀井」なことから一部のスタッフには亀井と呼ばれることもある。
岡村 実果 (おかむら みか)
24歳。身長158cm。
整備部員。何が起きても動じない性格で人当たりもいいことから他社との窓口や新人教育、機材管理などの仕事から各種雑務まで幅広く携わっている。そのためギアをいじらせてほしいと駄々をこねることもしばしば。四谷ゆみとは同期入社。

#### AEGIS
霧島 良馬 (きりしま りょうま)
AEGiS防衛政策局 次長
職業柄からか真面目な性格。各国の思惑に対して先手を打つなど非常に有能。愛宕とは大学時代からの友人。お互いの将来についてや、東京の未来について熱く語った過去がある。趣味は車で休暇には長距離ドライブをしている。
ヴァイスによる大規模侵攻の際にSINのテロリストに狙撃され、一時意識不明の重体となったがかろうじて一命をとりとめ、隊長にAEGISの指揮を託した。
愛宕 右京 (あたご うきょう)
AEGiS情報本部 事務官
籠目深沙希の上司。飄々としていてつかみどころがないが職務に忠実で案外冷酷な面も持つ。霧島良馬とは大学時代からの友人。アニメ鑑賞が好きで、ふだん録りためたものを一気観している。AEGISのセキュリティに関して他省庁の視察や現地研修、アクトレスの出入りなど外部との交流が多いことから懸念を示した。
ヴァイスによる大規模侵攻の際にSINのテロリストによって車に爆発物を仕掛けられ、病院に搬送されるも死亡が確認された。
安藤 陽子 (あんどう ようこ)
声 - 明坂聡美
誕生日は6月4日。血液型はA型。身長158cm。
AEGiS職員。事務員として成子坂に出向する。成子坂のアクトレス達の努力を見守っていくうちに成子坂への思入れも強くなり、女子会と称して成子坂のスタッフと飲み会を開いている。未婚で突発の残業や早出も多く食生活は乱れがちで尿酸値が高くなってしまっている。また、趣味に宅飲みを挙げるなど酒が好きで二日酔いになり翌日の業務に支障をきたすことも。成子坂製作所出向中は外食が減り、数値はやや改善傾向になっている。エミッション適正が無かったためアクトレスとしては活動できない。高校生のときは聖アマルテア女学院への入学を目指していたが偏差値が足らず希望は叶わなかった。
プレイアブル化が不可能なキャラクターでありながら、3Ⅾモデルが用意されている数少ないキャラクターであり、イベントの際にはホーム画面に登場する。

#### 主要人物の親類
比良坂 綾子 (ひらさか あやこ)
夜露の母親。夜露をみごもった際に身体を壊しており日常生活に支障はないものの激しい運動はできない。また、妊娠に伴った病気により髪の毛が真っ白。同じく髪色でいじめられやすかった娘のために敢えて髪を染めることはしなかった。
兼志谷 ナビン (かねしや ナビン)
19歳。身長178cm。
シタラの兄。システムエンジニアを目指す大学生。ロボットと女の子をこよなく愛する。趣味はプラモ制作、漫画、テレビゲームでキャラクターに好きなコーディネートを施し楽しんでいる。
櫻木 隆 (さくらぎ たかし)
睦海の父。格闘ゲーム界で数々の伝説を残したと言われる存在。
二子玉 美紗 (にこたま みさ)
42歳。身長168cm。
舞の母親。元ダンサーで現在はダンス教室で指導する傍ら演出の仕事にも携わっている。
依代 兵蔵 (よりしろ へいぞう)
依代えりの祖父。津軽シャードでマタギを行っている。息子夫婦を亡くしたことから巨熊「荒魂鬼」をうらんでいる。
依代 のり(よりしろ のり)
依代えりの祖母。津軽シャードでイタコを行っている。
文島 富也 (ふみしま とみや)
明日翔の父。一人娘を心配しながらも優しく見守る。
蛙坂 嵩也 (かえるざか たかや)
15歳。身長166cm。
来弥の弟。忍者としての実力は高く、夏の全国忍選手権で優勝している。そのため親族一同から伝統ある蛙坂家の次期当主として大きく期待されている。
御蔵座 合歓 (みくらざ ねむ)
28歳。
梓希の母。1児の母とは思えないほど若々しい外見。おっとりとしているが気が利くため「まめいち本店」でも人気が高く彼女に会うために通っている常連客がいるほど。
御蔵座 玄葉 (みくらざ くろは)
46歳。
梓希の祖母。「豆いち荒井薬師店」を預かっている。梓希が東京にいる際には彼女のもとに滞在している。
御蔵座 咲々 (みくらざ ささ)
66歳。
梓希の曾祖母。元アクトレスでもあり、初代東雲チヱと共に成子坂製作所でコンビを組んでいた。2代目東雲チヱと邂逅した際には初代東雲チヱが2代目の存在を許すとは思えないと怪訝を示した。
御茶ノ水 寅二 (おちゃのみず とらじ)
71歳。
美里江の祖父。奥多摩にあるOT義肢装具製作所の所長兼義肢。ロボット工学の権威でありAlc003「御茶ノ水美里江」の開発者。
二階堂 若葉 (にかいどう わかば)
司の姉。比較的小柄ながら豪快なスイングと強気のプレイでアマチュア選手権で優勝するほどのゴルファーだったが、怪我をし引退した。
アルアブラ・ベトロラム (AL=Abdullah Betrorum)
アルフライラシャード国王にしてファティマの父。原因不明の病にかかっていた娘を非常に心配していた。その結果、トライステラたちの影響でファティマが全快すると舞を「王女の命の危機を救った聖女」として舞の誕生日を祝日に制定しようとしている。国内では人気。
九炉鉄 錬路 (くろがね れんじ)
悠都の父。九炉鉄製鐵(現在のヤシマ製鉄九州支社)の元代表。九州男児で漢気のある性格。
吾妻 重頼 (あがつま しげより)
楓の父。剣術家であり料理評論家。「剣食一如」がモットー。厳格で頑固な性格ではあるが度量の広い一面も持つ。
AEGISや警視庁に技術指導を行うと同時に、影の実行者として法で裁けない者たちを粛正していた。
吾妻家は代々AEGISと協力関係にある家系であり、エミッション能力を持つ女性はアクトレスとしてAEGISの一員として戦う宿命を背負う一族であるが、重頼はこのことを誰よりも憂いており、次女の楓までも巻き込むまいとして、不器用な親心からあえて勘当し、その宿命から遠ざけようとしていた。
吾妻 芳乃 (あがつま よしの)
楓の母。元AEGiS特別高等部特殊部隊隊員。厳格な重頼を諌める強さと柔軟さを持っている。
日向 リキ (ひむかい リキ)
26歳。身長180cm。
リンの兄で日向家の長男。高卒ドラフト1位で博多シャードのプロ野球チーム「小倉スキップジャックス」に入団し、キャプテンを勤めている。打点・本塁打の二冠を獲得したこともある中心選手である。それ故、街角に立てばサインをねだられるほどの人気。背番号は3番。右投げ右打ちでポジションはサード。妹想いでありリンのツチノコ捜索に協力した。
日向 リュウ (ひむかい リュウ)
23歳。身長182cm。
リンの兄で日向家の次男。埼玉シャードのプロサッカーチームに所属している。それ故、リキと同様に街角に立てばサインをねだられるほどの人気。ポジションはディフェンス。ただ学生時代はフォワードだったこともあり得点力も期待されている。チーム内ではポジティブで明るくサポーターからの信頼も厚いムードメーカーである。妹想いでありリンのツチノコ捜索に協力した。
日向 リク (ひむかい リク)
11歳。
リンの弟で日向家の三男。小学6年生。バスケットボールスクールに通っている。
日向 リオ (ひむかい リオ)
9歳
リンの弟で日向家の四男。小学4年生。リンとはよくバスケットボールで遊んでいる。
藤野 五月 (ふじの さつき)
41歳。
やよいの母。家具屋を経営している。元はラップに何の知識もなかったが、やよいの半端な独り立ちを戒めるためラップを始め、やよい以上の実力を短期間でつける。ゴルフに関しても深い造詣を持つ。
ダニエル・オークレイJr. (Daniel Oakley Jr.)
シャーリーの父。阿佐ヶ谷でステーキハウス「テキサス・シャード」を経営している。ステーキと娘をこよなく愛している。かつては「テキサスの猛牛」の異名を持つプロレスラーだった。
伊戸倉 功紀 (いとくら こうき)
音緒の父。ミュージシャン。妻の叶凛と邦楽家デュオを組みレコード会社に所属している。楽器演奏が好き。
伊戸倉 叶凛 (いとくら かりん)
音緒の母。ミュージシャン。音楽学校で出会った功紀と組みミュージシャンとしてデビューして結婚した。琴と三味線が得意。テレビゲームが趣味。
州天頃 舜 (すてごろ しゅん)
15歳。身長157cm。
椎奈の弟。高校1年生。男子校の空手部エースとして活躍している。椎奈にも劣らない可愛らしい顔立ち。中学生のときは自身の伸びない身長と声変わりで変化が乏しかった声に悩んでいた。温和な性格だが、彼女に負けず劣らず強い。奏とも旧知の仲。
仁紀藤 真史 (にきとう まさふみ)
21歳。身長176cm。
奏の兄。バイク整備士。父譲りのライディングテクニックで将来有望と期待されていたがレース中の事故で引退した。現在ではバイクの愛から整備士免許を取得し裏方でもバイクに関わる職についている。
仁紀藤 敦典 (にきとう あつのり)
19歳。身長174cm。
奏の兄。優秀な父と兄への反発からか野球に打ち込んだ。捕手として高校野球で活躍後、プロを目指して社会人野球の道へと進んだが、バイクメーカーのチームに所属することになる。
仁紀藤 雄矢 (にきとう ゆうや)
44歳。身長174cm。
奏の父。元オートバイレーサーで世界選手権や全日本で年間チャンピオンを獲ったことがある。性格の穏やかさと紳士な走りから「ジェントルの雄矢」の異名をもつ。
仁紀藤 裕子 (にきとう ゆうこ)
42歳。身長165cm。
奏の母。雄矢とは所属チームのパドックガールになった際に知り合い、猛アタックをかけて結婚した。明るく朗らかな性格。休日に娘とツーリングに行くなど仲がいい。
Aina
本名は「宇佐元 藍奈 (うさもと あいな)」。22歳。身長164cm。
宇佐元杏奈の妹。海外の有名デザイナーに見初められるほどの東京トップクラスのモデル。芸能事務所ラスコルの顔ともいわれるナンバーワンモデル。モデルやアクトレス活動について違和感を覚え悩んでいた未羅にアドバイスを与えた。そのことで恩人とも呼ばれる。
スカンダ・ラナ (Skanda Rana)
サンティの父親。娘と同様に傭兵。
王 新良 (ワン シンリャン / Wang Xinliang)
19歳。
王紅花の兄。日本に行ったきり行方不明であった。アニメ「ストリートクッカー」の大ファン。
王 剛 (ワン ガン / Wang Gang)
王紅花の父。上海料理界の伝説と呼ばれる天才料理人。
王 健生 (ワン ジェンション / Wang Jiansheng)
王紅花の叔父。紅龍苑のオーナーシェフ。特級厨師の称号を持ち中華の伝説と呼ばれ、姪の紅花や弟の剛も頭が上がらない。
須賀 由佳莉 (すが ゆかり)
乙莉の母。娘とは正反対でノリは軽いが、一時期自信を失った娘を優しく励ますなど娘想い。思春期の頃は霊感があった。
須賀 由芽美 (すが ゆめみ)
乙莉の妹。しっかりした性格で家族が誰も起床しないなか、ひとりで朝食を準備して登校した。乙莉からは「由芽(ゆめ)」、母親からは「ユメミン」と呼ばれている。
村尾 望 (むらお のぞみ)
未羅の母親。故人。優秀な脳外科医で周りからも慕われていた。未羅を懐妊したときに重度の妊娠高血圧症候群を発症、自身の生命も危機に晒されたが未羅を出産することを望み、愛娘の顔を見ること叶わず他界した。
村尾 宏介 (むらお こうすけ)
未羅の父親。
金潟 卓 (かながた すぐる)
すぐみの父。技工士の資格も持つ歯科医師。模型製作が趣味。紬美に交際を迫られた際には歳が離れすぎていると断り続けていたが根負けいた。
金潟 紬美 (かながた つぐみ)
すぐみの母。元アクトレス。学生時代に卓と出会った。
漫画「鎖魂スタビライザー」の主人公（旧姓である七房で登場。漫画・小説項目の登場人物「七房 紬美」を参照）。
ローザリンデ・ブルートハウゼン (Rosalinde Bluthausen)
28歳。
アデライーデの姉であり紺堂家のメイド。地衛理がシャフハウゼンシャードで出会った女性。あるときから主人とメイドという関係になった。
ベリッサ・マツダ (Velissa Matsuda)
アレックスの従姉妹。スーツデザイナー。フランス系企業であるプロムナードに所属している。過去にはAinaの専用スーツも担当した。ジョークを真顔で言うため本音と間違われやすい。

#### その他の登場人物
室江 央典 (むろえ なかのり)
エンパイア中野の社長。お調子者で図々しい性格ではあるが、所属しているアクトレス達を大事にしている。ゴルフが趣味だが言うほど上手くない。
ミラナ・ユリエフ (Milana Yureva)
ソビエト科学アカデミー所属。ニーナが所属する研究室の博士。専属としてニーナの調整を進めている。対外的に強化人間の実験は機密であり紅花を含む周囲には「一緒に暮らしている親戚のおばさん」と説明している。ニーナの研究開発を進める一方、ニーナ自身の意思や紅花の身の安全を心配するといった優しい一面も持つ。
ミハイル・ミハイロフ・ルチキン (Mikhail Mikhilov Ruchkin)
ソビエト科学アカデミー所長。祖国への忠誠心が強く成果を示すために強化人間の量産化を目指す。
セバスチャン・ジーヤ (Sebastian Gia)
一条家の執事。ジーヤと呼ばれることが多い。主人の留守のあいだ綾香の面倒を見ているため、現在は綾香専属となっている。綾香とは深い信頼関係を築き、人生のアドバイザーともなっている。
遠賀 八歳 (おんが やとせ)
ヤシマ重工と契約している整備士。博多シャードの九炉鉄製鉄所で刀匠を勤めていたが同社がヤシマ重工に買収されたことでヤシマ重工に所属することになった。京都シャードで新たな技術を模索している。
村尾 恵子 (むらお けいこ)
未羅の義母。医療法人財団「君不会」豊穣医療センターの産婦人科医。未羅のことを詳しく知ろうと積極的に声をかけている。また、未羅の物忘れの多さを心配し調査している。未羅の実母である望を尊敬していた。
村尾 秀喜 (むらお ひでき)
未羅の義父。医療法人財団「君不会」豊穣医療センターの内科医。義母と同じく未羅のことを知ろうとしている。
北条 大洋 (ほうじょう たかひろ)
北条グループの代表にして聖アマルテア女学院理事長。東京シャード児童福祉審議委員会の委員でもある。若いころから籠目武成に目をかけられていた。籠目武成の死後は月命日には必ず墓前に顔を出している。
籠目 香苗 (かごめ かなえ)
身長160cm。
籠目武成の妻とされるひとり。戸籍上は養子。深沙希とは歳も近いことから家族内でも親密だった。
籠目 武成 (かごめ たけしげ)
故人。かつて対ヴァイス戦の巻き添えで娘を喪って以来、身寄りのない子供を引き取りアクトレスとしての教育を施す財団を立ち上げ慈善事業を営んでいた。しかし裏では「アクトレスを超える存在による平和」を掲げ暗躍していた。3年前に140歳で他界。
ファンB
本名不明。睦海の大ファンの女性で「むっちゃん」と呼び応援している。睦海の夏服姿を見ようと午後休を取った。
井手山ダフネ
60代。
聖アマルテア女学院の院長。東京シャード児童福祉審議委員会の委員でもある。穏やかな性格だが生徒会に対して大人の立場から諫めることもある。生徒の自主性を重視している。教育とは将来を見据えた今の礎をつくることと考えている。
エリアス・ミュラー
リタの師匠。図面を一度見ただけで記載されている数値まで暗記する。成子坂製作所を時代遅れと評し、リタが出向していることについて「自分が手掛けた芸術が骨董品だらけの物置に飾られている」と表現し怪訝を示した。リタに対して「男である自分では辿り着けない領域のギアをリタなら造れる」と期待している。照れ隠しで重い持病を自称するが実際の持病は水虫と偏頭痛。
ラトーヤ・利根川
ラスコル・プロモーショングループの社長。一人称に「ミー」、二人称に「ユー」を使用する。
城島 真菜 (じょうしま まな)
ラスコル・プロモーショングループのマネージャー。アイドルの体調管理などのサポートも行っている。
メリッサ・デュリフ (Melissa Durif)
ミアの主人。イル＝ド＝フランスシャードの貴族。製薬会社などを経営するデュリフ家の令嬢。ミアのことを実の妹のように可愛がり大切にしている。かつてミアと組んでアクトレスをしていたがエミッション能力が減衰したため引退した。
ムハンマド (Muhanmmad)
ベトロラム家に仕える従者でありアルアブラ国王の側近。知と武勇を兼ね備え右腕として信頼されている。病床にふすファティマが薄い本を所望した際には来日しコミマに参加、同人誌集めに奮闘した。
ナルゲス
ベトロラム家に仕える従者。
アルデシール
アルフライシャードにあるパルーサのバザールの重鎮。籠目財団の当主・籠目武成と深い繋がりがある。東雲チヱがアルフライシャードに傭兵として辿り着いた際に最初に闇市場で出会った男。名乗りを上げた際に「チヱ」を「アル・ヒクマ(神智)」と訳した。
木曽 徹
トラベルオーダー東京の政務官。
志賀 和樹 (しが かずき)
トラベルオーダー東京の外務審議官。東京シャードの安全保障を重視しておりアル・ヒクマやファティマの来日を裏から支えた。
屋島 富岳 (やしま ふがく)
ヤシマグループ総帥にしてヤシマ重工株式会社の代表取締役会長。東京シャード児童福祉審議委員会の委員でもある。
サマンサ・トインビー
アーリー・ファイヤーアームズ上級執行副社長。
ジェイムス・ラブレス
センテンス・インダストリー会長。
ギュスターヴ・レイランダー
プロムナード・アビアシオン社長。
エルヴィーネ・エアハルト
ベルクラント・アーゲー最高経営責任者。
ポルッチーニ・デ・パッツィ
伯爵。ノブリス・オブリージュの精神でシャードを超えた慈善事業を展開する「龍の子どもたち(ドラーゴ・フィーリョ)」の幹部。弱者救済のために身も心も捧げた素封家を装ているが実態は古の王族による純血主義を唱え、選ばれし者による統治を望んでいる危険人物。世界征服のために違法な改良松茸を用いて人を自分の操り人形にすることを企んだが、ニーナの空腹暴走により失敗。そのまま逮捕された。その後は改心してP-1GPにて「まつたけ研究所」という店を出店。評判は上々だった。
ピルツ
ポルッチーニ伯爵の執事。

## 組織

### アクトレスチーム / 特殊部隊
トライステラ☆
兼志谷シタラ、二子玉舞、バージニア・グリンベレーで結成されたアクトレスチーム。人見知りの舞がアクトレス活動をできるように知り合いで構成された。当初、シタラは舞と睦海でチームを作るつもりであったが睦海がバーベナに入ったため断念。その後に成子坂製作所にやってきたジニーをメンバーに迎えることで編成された。3人とも同じ高校に通う仲良し同士であるため家に泊まりこんだり、3人でコミマで同人誌を頒布したりコスプレをしたりとアクトレス活動以外でもこのメンバーでいることが多い。
トライステラ☆ブレイズ
トライステラ☆にファティマ・ベトロラムを加えたアクトレスチーム。ファティマのお節介で好奇心旺盛な性格が原因で一時はトライステラ☆自体の崩壊につながりかねない状態に陥ったが和解し、より強固な絆が生まれた。
バーベナ
一条綾香、相河愛花、小芦睦海で結成されたアクトレスチーム。全員、同年代の中学生。バーベナのリーダーを巡って綾香と睦海が口論することもままあるが基本的には仲が良い。チーム名がなかなか決まらず何度も話し合った結果、とりあえず「バーベナ」になった経緯がある。当初。綾香はチーム名を「一条綾香としもべたち」、略して「一条綾香」と名付けるつもりであったが睦海の大反対にあう。そのとき愛花が公園に咲いているバーベナの花を自分たちに例え、バーベナの花言葉が「一致団結」であることから自分たちのチームもバーベナみたいになれるといいと語った。その後、愛花が提案した「バーベナ」に睦海が賛同するも、綾香はチーム名を「一条綾香とバーベナたち」にしようとしてひと悶着起きている。
アクトレス活動と同時にアイドル活動にも勤しんでおり、その一致団結して頑張る姿が初々しいことから熱狂的なファンもついている（睦海推しのファンBがその代表として挙げられることが多い）。当初は綾香は歌・ダンス共に最初から完璧であったが、睦海は歌、愛花はダンスが苦手だった。下落合桃歌のプロデュースで特訓の結果、アクトレス人気1位になりアクトレスフェスタにも出演するにまで至った。桃歌はバーベナ4人目のメンバーを自称している。
バエル
新谷芹菜、蛙坂来弥、籠目深沙希で結成されたアクトレスチーム。怪盗シャノアール、防諜のエキスパート、AEGIS情報本部とそれぞれの立場からお互いの正体を知らずに対立することもあるが、プライベートでは一緒に出掛けたりと仲の良い描写が見られる。
ドクソン
村尾未羅、君影唯によって結成されたアクトレスチーム。後に須賀乙莉が参加した。モデル兼アクトレスユニットを謳っておりアクトレス活動のほかにモデル活動もしている。かつてのラスコルのエース、Ainaに鍛えられている。チーム名の考案者は未羅。唯がドクソン、「わたしのたった独りの尊い仲間」という意味が込められた。そののち、犬の遠吠え、「Dog Song」と書いてドクソンと読む案にまとまりかけたが「犬の遠吠え」は「Song」ではなく「Howl」であったことが発覚。それでも未羅はドクソンの響きを気にいっていた。
ヘットカットハイス
天狐天、宮南ひかり、我龍絵美によって結成されたアクトレスチーム。ひかりの発案で皆で話し合いルームシェアしている家の名前「ヘットカットハイス(ネコの家)」に決まった。
メリーバニー
かつて宇佐元杏奈と神宮寺真理によって結成されていたアクトレスチーム。当時アイドルであった杏奈のTV番組企画でアクトレスとして活躍していた真理がコーチ役になることで編成された。後に一般公募で九品田凪が参加。しかし7年前に凪が戦闘中に突如失踪する事件が起きる。しばらくしてAEGISは凪が結婚し海外シャードで暮らしていることを発表する。それに続くように杏奈と真理もアクトレスを引退しチームは消滅した。
7年後においても凪の失踪事件には不可解な点が多いことから真理やAEGIS情報本部が引き続き調査している。
飛梅
かつて東雲チヱ(初代)、御蔵座咲々、天満小梅によって結成されていたアクトレスチーム。咲々が28歳のときにエミッション減衰を理由に引退したことで解散した。
AEGiS特別高等部特殊部隊 (AEGIS Special Force Group)
AEGISが所有する実働部隊のひとつ。略称は「ASFGp」。
鳳加純をリーダーに吾妻京、アンジェリカ・グラズノワが所属している。かつては楓の母である吾妻芳乃も所属していた。
AEGIS即応部隊 (AEGIS Readiness Force Group)
AEGISが所有する実働部隊のひとつ。略称は「ARFGp」。
AEGIS合同統合任務部隊 (AEGIS Combined Joint Task Force)
AEGISが組織した実働部隊のひとつ。略称は「ACJTF」。
連合統合任務部隊 (Alliance Joint Task Force)
アライアンスによって組織された各アクトレス部隊の総称。略称は「AJTF」。各部隊はAJTFの後に数字を付けて区別している。例えば吾妻隊は「AJTF 1.05」と呼称された。
特殊急襲部隊
警備部が所有する実働部隊。

### 行政機関
AEGIS (イージス)
ヴァイスの襲撃に対処するために設立されたアウトランドに属する行政機関。各シャードごとに存在する。アクトレス部隊の管理やヴァイス警戒網の維持、関連機関や企業との調整、研究開発や学校の運営等、その業務は多岐に渡る。その歴史は古く300年前に樹立した。当初は月面政府シャードによって直轄運用されていたが後のヴァイスの大規模侵攻により月面政府は瓦解。その後からはアウトランド指導の元、各シャードの管理下で運用されるようになった。そのためシャードによって形態が異なっており、軍の管轄下にあるAEGISや国営企業によって運営されるAEGISなどがある。
AEGIS東京
東京シャードを管轄するAEGIS。効率化や税金負担の軽減を目的に民間企業への委託が進んでいる。
SINが浸透している可能性がありAEGIS情報本部が密かに査察を行っていた。
AEGIS情報本部
AEGISの情報機関。利権にまみれSINに汚染されていたAEGIS東京とは反し、AEGISや関連企業内に浸透したSINの排除や、7年前に起きた成子坂製作所の新型ギア暴走事件を捜査していた。直属のアクトレスを有するなど実働的な戦力も有する。
AEGIS兵器開発局 (AEGIS Arms Development Authority)
本社所在/東京シャード
通称ADA(エイダ)。AEGIS東京の外局。アリスギアなどの開発及び生産のための基盤の強化を図りつつ、研究開発、調達、補給及び管理の適性かつ効率的な遂行並びに国際協力の推進を図ることを任務としている。アリスギアに関する先進技術の研究もほぼこの機関によって行われている。開発プロジェクトには主契約企業としてヤシマグループ、北条グループが挙がることが多い。アクトレスとしての資格を得た者には、ラボで用意された武装一式が貸与される。これは無償であるが、資格を喪失した場合には直ちに返却をしなくてはならない。なお、改造およびチューニングは禁止されている。
外部への技術流出が疑われAEGIS情報本部が調査している。
AEGIS広報部
立て続けに起きたアクトレス業界の不祥事からイメージアップを模索、AEGIS情報本部にもアクトレスのイメージを下げるようなことはするなと厳命していた。
トラベルオーダー
月面政府から派遣された技術者の末裔。月面人(ルナリアン)とも。シャードの運営組織であり、境界技術と呼ばれる高度な科学技術を継承し保有しているが人口が少なく仕事の一部は居住区に住む一般人に委託することもある。
アウトランド
全シャードを統括する国際機関。各シャードに作られたネットワークやヴァイスの研究などを管理、監視している。アウトランドの下には各シャードの運営組織であるトラベルオーダーが付き、その下にAEGISという組織が紐づいている。
アライアンス
「全東京シャードアクトレス事業者連合」の通称。AEGiSの指示で成子坂製作所が旗振り役となって結成された。成子坂製作所と聖アマルテア女学院の主力アクトレスがヴァイスコロニー強襲作戦に参加した結果、低下してしまう東京シャードの防衛力を補うために社の垣根を越えた戦力結集を図るのが目的。その結成は難航したものの最終的には東京シャード管轄内の全アクトレス事業者が加入した。

### アクトレス事業者
成子坂製作所
本社所在/東京シャード新宿区西新宿6丁目L番1J号
アリスギアの開発・整備を手掛ける中小企業。アクトレスチームも持つ、業界の古株で創立100年近くになる。会社設立日は1月22日。かつては高い技術力と優秀な所属アクトレスの活躍でトップクラスの実績を誇ったが、7年前にアリスギア用新型装備の暴走事故が発生したことで評価は急落。所属アクトレスは激減し受注も減少、一時は1チームのアクトレスで細々と小型案件を請け負うだけの零細企業となり業績が低迷していた。その後はヴァイス撃墜数の増加や叢雲工業のアクトレス部門解体、アライアンスの結成などにより再び世間に注目されるようになった。
事務室、談話室、更衣室以外の整備室や食堂を始めとする設備はほぼ地下にある。出撃時はそのまま地下通路にアプローチできるようになっている。
叢雲工業
本社所在/東京シャード新宿区
ヤシマ重工傘下のヴァイス対策関連企業。スラスターエンジンの開発を主力とし、近年は高性能ドレスギアを多数リリースしている。アクトレス部門は複数のチームを抱え、東京シャードのヴァイス撃退案件の4割を担う業界最大手であり「民間のAEGIS」を自称するほど。しかしその実、本社の経営陣にまでSINが浸透しており、SINの東京シャードに対するテロ工作の足掛かりに利用されていた。市街地へのヴァイス侵攻を許す切っ掛けとなった、ヴァイス撃退案件の不履行や、新型ギアのデータ不正疑惑を始めとした一連の不祥事が発覚したことにより倒産。所属していたアクトレスは成子坂製作所をはじめとした同業他社に移籍した。
町田事業所
通称「ムラクモ町田」。叢雲工業の支社。規模も人員も少なく対小型ヴァイスを中心に討伐案件を受注している。叢雲工業下でありながらSINによる浸食はないと判断され、AEGIS情報本部による内偵では重要な情報源になった。叢雲倒産後は社名を「GRITTER」に改め独立した。
エンパイア中野
本社所在/東京シャード中野区
中野区・中野に存在する中小規模のアクトレス事業者。中野駅周辺に複数のサブカルショップを展開するエンタメ系企業。アイドルとしてのアクトレスに注目し、アクトレス業界に新規参入した。経験不足から苦戦が続いているが、社長の伝手でベテランアクトレスの指導を受け、徐々に成果が出てきている。急にミュージカル風に歌いだしたりと非常に個性的なアクトレスが多く在籍しており社長がこのままでは「エンパイア・カオス」になると不安がるほど。
しかしアクトレス事業の売り上げは全体の5％を行ったり来たりしているのが現状。売り上げの75％はスレッジハンマード(略称スレハン)というサブカル系ショップの実店舗経営とWEB通販が占めている。他の売り上げではタレント活動が15％を占めている。エンパイア中野には整備部は無く、ギアはレンタルと出張メンテナンスを利用している。
過去、先代の室江利蔵が社長として健在のころは大手芸能プロダクションと呼ばれ自社ビルや劇場を保有するなど大規模な会社であった。しかし社長の代替わりがおこると所属していた大物女優たちが次々と独立し経営は悪化。さらに主要幹部たちが乗っ取りを画策、離反し民事再生を申し立てたが東京地裁はこれを債権者不利とみなし棄却。主要取引銀行や多くの債権者が室江央典に賛同したことで央典が厚生管財人として選出され会社更生手続きを行った。現在ではエンタメで天下を取ろうと地道な活動を続けている。
株式会社ラスコルプロモーショングループ
本社所在/東京シャード
多くの子会社を抱える東京シャードの大手芸能事務所。モデルマネジメント部門ラスコルを中心に女優やフリーアナを抱える関連会社や音楽系の子会社などがある。株式会社ではあるが株式を公開していない非上場企業である。アクトレス事業にも参画しており、アイドルやモデル、女優と兼業するアクトレスを多く抱えている。ピンクサイクロンと契約しているモデルの多くはこのラスコルに所属している。須賀乙莉が所属するモデルアクトレスチーム「ドクソン」はラスコルの所属である。
ノーブルヒルズ・ホールディングス
本社所在/東京シャード港区
赤坂に本社を置く運輸・不動産系持株会社。人口の減ったシャードの観光用再開発に成功し、大きな収益を出している。近年、急激に業績を伸ばしている新興のアクトレス事業者でもある。本社が収まる巨大なビルを有しており、そのビルのビジネスフロアに入居している企業や居住フロアに入居している住民たちは総称して【ブルズ族】と呼ばれている。AEGiS役員に対する贈賄や不正行為が明るみになり、世間の信用が失墜。他にもヴァイスを利用した危険行為の影響で、アクトレス事業は撤退・解散した。
御徒町アクトレス協会
本社所在/東京シャード
長らくアクトレスが所属していなかったが天狐が加入し活動を開始した。所属アクトレスからは「おんぼろじむしょ」と評されるほど設備は古い模様。
カレッジウォーカーズ
NPO法人。
神南サポート
本社所在/東京シャード渋谷区神南
アクトレス事務所への派遣業務を行っている企業。登録者のライフスタイルに合わせた働き方を柔軟にサポートすることで評価を得て、雇用契約者満足度も高い。イングランドシャードのリヴァプールに本部を置く大手人材派遣会社に企業買収されグループ会社化したものの、その知名度の高さから買収後も名称と本社ビルを継続して使用している。
はさみメンテナンス株式会社
本社所在/東京シャード地下第2層・港湾エリア特区D-57
トラベルオーダー環境保全局出身の創業者がアウトランド標準年272年に資本金1000万円で開業したシャード環境の整備を担う会社。代表者は鍔目由紀恵。民間への技術移転と、きめ細かなシャードエンジニアリングサービスの普及を目的としており、シャードの整備だけでなく宇宙港の浚渫作業(スペースデブリの除去)や周辺宙域の宇宙航路の整備まで行っている。現在の従業員数は3名。
「ペンシルケース号」というデブリサルベージ船を所有している。トラベルオーダーから払い下げられた中古で、利佳の両親が会社を経営していたときから使用しているため回収に次ぐ回収で元のパーツがどれだけ残っているか、といわれるほど。

#### トーキョー警備
本社所在/東京シャード
　東京シャードでも指折りの警備会社。通常の警備業務が中核事業であり、アクトレス部門はおまけのような存在であったが、近年はスポーツ有資格者のアクトレスを中心にして、精力的な活動が行われており、アクトレス事業の規模を拡大しつつある。

### アリスギア製造企業
アーリー・ファイヤーアームズ
本社所在/コネチカットシャード
元海兵隊将校が経営したカスタムガンショップが元祖。そのため製造するギアは実戦運用を重視し堅牢な作りとストッピングパワー重視の火器を誇る。重装甲かつ極限から生還することを目的とした生命維持ユニットの搭載で使用者の安全性は非常に高い。世界中の警察組織や軍隊に採用されているが削り取った機能も多くその無駄を省いたユニット構成から、取り扱いに一定の訓練が必要なものも多い。
イズモ
本社所在/不明
ブラックボックスや異常なエミッション値を持つアモルファス金属等の多くの独自技術をもつが不明な点が多い企業。内部社員ですらお互いの部署が何をやっているのか分からないほどに情報が分断されており会社自体がブラックボックスと化している。構成員ですら全体像を把握できているのか不明。プロジェクトごとにフリーのディレクターがいる。生産拠点は海外。
エオス
本社所在/不明
御成屋
本社所在/東京シャード
元はコスプレ衣装や、オフィシャルマーチャンダイズを担っていた服飾企業。民間出資サイトに投稿された斬新なデザインのアクトレススーツの図面を基に、制作に巨額な資金設定がされていたにも関わらず、3時間で制作に成功。それ以来「一風変わったスーツ」を製造するアクトレススーツメーカーとなった。近年はスーツだけでなく、アリスギアの開発も行っている。そのギアは独創的なデザインの外装を持ちチューニング内容も極めて扱いづらいものが多いと言われる。
北条グループの影響下にあり、AEGIS兵器開発局から複数人の開発者が天下っており、その技術漏洩が疑われている。
シャンデリア・ゲーエムベーハー
本社所在/ウィーンシャード
元はウィーンシャードで創業したガラス製造会社。カットガラスの美しく輝くと評価される技術を用いて建築素材やアクセサリーを製造していた。後にカメラや双眼鏡のレンズといった光学機器部門が発達。狩猟用のスコープの開発チームが趣味として作った拳銃を皮切りに重機業界に参入したのをきっかけにアリスギアの製造を始めた。シンプルながら優雅なデザインと革新的な設計思想が特徴。
センテンス・インダストリー
本社所在/イングランドシャード
女王陛下の剣として、イギリス系大手企業とさる侯爵によって設立された対ヴァイス用装備製造会社。設立から4年足らずでトップメーカーと言われるようになった。そ過程における技術や、提供資金等、謎も多く関連会社も含めブラックボックス化されている。そのためアクトレス人気を羨んだ女王が自らのチームを所望する事を望んだため設立されたと噂されている。製造ラインナップのルールとして、「全ての装備は、女王陛下によって命名され、その使命を与えられる」とされる。登記上は民間企業であり政府運営ではない。
華鈴武装技術 (ファーリン・ギアテクノロジー)
本社所在/上海シャード
もとは華瑞技術（Huarui）という輸送機器メーカー。アウトランドの政策でベルクラント・アーゲーとの合弁会社「華鈴」を設立。ヤシマのライセンス品をベルクラントでモディファイした製品が好調な売上を計上するとヤシマ重工と合弁会社「華鈴屋島」も設立した。ヤシマとベルクラント両者の技術を吸収することで先行の企業を凌駕する成長を見せた。自社ブランドブームにおされる形でオリジナルギアの開発にも力を入れているが、自主開発には慎重で、ライセンス品の生産が主なメーカーという印象が強かった。
プロムナード・アビアシオン
本社所在/イル＝ド＝フランスシャード
グループ・インダストリアル・プロムナード傘下のアリスギア製造企業。レストラン経営が主であったプロムナードが調理器具の自社開発を皮切りに工業部門に着手。後に他アリスギア開発会社と合併することでアリスギア業界に参画した。その後にプロムナードとは分社化したものの、もともとの企業形態である食品関連の事業も残っており、レストラン・ホテルガイドに代表されるギッド・プロムナード（プロムナードガイドとも呼ばれる）が毎年発行されている。
ベルクラントAG (アーゲー)
本社所在/カッセルシャード
元はカッセルシャードで起業した車両メーカー。その評判から政府より列車等の公共交通機関やアリスギアを始めとした軍用品の製造も依頼されるようになった。製造するギアは武骨なアーミーテイストなデザインとジャーマングレー色が多いのが特徴。それ故に性能も重装かつ実弾の物が大半を占める。加えてそのギア製造は堅実と評され、多くのミリタリー好きのアクトレスに好まれている。
マヤコフスキーOKB (オーカーヴェー)
本社所在/モスクワシャード
モスクワトップのアリスギア試作設計局。モスクワシャードでは当初ドイツ系技術者の協力の下で開発が進められていたが、ロシア系の技術者が開発の中心になると他国と一線を画したギアが目立つようになった。さらにギア開発に携わる設計局を分散することで競争が生まれ飛躍的に技術が進んだが、争いの結果、技術そのものが失われる事態も頻発した。激しい開発競争の中で起きた事件により多くの死傷者が発生。その後、人事の見直しを図ったのち、名称をマヤコフスキー設計局に改めた。
ヤシマ重工株式会社
本社所在/尾張シャード
日系企業からなるアリスギアの老舗。創立時の名称は屋島工業。元はヤシマ工業の重機部門を担うに過ぎなかったが、アリスギアの開発を開始しててから立場が逆転している。ネジ一つまでミクロン単位での手作業が可能な職人を数多く抱え、技術資本主義の傾向がある。信頼の証として「Made by YASHIMA」を挙げる。あらゆる工程が複雑かつ専任的な内容なため、生産コストは高く、高価。銃火器においては他社製品に後れを取ってこそいるが値段に見合った性能を誇る。傘下の「叢雲工業」にワークスとしてパーツ提供を行っている。

### その他の企業
ソビエト科学アカデミー
本社所在/モスクワシャード
モスクワシャードにあるヴァイスの研究団体。アウトランドの法規に違反する遺伝子操作や人体改造などの非人道的実験により最強のアクトレスを造り出す研究を行っている可能性があるとAEGiS情報本部に疑われている。
北条グループ
本社所在/不明
多方面に版図を広げる国内有数の企業グループ。アマルテア女学院で養成したアクトレスを多数擁しておりアクトレス業界においても強い発言権を有している。本来はヤシマ重工と競合しないアクトレス育成事業主体であったが、近年ではヴァイス対策やアリスギア製造にも乗り出してヤシマ重工との対立を深めている。北条グループとヤシマ重工の対立を起因にヴァイスコロニー強襲作戦においてアマルテア女学院生徒会を成子坂に次ぐ主力メンバーに選出し変則的なチーム編成を行うなど暗躍する。
籠目グループ
本社所在/不明
アクトレス業界への参画を試みている。
籠目ケミカル
アクトレススーツなどに使用される繊維を開発している企業。
マウンテンウィッチ
本社所在/不明
萬場盟華が社長を務めるアパレルメーカー。ファッションブランド「ピンクサイクロン」で有名。成子坂製作所のスポンサーに名乗りを上げたが数々の妨害で断念した。その後に成子坂製作所が名声を取り戻すと晴れて正式なスポンサーになった。
アーバン.net
本社所在/不明
伝統的忍術と現代科学の粋を集めた何かと非常に便利で重宝する忍術流派の通販サイト。アーバン流忍術を極めた忍は通販されている忍術道具を自在に使いこなすことができる。10万円以上の買い物でクーポンや特殊な割引を受けられるプラチナ会員になれるなど一般的な通販サイトの面をもつ。しかし一般的な知名度は低く忍者を生業としない者から訝しがられることも多い。
BAR Blue Moon (バー ブルー ムーン)
本社所在/東京シャード渋谷区神南
神南にある渋谷駅から少し歩いた立地のダーツバー。祖父から受け継いだ的場アオイが店長を勤め、昼間は在賀奈々に占いスペースとして貸し出されている。
心地よいBGMが流れる店内とアオイが作るカクテルの味に定評があり、至高の一杯が日々の喧騒を忘れさせてくれると言われている。薫子や司がよく飲みに訪れている。
Etoile (エトワール)
洋菓子店。舞がタマタマ名義で動画配信する際に本店の紙袋を被り顔を隠している。
春日丘耐火煉瓦
かつて存在したシャード外殻補修用のセラミックス製造会社。もえの両親が経営いていたが経理の鵜原が資金を持ち逃げし倒産した。
ツノハズカメラ
本社所在/不明
新宿駅西口に居を構える大型家電量販店。家電に限らずプラモデルやエアガンといったホビー類も取り扱っている。すぐみがバイトしており、すぐみの仲介のもと、桃歌が歌う「桃歌の模型♡チュートリアル」がホビー館、模型コーナーのイメージソングとして流された。
タクハイカモメ
本社所在/不明
宅配業務を担う企業。自社のダンボールには白を基調に緑で社名が印字されている。

### 学校
鐘月小学校

| 主な所属生徒・教員 | 所属  | 備考  |
| 4年生              | 4年生 | 4年生 |
| ------------------ | ----- | ----- |
| 御蔵座 梓希        |       |       |

藍澄中学校 (あいずみ)
公立共学校。校訓「誠実・勤勉・友愛」
平均的な中学校。紺色の制服を採用している。公立の共学中学校であることからその大半が同じ地域の友達で仲が良い。アクトレスとして活動している者は極僅か。
| 主な所属生徒・教員 | 所属  | 備考  |
| 3年生              | 3年生 | 3年生 |
| ------------------ | ----- | ----- |
| 小芦 睦海          |       |       |
| 相河 愛花          |       |       |

霞ヶ浦の裏中学校
公立共学校。
茨城シャードにある行方市立の中学校。
| 主な所属生徒・教員 | 所属 | 備考 |
| ------------------ | ---- | ---- |
| 稲葉 優陽          |      |      |
| 草野 澪音          |      |      |
| 櫻井 調            |      |      |
| 草野 泰介          |      |      |
| 奥井 正            |      |      |
| 真島 みちる        |      |      |

白苺女子中学校

| 主な所属生徒・教員 | 所属  | 備考  |
| 4年生              | 4年生 | 4年生 |
| ------------------ | ----- | ----- |
| 長宗 宵月          |       |       |

芦原高等学校 (あしはら)
公立共学校。偏差値54。校訓「継続は力なり」
平均的な公立高校。昔は荒れていたが、現在はその面影もなく一般的な普通の高校になっている。しかし一般的な知名度では荒れていた時のものが強く名乗っただけで驚かれることも。公立高校ではあるにも関わらず制服がお洒落なため制服目当てに入学する生徒も多い。
| 主な所属生徒・教員 | 所属  | 備考  |
| 1年生              | 1年生 | 1年生 |
| ------------------ | ----- | ----- |
| 比良坂 夜露        |       |       |
| 2年生              |       |       |
| 九炉鉄 悠都        |       |       |
| 琴村 朱音          |       |       |
| 琴村 天音          |       |       |

郷湾育英高等学校 (きょうわんいくえい)
私立共学。偏差値44。校訓「一生百錬」
スポーツに力を入れており、様々な大会での常連校。スポーツ推薦枠も設けられてありそれでで入学する生徒も多い。全体的に生徒が元気すぎるのも特徴。
| 主な所属生徒・教員 | 所属  | 備考  |
| 2年生              | 2年生 | 2年生 |
| ------------------ | ----- | ----- |
| 日向 リン          | A組   |       |
| 蛙坂 来弥          | A組   |       |
| 米良渕 花浪        | A組   |       |

桃蔭学園総合高校 (とういんがくいん)
私立共学。偏差値45～59。校訓「自由・自主・自立」
生徒数2400人を超える私立のマンモス校。普通科と芸能科コースがあり、普通科は総合選択制で自身が受けたい授業を取ることができる。人数が多いことから学園祭や体育祭などの祭りと名のつくものは、大きな賑わいをみせる。
ハウスと呼ばれるクラス分けのようなものがあり、基本的に3年間変らない。各ハウスはそれぞれ教頭が治め、棟ごとに分かれており、芸能科が所属する第1ハウス(イメージカラーは赤)、第2ハウス(イメージカラーは黄)、第3ハウス(イメージカラーは緑)、第4ハウス(イメージカラーは桃)、芸術系が集まる第5ハウス(イメージカラーは紫)、スポーツ系が集まる第6ハウス(イメージカラーは青)がある。第1ハウスのみ離れた位置にあり副校長の影響も及ばず特別視されることから普通科の一部の教師は第1ハウスにライバル心を持っている。
| 主な所属生徒・教員 | 所属           | 備考                                         |
| 1年生              | 1年生          | 1年生                                        |
| ------------------ | -------------- | -------------------------------------------- |
| 須賀 乙莉          | 第3ハウス      | 第1ハウスへの転属願中                        |
| 村尾 未羅          | 第1ハウス      |                                              |
| 君影 唯            | 第1ハウス      |                                              |
| 2年生              |                |                                              |
| 兼志谷 シタラ      | 第2ハウス、B組 |                                              |
| 二子玉 舞          | 第2ハウス、B組 |                                              |
| バージニア・G      | 第2ハウス、B組 | 留学により在籍中                             |
| ファティマ・B      | 第2ハウス、B組 | 遊学により在籍中                             |
| 3年生              |                |                                              |
| 文島 明日翔        | 第4ハウス      |                                              |
| 卒業生             |                |                                              |
| 宇佐元 杏奈        |                | 学園祭などにゲストとして登場している         |
| 教員               |                |                                              |
| 徳武 欄世          | 校長           |                                              |
| 諸月 リョウ        | 第1ハウス教頭  | 宇佐元杏奈をはじめ教え子に多くの有名人がいる |
| 若佐 令香          | 第2ハウス教頭  |                                              |
| 夏元 譲            | 第3ハウス教頭  |                                              |
| 夏元 妙            | 第4ハウス教頭  |                                              |
| 嘉川 郭考          | 第5ハウス教頭  |                                              |
| 北張 遥文          | 第6ハウス教頭  |                                              |

星条大学附属第一高等学校
私立共学。偏差値56～62。校訓「自主自立/文武両道」
生徒は文系8：理系2の比率であり大学進学の多くは理系が占め、星条大学へそのまま進学する者が多い。偏差値が高く、まじめな生徒が多い。
| 主な所属生徒・教員 | 所属  | 備考  |
| 1年生              | 1年生 | 1年生 |
| ------------------ | ----- | ----- |
| 御茶ノ水 美里江    |       |       |
| 2年生              |       |       |
| 吾妻 楓            |       |       |
| 百科 文嘉          |       |       |

聖アマルテア女学院
私立女子高。偏差値68～72。校訓「謹厳実直」
北条大洋を理事長とする、中高一貫女子校。アクトレスとして活動する生徒には手厚い支援がなされ、卒業後AEGiS上層部に入る者も多い。「ごきげんよう」が主流な挨拶。学校敷地内には礼拝堂やAEGIS連携施設等がある。附属として初等科もある。
| 主な所属生徒・教員 | 所属        | 備考        |
| 中等部3年生        | 中等部3年生 | 中等部3年生 |
| ------------------ | ----------- | ----------- |
| 一条 綾香          |             |             |
| 高等部1年生        |             |             |
| 小鳥遊 怜          |             |             |
| 高等部3年生        |             |             |
| 紺堂 地衛理        |             | 生徒会長    |
| 州天頃 椎奈        |             | 副生徒会長  |
| 仁紀藤 奏          |             | 風紀委員長  |
| 教員               |             |             |
| 井手山 ダフネ      | 学院長      |             |

濠黒館工業高等学校
公立共学。偏差値39～46。
博多シャード最凶の武闘派集団と呼ばれる工業高等学校。抗争に彩られた歴史の中で太賀渕 宗己の拳とカリスマ性のもとはじめて全校生徒がまとめあげられた。東京不干渉の掟をやぶり比良坂 夜露のいる芦原高等学校に殴り込みを仕掛けてきた。
古扉高校

| 主な所属生徒・教員 | 所属  | 備考  |
| 1年生              | 1年生 | 1年生 |
| ------------------ | ----- | ----- |
| 四月朔日 水羽      |       |       |

女子造形大学
杉並区にある女子大学。
| 主な所属生徒・教員 | 所属             | 備考  |
| 2年生              | 2年生            | 2年生 |
| ------------------ | ---------------- | ----- |
| 金潟 すぐみ        | 芸術学部美術学科 |       |

東京水域大学
略称は「東水大」。学食は魚料理のメニューが豊富。
| 主な所属生徒・教員 | 所属                   | 備考  |
| 2年生              | 2年生                  | 2年生 |
| ------------------ | ---------------------- | ----- |
| 荒井目 やすり      | 海洋科学部海洋環境学科 |       |

上野芸術大学
略称は「上芸」
| 主な所属生徒・教員 | 所属           | 備考  |
| 1年生              | 1年生          | 1年生 |
| ------------------ | -------------- | ----- |
| 天狐 天            | 情報芸術表現科 |       |
| 宮南 ひかり        | 絵画科         |       |
| 我龍 絵美          | 絵画科         |       |

栄井大学

| 主な所属生徒・教員 | 所属  | 備考  |
| 4年生              | 4年生 | 4年生 |
| ------------------ | ----- | ----- |
| 月守 晴花          |       |       |

太政院大学

| 主な所属生徒・教員 | 所属  | 備考  |
| 1年生              | 1年生 | 1年生 |
| ------------------ | ----- | ----- |
| 千島 美幸          |       |       |

東京境界技術専門学校
磐田や森村が過去に通っていた学校。ギア工学部がある。
| 主な所属生徒・教員 | 所属       | 備考   |
| 卒業生             | 卒業生     | 卒業生 |
| ------------------ | ---------- | ------ |
| 天満 小梅          | ギア工学部 |        |
| 宇時家 冬馬        | ギア工学部 |        |
| 森村 元            | ギア工学部 |        |
| 磐田 宗一郎        | ギア工学部 |        |

### 宗教
SIN
ヴァイスを神として信奉する宗教団体。ヴァイスとの霊的交流を教義に持ち、ヴァイスの声を聞く者を「聖人」と呼んでいる。アルフライラシャードを発祥とし多くのシャードにそのシンパが居る。東京シャードでもAEGISやアリスギア関連企業内に浸透しており、AEGIS情報本部の愛宕の指示で籠目深沙希などが内偵を行ったりしている。現状、具体的な目的があるのかは不明だが、ヴァイスを排除するAEGiSやアクトレスなどに対して妨害やテロ行為などを行っており、東京シャードへのヴァイス大規模侵攻の際にはそれに呼応し東京シャード内で爆発物やドローンを用いて同時多発テロを起こした。

## 用語

### アクトレス
高次元エネルギー兵装「アリスギア」を使用し機械生命体ヴァイスと戦う存在。ギアの機動に必要なエミッション能力を有する者が当局の認可を受け就任する。エミッション能力保持者は年齢的、性別的偏重から思春期の女性であることが多い。アクトレスの登録に関してはAIGiSネットに個人情報が登録されている。これは指揮者権限を持つ人間のみ閲覧認証可能。ちなみに未成年の就労に関しては、アクトレス業務での臨時対応を含むため、届け出が必要になるが労働基準法に記載されている22時以降の出撃も可能となっている。組み立て式フィギュアブランド「プリスティンガールズ」のようにアクトレスをもとにしたグッズも販売されており、グッズを販売した業者から使用したアクトレスの所属先に使用料が支払われる。しかし所属先からアクトレス本人に支払いがあるかどうかはアクトレス事業者による。
アクトレス免許
一般的に一定期間、教習所で講習を受講したのちに適正、技能、学科の3つの試験に合格することで取得できる。教習は合宿による短期受講も可能。ただ、教習は義務ではなく教習所に通わずに受験することもできる。その場合、一発試験と呼ばれる。アリスギア自体がエミッション能力があればある程度は上手く使えるように設計されているため、技能試験では主に協調性やヴァイスに対して怯えないかが重要視されている。よってギア操作が原因で落とされることは少ない。受験資格は満13歳以上。しかしテストケースとして年齢制限の緩和が限定的に認められ10歳のアクトレスが誕生している。免許の取得によってAEGISから仕事の受注やドレスギアの所持、本業の休暇免除が認められる。免許には期限があり一年ごとの適正試験と講習を受講することで更新することが可能。また、国内だけでなく国際的に使用可能なものはライセンスと呼ばれる。
- シャード内A級免許

AEGISからの推薦で取得できる特殊免許。シャード内において、フライトプランと支給品の優先割り当てなどの厚遇が受けられる。
- シャード内B級免許

アクトレス免許取得から3年の経過かつ活動実績があるアクトレスがB級免許試験を受験することで取得できる特殊免許。シャード内においてフライトプランと支給品の優先割り当てを受けることができる。
- 国際A級免許

シャード内A級免許取得者のうちトラベルオーダー3区以上の推薦で取得することができる特殊免許。空域の優先使用並びにその事後報告、作戦行動の自由参加並びにその事後報告、ドレスギアや各種火器武装の常時所持、作戦内容の黙秘権が許可される。
アクトレススーツ
アクトレスがアリスギアを装着する際に使用するスーツ。規格に合わせて設計された汎用スーツと、各個人に合わせて設計された専用スーツがある。アリスギアの仕様としては別段衣装等に制限はないが、エミッション出力面やギアの操作などでより効率良く運用できるため最適化されたスーツでの運用が推奨されている。
- 八八戦闘服

現行デザインよりも一回り古いタイプのアクトレススーツ。成子坂製作所では「00式よりも完成度が高い」という整備長の考えにより使い続けている。成子坂製作所所属のアクトレスが使用している。以降のスーツの母といわれるぐらいの出来といわれている。ロットアップしており現在では入手困難。
- 00式戦闘服

現行デザインのスーツで幅広く使用されている。実用性だけではなく見た目にも気を使い、デザインの調整がしやすいように、各機能のユニット化がすすめられている。エンパイア中野所属のアクトレスなど、様々な組織が使用している。
- DM00-M

有名デザイナーが手掛けた、00年式スーツバリエーションのひとつ。叢雲工業所属のアクトレスが使用していることから「ムラクモ」モデルと呼ばれており、通常のスーツよりもライセンス料が高い。
- DM00-A

有名デザイナーが手掛けた、00年式スーツバリエーションのひとつ。「AEGiS」モデルと呼ばれており、ガーリーさを抑えた大人らしいデザインになっている。
- エーススーツ

AEGiSから厳しい最低基準を合格したアクトレスに支給されるスーツ。いくつかのバリエーションがあり。コマーシャルモデルに適用されていない新技術が採用されている。

### アリスギア
対ヴァイス兵装の総称。核兵器でも爆心地でしか打撃を与えられないヴァイスに有効な唯一の兵器。ギアはいわゆるパワードスーツのようなもので四肢を包むように身に着ける。その駆動には高次元エネルギーを必要とするためエミッション能力者しか使用できない。企業にとっては技術力アピールの場でもあり毎年のように新作ギアが発表されている。また、制御がかかっており戦闘中に味方を誤射することはない。他にバニーティアラやメリーパーティの浮遊バーツには小型の簡易浮遊パーツがついている。ギアに組み込まれているものと概念は同じで、電池で機能している。
ギアの保管、メンテナンス、装着にはドレスハンガーが必要。東京シャード内のドレスハンガーのシェアの9割はヤシマ重工製である。
一部の田舎では武装を排し推力を抑えた型落ちギアが農作業に利用されたり、エミッション能力のない一般人が使用する外部動力ギアなどがある。
専用ギア
各アクトレス専用にそれぞれ調整されたアリスギア。基本的に一人一人専用の装備ではあるが他人の装備を使用することも理論的には可能。成子坂製作所ではデザインに関してアクトレスの要望や意見を聞いたあと、それぞれのメーカーの特性に合わせて、磐田が仮発注。各メーカーから送られてきたデザインや性能諸元、見積もりなどを検討して、購入決定をしている。ひとつのメーカーに偏らず、 あちらこちらのメーカーのよい部分を組み合わせてカスタマイズすることもある。その後、メーカーから完成品がセットになって納品される。そして、アクトレスへのセッティングや調整が成子坂製作所で行われる。
ピジョン
アクトレスが使う自動型移動砲台の総称。最初に開発した人物が『女優が飛ばす意志を持ったように動作する遠隔攻撃端末』として『ピジョン』(鳩)」と開発コードで呼んだものがそのまま浸透した。 基本的には思考操作で、自身からの位置や視覚を共有する感覚のようなもの。近年では思考が曖昧でもある程度望む挙動をとれるように技術が進歩している。
カスタムキット
アリスギア用の改造パーツ。開発メーカー製の純正品からサードパーティーによるものまで様々ある。携行型ギアやドレスギアに組み込むことで各種機能の拡張並びに追加することができる。リバースエンジニアリングによって設計されたものも多いためその組み込みにはアリスギア整備免許が必要とされる。また、アクトレス事業法により一度取り付けられたカスタムキットを取り外し再利用する行為は禁止されている。
コアフレーム
アリスギアに使用されるエネルギーの変換を司る基幹パーツ。アリスギアには必ずコアフレームが使用されている。基本部品は、各シャードに存在する巨大メーカーから提供される。BIOSやドライバーに関してはアウトランドやメーカーから提供されるが、各ベンダーがチューニングを行っている。コアフレームは独占ではなく、複数社による技術的な切磋琢磨が現在でも行われている。
結合粒子
アクトレスの攻撃がヴァイスを打ち破った時に発生する粒子。結合粒子は通常の粒子と異なり、数分間は消滅しない。近年の技術革新の成果として、結合粒子を回収し、ギアの補助エネルギーとする技術が確立された。現在ではアクトレスが特殊な武器を具現化し強力な攻撃を行なう「SPスキル」のエネルギー源として利用されている。SPスキルは制御が難しいため、発動するには隊長の承認が必要とされる。
エミッション・コア
アリスギア内に収められたエネルギー源。数センチ程度のサイズで、数万からなる積層回路で組み上げられており、宝石のように青色や緑色に輝く。エミッション・コアは、アウトランドのラボから独占的に提供されている。コア自体は上記のとおりだが、エネルギーの制御システムは公開され、制御プログラムは各メーカーで独自な物も開発されている。エミッション・コアから取り出せるエネルギー量や質はアリスギアをチューニングする事で変化する。また、大気中にもエミッションに相当するものがあり、これらも何らかの形で利用していると思われる。

### シャード
正式名称は「ムーンシャード」。機械生命体ヴァイスに追い詰められた人類が絶滅を防ぐ為に月の地殻を分割して製造したコロニー型宇宙船。
月の地殻を砕いて作った大きな宇宙船に、地球の環境をテレポートドライブにより地殻ごと入れたもので、地球文化の継承のために人類が地球圏を離れた21世紀前後の町並みがそのまま再現されている。ヴァイスから直接攻撃されることは基本的にない。
そのため、宇宙船なのに化石燃料が出たり、未知の生物が住んでいたり、無人島シャードがあったりするが海はほぼ人工物である。生活者の精神衛生上の観点から地上層や地下層の全天モニターには空が映し出されている。元となった地域に合わせて、東京シャードというように様々なシャードが存在する。シャード間の移動は高速船（イメージとしては新幹線）を利用する。
シャードは何層にも重なった構造になっている。居住区の天井を上とすると、上から食糧生産や備蓄、シャード管理を担う「地上第2層」、空気浄化や天候制御などの環境維持を担う「地上第1層」、市民が生活する「居住区」、地下交通網やガス・水道などのインフラを担う「地下第1層」、宇宙港や工業地帯、重力発生を担う「地下第2層」の順番で構成されている。アクトレスの発着ルートは地下第1層にある。地下の管轄権はトラベルオーダーにあり、警察の権力が及ばないことから一時は犯罪者の潜伏先になっていた。宇宙船の船底部分には多少の機能不全が発生しても問題ないよう、多めに環境維持設備が設けられている。
シャードエンジニア
激しい温度差や宇宙放射線といった過酷な宇宙環境で劣化、破損したシャードの補修・保全を担う技術者。トラベルオーダーの管理のもとで境界技術を使用している。スペーススーツや外部動力ギアを装着して作業にあたるがアクトレスの場合はそれらの装備がいらす軽装備で済むためアクトレスの技術者も多い。
ムーンシャード計画
21世紀末、ヴァイスの侵攻をうけるなか全能人工知能アリスが提案した計画。その計画を当時被害の少なかった月面政府が推進することで実行された。
シャード間移動船
通称「シンカンセン」「ヒコウキ」。シャード間を行き来する際に使用される宇宙船。
簡易宙域移動機器
通称「ウキワ」。万が一宇宙空間で事故にあった際の移動装置。その使用法の教育などが安全上の観点からなされている。
宙堡
シャード防衛のための準軍事施設。AEGISのアクトレスも駐留している。東京シャードは第1から第3の計3つの宙堡を保有する。
- 東京シャード

日系移民宇宙船ムーンシャードの1つ。2200平方㎞の面積を誇る。2010年代の東京文化を再現している。人口も1300万人程度で、当時の東京とさほど変わりない。すべてのものが都会的であり、他のシャードへ移動するための新幹線こと超高速宇宙船も配備されている。アモルファス合金繊維や精神感応デバイス技術において高い技術水準を誇る。
- 埼玉シャード

日系移民宇宙船ムーンシャードの1つ。1970年代の埼玉文化を再現している。地球時代に東京都に隣接していた埼玉県はベッドタウンなどと呼ばれることが多く、東京シャードとは高速宇宙船によって比較的行き来が容易であり密接な関係がある。境界福祉法によって、東京シャードとは科学技術水準に40年分ほどの差が生まれており、埼玉シャードの住民は東京シャードへ微妙なコンプレックスを抱いているとも言われている。3世紀の月日が流れた今でも川越は小江戸の姿を保っている。
- 群馬シャード

日系移民宇宙船ムーンシャードの1つ。前橋や高崎といった地域は2040年代の文化再現となっているが、大部分は秘境の地をモチーフにした観光地化がされている。上毛かるたや、蚕糸さんし業が有名で、特にコンニャクイモは日系シャード生産量のおよそ9割を担う。また、邑楽町でタピオカの原料となるキャッサバの生産量が伸びており、今後も拡大を期待されている。
- 津軽シャード

日系移民宇宙船ムーンシャードの一つ。20世紀初頭の日本・津軽地方をモデルに、豊かな自然とマタギやイタコといった独自文化が共存する神秘あふれるシャード。人口密度の低いシャードとしても有名で人間より鹿や熊の方が多いと言われている。主な産業は観光業と食品輸出。
- 神奈川シャード

日系移民宇宙船ムーンシャードの一つ。町田市こそ東京シャードにあるものの、神奈川シャードにも相模原市の東に町田エリアが存在する。町田へ郵便物を送る際はシャードもしっかり記載するようにしなければならず注意喚起がされている。
- 博多シャード

日系移民宇宙船ムーンシャードの一つ。博多シャードは二層構造になっており、地下の北九州フロアは製鉄技術に秀でていることから鍛冶職人も多く存在している。博多フロアは東京シャードに近い賑わいを見せる都市型となっている。
- 日光シャード

日系移民宇宙船ムーンシャードの一つ。ノーブルヒルズ・ホールディングスによって観光用再開発された。
- 太奉シャード

日系移民宇宙船ムーンシャードの一つ。ノーブルヒルズ・ホールディングスによって観光用に再開発された。
- 北海道シャード

日系移民宇宙船ムーンシャードの一つ。
- ペンタゴンシャード

米系移民宇宙船ムーンシャードの一つ。ワシントンシャードと隣接する、五角柱型が特徴的な小規模シャード。人口200万人程度。
- テキサスシャード

米系移民宇宙船ムーンシャードの一つ。ノーブルヒルズ・ホールディングスによって観光用再開発された。いわゆる西部時代を意識している。
- カッセルシャード

ドイツ系移民宇宙船ムーンシャードの一つ。面積は約110平方㎞。
- バーゼルシャード

アクトレスの人体実験を含む違法研究を行っている研究施設がある。
- アルフライラシャード

中東系移民宇宙船ムーンシャードの一つ。シャードとしてはアウトランド最古にして最大。幾つかのシャードが複雑に入り組む複合連結型シャードであり、東京シャードの3400倍の面積を持つ。アルアブラ・ベトロラム王を君主とする王政。王妃は故人。ファティマという病弱な王女がいる。一部の政府関係者のみが居住を許可されているといわれ、一般市民が訪れることさえかなわない。燃素フロギストンという燃料(通称石油)が産出される。
300年前の地球脱出計画において月面政府が中東地域の民族、宗教的対立を無視して一つの大型連結シャードとしてまとめてしまったことに起因する内戦や周辺シャードとの紛争が頻繁にあり、首都周辺以外は危険地帯となっている。特に内戦には治安維持の名目でシャードに内包された各国とかつて繋がりのあった旧東西両陣営が介入しており、300年以上前の地球で起きていた中東紛争と東西各国の対立が舞台を宇宙に移してもなお続いている。月面政府とその後継組織であるアウトランドはアルフライラシャード内の紛争に対して原因の理解と解決ではなく抑圧をもって当たったことでシャード内に反アウトランド感情を生み、アウトランドにとって最大の敵である機械生命体ヴァイスを抑圧からの解放者と信仰する「SIN」が誕生するに至った。
- 月面政府シャード

300年前にヴァイスの大規模侵攻によって失われたとされているが、実際には支配されることを恐れたアメリカを始めとする有力シャードによって滅ぼされたとされる。

### 法令等
境界福祉法
そのシャードに設定された文化レベル以上のテクノロジー使用を禁ずる法律。ただし、シャード防衛に必須となるアリスギアはこの境界福祉法の対象外とされる。よって文化レベルが低く設定されたシャードの住民が先端医療を受ける際は他のシャードに行く必要がある。境界福祉法による技術制限に不満を持つ技術者は、最先端の科学技術に触れるためにアリスギア研究に打ち込むことが多い。
アリスギアの軍事利用の禁止
アウトランドが定める規定。アリスギアの対ヴァイス戦以外の軍事利用を禁止している。よって表面上、人間同士の紛争にアリスギアは使用されていないことになっている。しかし、アルフライラシャードの紛争地域ではアリスギア兵装が対人戦に投入されている。
管理栄養士の必置義務
AEGISが定める規定。所属アクトレスが10人を超えるアクトレス事業者は特別な栄養管理を必要とする特定給食施設の設置が義務付けられる。アクトレスの栄養指導には専門の知識が必要であることから人材が不足している模様。また、違反時に改善が見られない場合業務停止が言い渡される。
帳簿書類等の保管義務
企業に対し帳簿と取引等に関して作成または受領した書類の最低7年間の保管を義務づける規定。そのため成子坂製作所では7年を超過したデータや書類はそのことごとくが破棄されている。
災害等における臨時対応が必要な労働
未成年のアクトレスが深夜等に出撃する等の事態が労働基準法に抵触しないよう制定された特例措置。
アクトレスの年齢制限緩和
満13歳以上であるアクトレス活動の条件を引き下げる措置。現在はまだテストケース段階で限定的にしか執行されていない。ただ、これが広域に法的効力を持てば小学生がアクトレスになることが可能となる。
先端技術流出防止
東京シャードが定める指針。海外シャードの企業などに技術情報が横流しされるのを禁止している。過去に藤橘不動産がこの指針に反したという情報がありAEGIS情報本部が調査していた。
銃砲刀剣類所持等取締法
東京シャードにおける法律。来弥の専用スーツに付いているクナイは先端が接続端子になっているためこれに抵触しない。

### 劇中作品
アニムス
学園を舞台に特殊能力者が戦うジュブナイルフィクションゲームシリーズ。そのリアルな心理描写から国内外で幅広い層に人気がありアニメ化されている。初代作品の舞台は桃蔭学園であった。
ヴェイパーヘイズ
次作で30周年を迎える特撮作品。転送ベルトと呼ばれる器具を装着し変身して戦う。映像化は不可能と言われていたが実際に放映されると瞬く間に老若男女の支持を受け国民的人気を勝ち取った。その玩具は毎年のように縮小を余儀なくされる国内玩具市場に反して社会現象とも呼べるブームが巻き起こっている。日乃原沙映と安倉いさなの二人がダブルヒロインを務めている。児童文学の巨匠都幾川修の生前における代表作でもある。
統治者(ガバメント) ～冬将軍バージョン～
東京シャードで近年流行しているカードゲーム。ラミーのような遊び方でカードのデザインがかっこいいと評判。
グランマティカストーリー
国内最大級の規模をほこるMMORPG。略称は「グラスト」または「グランマ」。戦いだけでなく建築や制作、開拓など多岐に渡ったプレイができる。そのこだわり抜かれた世界観からログインする行為をゲーム世界に「帰る」と表現されることも多い。運営型ゲームであるためたびたび要素追加を目的としたバージョンアップが行われることがあり、その中でも大型のものは「拡張」と呼ばれている。秋葉原でコラボカフェが運営されており大盛況を得ている。メニューは定期的に入れ替わり料理は本格的で美味しいと言われる。
【プレイヤー】
ラッテ
シタラのアバター。ヒーラーがメインだがたまにアタッカーにもなる。レアモブ探しと家具作りが趣味。ダンジョンでは「当たっちゃたけどどうということはない」とよく言う。
ラブリュス
舞のアバター。ギルドマスター。主にタンクの役割を担っている。斧がメイン武器。チャットの誤爆が多い。
ミギヒジ＝ギプス
ギルド設立メンバーの一人。バトル好きな性格でどこにいくにも手伝ってくれる。しかしシタラたちとはログイン時間が合わないことが多い。
【NPCキャラクター】
姫
砂漠の国の第一皇女。パッチ11.0に追加された新章から登場した。悪態をつきながらもサポートをしてくれる。帰還後には演説イベントが発生する。舞には一図で真面目なところと俺様具合が総受け待ったなしの絶対右側君主と表現され、シタラたちが頒布した同人誌の題材になった。
従者
姫が幼いころから仕えている女性。さりげなく姫に助言する。
クリスタルクエストオンライン
レトロ調なゲーム。遥かな昔、勇者と呼ばれる正義の剣士が魔王に戦いを挑む物語。後にサービスを終了した。
クール・オア・ダンディマスキュラー・ワイフ
FPSゲーム。続編の『2』が発売された。
黒猫怪盗シャノアール
20年前に東京シャードを中心に放映されていたTVアニメ。当時の女児に大人気であり、その世代にとっては共通言語となるぐらいであった。現在でもその人気は継続しており、放映開始20周年記念のグッズなどが発売されている。
芹那はこのアニメの熱狂的なファンであり、オーダーメイドした戦闘スーツが偶然にもこのアニメの主人公と格好と似通ってしまったことから、周囲には「好き過ぎて深層心理にまで影響を及ぼしている」と考えられている。
軍鳩の幻影 -APPARITION OF WARPIGEON-
雨傘 ProPsがコミマで頒布した同人誌。元諜報員のマシュー・スティーブンが失踪した某国の皇太子の行方を追う小説。
ストリートクッカー
東京シャードや上海シャードで放送されていたアニメ。王紅花はこの作品の大ファンだった兄を探すため、目印になるよう登場人物「パオズちゃん」のコスプレをしている。
プリスティンガールズ
組み立て式アクトレスフィギュアの最上位ブランド。略称は「PG」。多彩な材質とこだわりぬいたパーツ分割によって高い可動域と実物ギアに忠実なギミック、頑丈さを兼ね備えている。過去、何度かブームになっている。初期からのファンは「ティンガ」と呼ぶことが多い。一番多くキット化されたアクトレスは「宇佐元杏奈」で既に9種類のバージョン違いが発売されている。新作では金潟すぐみも原型に参加している。
魔法織姫リリアーナ (マジカルウィーバー リリアーナ)
東京チャンネル系列で放送されているアニメ作品。ごはんとスポーツが大好きな小学5年生の女の子「美空あみ」がクラスメイトの「柚つばさ」と供に魔法少女として戦う物語。魔女帝国マギアータとの戦闘を繰り広げていく。メディア展開としてはフィギュアや格闘ゲームにもなっており、黒猫怪盗シャノアールのスタッフも参加している模様。特にリリアーナ32話は同じアニメーターによる一人原画カット。特撮作品で有名なアクション監督が監修している。作風も多様で、悪側が正義になってしまうアベコベ回や、魔法で解決できない回や、絆が抜け落ちる生々しさがあったりと話題が尽きない。終盤では滅びゆく魔女帝国の絆を取り戻させようとするなど、単なる勧善懲悪でない作りでもある。

### その他の用語
アニマ
各飲料メーカーが販売している一般用医薬品で赤い液体状のもの。ビタミン類、アミノ酸など疲労回復·健康維持に効果が期待できる成分を含んでいる。多くは糖分を含み、甘い味付けにしあがっているが、近年では苦味、辛味をアピールした品も出てきている。一部で、「アクトレスは高次元を介して経験や知識を集合的無意識の内で共有している。アニマとはその事実を覆い隠すために用意されたブラフではないか」などという噂もある。
HP
『high-dimensional pressure』の略。直訳で高次元的圧力。アクトレスはヴァイスの攻撃に対して防御フィールドを張っており、それを展開するための出力がどの程度残っているかを示す数値。被害を被る可能性が発生する直前の状態をHPゼロとして算出している。
SPスキル
結合粒子をエネルギー源とし、特殊な武器を具現化して使用するスキル。制御が難しいため、発動するには隊長の承認が必要とされる。
完全回避報酬
ヴァイスとの戦闘時に無被弾で作戦を完遂したときにアクトレス活動を放送する局、スポンサー、放送の視聴者からAEGISに振り込まれる支援金。その一部がアクトレス、もしくはその所属団体に配当されている。
AEGIS端末
AEGISから隊長に支給される端末。ヴァイス掃討に関する仕事を受注することや、実際にギアを用いるために必要となるフライトプランの提出、追加で許可が必要な市街地での戦闘やスペシャルギアの展開など各種申請を端末から行うことができる。平時は事業者とアクトレス間の連絡やアクトレスとのコミュニケーション等に使用されている。
ACCESS DENIED
隊長がAEGIS端末でアクトレスの3Dモデルを鑑賞している際に下着が見える角度になると現れるエラー表示。3Dモデルはあくまでデータであり本人ではないことから、本人が下着を見られたくないと設定しているためこの表示が出る。
スカウトカード
アウトランド・エキスプレスが提供しているアクトレスのスカウトに使用されるクレジットカードのようなもの。スカウトに必要なスカウト予算が貯まるとその予算分のスカウトを実施することができる。カード表面には自社のキャラクター「アテーナーレディ」が描かれている。
作戦
ヴァイス討伐の案件を受注し出撃、ヴァイスと戦うことを総じて言う。案件を受注する際に対応場所、出撃ルート、所要時間、費用、などの見積もりを出して審査されるため作戦には行動範囲の制限や時間制限が設定される。行動範囲の制限はHUD及び指示端末上に線が映像として表示され、契約上基本的にその区域内で対応を完了しなければならない。特に時間超過した場合にはペナルティが付くほか世間からの信用が低下してしまう。
遮那仮面
東京シャード内で狐のお面を被り悪人を成敗する女性。「夜な夜な悪人をこらしめる存在がいるらしい」程度の認知度。
東京アクトレスニュース
宇佐元杏奈がキャスターを務めるニュース番組。アクトレスたちの自然な姿が見えるアクトレス最前線や杏奈の突撃アクトレスなどバラエティ系のコーナーが評判。アクトレスに関する情報コーナーが中心だがTODAYフラッシュや経済プラスなど一般的な情報コーナーも充実している。アクトレスたちがヴァイス撃退率を競い合うエキサイティングバトルは突発的に報道されるため、大いに盛り上がる。
地球
人類発祥の地にして人類が棄てた惑星。ヴァイス襲撃で人類が宇宙に脱出する際にシャード建設の過程で地殻を丸ごと引き剥がされている。そのため現在も存在しているかは不明。また、シャード内に住む者にとってはコロニーで生活するより惑星地表で生活するほうが不安という意見もある。そのことから地球に対する愛着や知識はほぼ無い模様。
SWIM U S840
YASHIMA製の自立型掃除ロボット。リーズナブルな800シリーズの4代目。成子坂製作所ではフラッグシップ機の2ランク下のモデルを使用している。
石油
21世紀時の石油とは意味が異なりフロギストンと呼ばれるプラズマを発生させるものを「石油」と呼称している。アルフライシャードではその石油の産出量と精錬によって巨大な富を築いているが紛争の火種になっている。
境界技術
月面人であるトラベルオーダーが継承している先端技術。シャードの保全作業やアリスギア開発にはトラベルオーダーの管理の下で使用されている。
アリス
全知全能のAI。地球から人類が脱出したムーンシャード計画やアリスギアもこのAIによって提唱された。現在は東京シャードに隠匿されているという噂があるものの、表向きは既に失われたとされている。しかし各国シャードは独自に探索を進めており、東京シャード内に存在しているとある程度確信している模様。また、アメリカは所在が掴めないことからアリスがアクトレスたちの意識の中に潜伏しているのではないかとも考えている。

## ヴァイス
人類と敵対している機械生命体。何を目的にシャードを狙うのか、どこから来るのかなど詳細は不明。また、なぜ生命体と称されているのかも不明。咆哮のようなものをあげることがあるがあれは音波ではなく一部のアクトレスにしか感知できない頭に直接響く何かであると説明されている。
第4章にて、「たまたま人類が目についたから襲ってきている」というわけではなく、いわば前線基地に当たるヴァイスコロニーで戦力を整え「人類あるいはシャードを目標に、計画的に攻撃してくる」ことが判明しているが、シャード本体への直接的な攻撃はあまりない。
ゲーム開始時点では、既にそれほど大きな脅威ではないと言われている。一般人の感覚だと恐いのはスズメバチ > 小型ヴァイスらしく、危機意識の低い声も多い。既存兵器による攻撃は位相をずらすシールドによってほとんど無効化される(熱核兵器による攻撃でも爆心地付近で多少の損害を与えられた程度)。ヴァイスに対する有効な打撃はエミッションコアから放出された粒子の影響を受けたアクトレスによる攻撃しか確認されていない。
ちなみに、ヴァイスの名前に統一性のあるものとそうでないものが居るのは、発見者が命名権を持つからである。
すでに観測されているヴァイスに対し、同型でありながら脅威度が低い個体が発見された場合「クリサリス」という分類コードが使用される。また、確認済みの個体でも不確定要素がある場合には名称に「ボギー」を付ける。
小型ヴァイス
アルテミー
ケルト十字型の小型ヴァイス。球状のシールドを展開して、こちらの攻撃を大きく低減、5way弾とホーミングレーザー2本を同時に発射する。
エルフラ
エフィラクラゲ型の小型ヴァイス。扇風機のような体を回転させたあと誘導光弾を撃ってくる。
エルフラ特異型
エルフラの特異型。小刻みに動きながら通常エルフラを召喚する。
オクパド
タコ型の小型ヴァイス。小さく揺れたあと麻痺弾を撃つ。
オクパド特異型
オクパドの特異機。ゆっくりと迫る巨大な麻痺付き誘導光弾を撃った後、機銃を発射してくる。
キエヌス
円錐型の小型ヴァイス。ラモラと呼ばれる高速で移動、自爆するヴァイスを5体召喚できる。ラモラの行動開始に合わせて機銃を掃射する。
クリオス
T字形の小型ヴァイス。
クリオス特異型
クリオスの特異型。出現から間を置いたあと、ジャミングを行い通常型のクリオス4体～7体を前面に召喚する。
タラクサ
球根型の小型ヴァイス。出現後しばらくすると低速で接近してきて自爆する。
タラクサ特異型
タラクサの特異型。通常タラクサを召喚できる。
サイクド
タマネギのような形状で4方に砲台を備えた小型ヴァイス。
サイクド特異型
サイクドの特異型。三方向にレーザーサイトを照射しながらチャージ、完了するとビーム砲を撃ちながらゆっくりと回転する。
ゾエア
ルイカにツノを付けたような小型ヴァイス。ルイカなどと同様群で出現する。
タキプリ型
固定砲台のような小型ヴァイス。
タキプリ特異型
タキプリの特異型。
ハコプリ
タキプリに類似した小型ヴァイス。
タテプリ
タキプリに類似した小型ヴァイス。アクトレスを発見すると正面には砲撃、周囲にはホーミングレーザーを展開する。
ピナリア
水平方向に回転する六角形型の小型ヴァイス。
ピナリア特異型
ピナリアの特異型。Vの字を描くように飛び回る。出現直後からチャージを開始する。
フォアトロ
三角錐型の小型ヴァイス。攻撃的で素早く、急加速と急停止で三角を描きながら飛ぶ。
ブラナイル
巻貝のような形の小型ヴァイス。ロケットのように飛び回り、たまに直進弾を放つ。
プルテス
飛行機のような形の小型ヴァイス。戦闘機のようにまっすぐ突っ込んできてすれ違いざまに直進弾での3連射を放ってくる。
プルテス特異型
プルテスの特異型。
ミニサーペント
小型のサーペント。通常のサーペントとはサイズのほかに頭部や羽など細部が異なる。
ミニサーペント(亜種)
ミニサーペントに類似した小型ヴァイス。ミニサーペントとは頭部の形状が異なる。
メテフラ
メテフィラクラゲ型の小型ヴァイス。高速で飛来してその身で攻撃する。
メテフラ特異型
メテフラの特異型。純粋に威力が向上している。
ラナイラ
砲台のような小型ヴァイス。スナイパーギアのようなビームを撃つ。
ルイカ
イルカの様な形の小型ヴァイス。
ルイカ特異型
ルイカの特異型。通常ルイカより大きい。沢山の通常ルイカをで召喚し続ける。
大型ヴァイス
サーペント級サーペント
推定全長8.1～12.7m。推定重量12480～18240kg
大型ヴァイスに属し、その中では最も目撃、交戦情報が多くまた個体差も激しい。微誘導性のビームを照射する体節が連なる蛇のような外見でこの体節が増えれば増えるほど強大になる。
ポイゾネル モス級ポイゾネル モス
推定全長3.7m。推定重量6900kg
蛾のような外見をもつ大型ヴァイス。誘導弾の連射やエネルギー弾を回転しながら発射、さらにはジャミングを行い移動するなど、加純に非常に嫌らしい攻撃を繰り返すのが特徴と言わしめている。
またポイゾネル モス特異型と呼ばれる通常型より各属性に特化したポイゾネルモスも存在する。通常型よりも攻撃が多い。
レントラー級レントラー
推定全長7.4m。推定重量19600kg
左右に刃を装備した大型ヴァイス。麻痺状態を引き起こす攻撃を行う。
セルケト級セルケト
推定全高6.8m。推定重量59000kg
蠍のような外見をもつ大型ヴァイス。テイルと呼ばれる棘尾を装備しており先端からのレーザー攻撃や、これ自体を振り回すなど多彩な攻撃を行う。またワスプという本体とは独立して自立攻撃を行う小型の随伴機を射出することがある。
リムルインバス級リムルインバス
推定全高7.2m。推定重量20400kg
カブトガニに似た大型ヴァイス。前方に堅牢な装甲を持ち非常に高い防御力を有する。また前方にはカウンターバリアという防護障壁を張ることが可能。これはビームなど実体を持たないエネルギー系の攻撃を吸収し、カウンタビームを放つ性質を持つ。よってリムルインバスとの戦闘時は背後からの攻撃が推奨されている。バインドウェーブと呼ばれる捕獲攻撃を行いアクトレスの動きを封じた上で攻撃を行うことがある。
ケルベロス級ケルベロス
推定全高7.3m。推定重量19900kg
獣型のビーストモードと人型のハデスモードの2つに形態変化が可能な大型ヴァイス。ほかの大型ヴァイスと比べ大きな弱点がないことが大きな特徴と言われる。
ファルコン
鳥型の大型ヴァイス。高速移動と遠距離攻撃が特徴。
オベリスク
巨大な柱型ヴァイス。上下二分割された構造でその中に弱点部位が格納されている。リング状のパーツに砲台が設置されており、それらがすべて破壊されると再生するまで弱点部位が露出する。戦闘中にはほとんど移動しない。
キュクロプス
土偶のような見た目の大型ヴァイス。自らの一部が分離し多方向から攻撃するオールレンジ攻撃が特徴。
キュクロプス・クリサリス
白いキュクロプス。
ウェルウィッチア
複数枚のシールドを持つ大型ヴァイス。
ウェルウィッチア・ボギー
ウェルウィッチアがまだ未確認だったときの名称。ただ個体としてはウェルウィッチアとも多少異なる模様。次元をゆがめる性質があると推測されたが詳細は不明。
キャリアタートル
亀に似た大型ヴァイス。
ケプリ
小惑星群をまとう大型ヴァイス。
ネペンテス
ウツボカズラに似た大型ヴァイス。周辺にワスプと呼ばれる浮遊砲台を召喚する。
バンブラ
食虫植物に似た大型ヴァイス。3つの部位で構成されており合体、分離を繰り返す。
ヒュドラ級
ヘッドが複数存在する大型ヴァイス。
ヒュドラ・クリサリス
ヒュドラの幼体と思われる個体。詳細は不明。
リコサアラゴキ
蜘蛛型の大型ヴァイス。フィールドに蜘蛛の巣に似た拘束網を展開する。
ガーデン
花の形を模した大型ヴァイス。本体の周りに「シールドスプラウト」と呼ばれる端末を複数所持しており、これを破壊しない限り展開されたシールドにより本体への攻撃が不可能。東京シャードにおける交戦記録は多くない。

### ヴァイスの関連用語
ジャミング
特定のヴァイスが瞬間移動時に発生させる現象。一時的にアクトレスからの補足を逃れることができる。また撃破された際にもジャミングは行われるがそれは取得したデータをどこかへ送信しているのをカモフラージュしているのではないかと推測されている。
ミーディアム
ヴァイスの巣。微生物の培養や生育の様相を指して培地(ミーディアム)と称する。見た目は水銀のような銀色の不定形物でその中でヴァイスが生産されている模様。その生まれる過程から、単なる機械ではなく生命体とも定義できる要因となっている。ミーディアム攻略に参加した成子坂チーム、元叢雲チーム、アマルテア女学院チームの面々はその異質な姿に恐怖や嫌悪感を抱いていたが、夜露だけは綺麗と表現したうえ、夜露の攻撃しか通用しないなど彼女の異質さが際立つエピソードとなった。第5章冒頭にて、東京(日系)以外のシャードでは、ヴァイスを生産し続けるという性質上「脅威」というよりは「資源」としての見方が強かったために、勝手に破壊を決行したAEGiS東京に対して何らかの制裁を加えようという動きがあった。しかし、霧島良馬の機転により一旦は収束する。

## 制作
企画
2010年にコナミデジタルエンタテインメントより発売されたPlayStation Portable専用ゲームソフト「武装神姫BATTLE MASTERS」。その開発を担当したピラミッドを通じ、個人的に親交のあったピラミッド代表取締役である柏木准一と、同じく武装神姫シリーズにてキャラクター及びメカニックデザイナーをしていた島田フミカネ、海老川兼武、柳瀬敬之らで何かまた一つゲームを作ろうという話が出たことがきっかけとなり開発がスタートした。
2017年7月25日にジャンルを「武装カスタマイズアクションゲーム」として正式に発表。その際既にメディアミックスとして株式会社マックスファクトリーのfigmaシリーズから「比良坂夜露」のフィギュア化、そして株式会社コトブキヤよりメガミデバイスシリーズとして「吾妻楓」の商品化が発表された（いずれも双方互換パーツに対応）。
また、これらのメディアミックスのための『アリス・ギア・アイギス』立体商品化プロデューサーには、KONAMIにて発売されていたアクションフィギュア「武装神姫」シリーズにてプロデューサーを担当していた鳥山とりをが就任。
加えて、ダライアスシリーズ（本作開発のピラミッドは「バーストシリーズ」で参加）で知られるタイトーのサウンド開発部門「ZUNTATA」がゲームサウンドを担当すると発表された。
2017年7月30日にはワンダーフェスティバル2017[夏]にてメガミデバイス「吾妻楓」の試作原型の展示が行われた。同様に9月に行われた第57回 全日本模型ホビーショーでもメガミデバイスの展示及び、figmaの商品化決定告知が行われた。
2017年11月9日に公式サイトのリニューアルが行われ、続いて2018年1月9日に1月22日にリリースすることが発表。
運営
2018年1月22日に予告どおりリリースされ以来、サービスを継続している。
2018年5月にはコトブキヤのプラモデルシリーズである「フレームアームズ・ガール」とのコラボレーションが発表され、後にゲーム内でTVアニメ「フレームアームズ・ガール」のキャラクター「轟雷」「スティレット」「バーゼラルド」が実装された。
2018年11月にはプラモデルとしてもコラボ中である「メガミデバイス」とコラボレーションし、「メガミデバイス」のキャラクター「SOLラプター」「ストライクラプター」が実装された（後に、ゲーム中で登場したストライクラプターが実際に発売された）。
2018年12月から2019年1月にかけてメディアミックス作品「ストライクウィッチーズ」とのコラボが行われ、「ストライクウィッチーズ」のキャラクター「宮藤芳佳」「リネット・ビショップ」「ゲルトルート・バルクホルン」「エーリカ・ハルトマン」が実装された。
2019年5月からグラフトアートショップにてグッズが販売されている。当初は期間限定の予定であったが後に継続して販売されることになった。
2019年6月にはDMMゲームよりパソコン版の配信がスタートし、以来サービスを継続している。
以前コラボしたコトブキヤのTVアニメフレームアームズ・ガールの劇場版公開を記念して再コラボが実施された。新規プレイアブルキャラとしてフレズヴェルクが実装された。
2019年8月にはゲーム「バトルガール ハイスクール」の配信終了を機に同ゲームとコラボレーションし「バトルガール ハイスクール」のキャラクター「星月 みき」「常磐 くるみ」「千導院 サドネ」「綿木 ミシェル」が実装された。
2020年1月には配信開始2周年を記念して秋葉原、日本橋(大阪)のコトブキヤショップにてイベント「アリス・ギア・アイギス 2周年記念 コトブキヤコラボイベント in KOTOBUKIYA」が開催された。キャラクターの等身大パネルや試作商品の展示、限定品の販売などが行われた。
2020年3月から新生PC版であるDMMゲームよりクライアント版の配信がスタートした。クライアント版ではゲームパッドやタッチパネル式タブレットPCが使用可能になった。同月、ゲーム「デッド オア アライブ エクストリーム ヴィーナス バケーション(DOAXVV)」とのコラボが実施され「DOAXVV」のキャラクター「かすみ」「マリー・ローズ」が実装された。
2020年4月には2019年末に発生した新型コロナウイルスの世界的流行により一部運営計画の延期や変更がなされた。当ゲームは過去イベントの復刻が稀であったが、事態に伴いアンケートで上位にランクインしたイベント「松茸より愛をこめて」が復刻配信された。
2021年1月には配信開始3周年を記念して秋葉原、日本橋(大阪)のコトブキヤショップにてイベント「アリス・ギア・アイギス 3周年記念 コトブキヤコラボイベント in KOTOBUKIYA」が開催された。キャラクターの等身大パネルが展示、限定品の販売などが行われた。当初、試作品の展示なども企画されていたが新型コロナウイルスの流行を鑑みて中止された。

## 海外版
機戰少女Alice
2019年1月23日から台湾・香港・マカオにおいて、So-net台湾から配信された繁体字版。題名は「機戰少女Alice」。
2021年1月22日をもってサービスを終了した。
机甲爱丽丝
2021年4月22日から中国本土においてbilibiliから配信された簡体字版。題名は「机甲爱丽丝」。2022年4月21日をもってサービスを終了した。

## スタッフ
- 開発ディレクター - 柏木准一
- 運営ディレクター - 加賀純
- 立体造形プロデューサー - 鳥山とりを
- キャラクターデザイン・キャラクターデザイン監修・メカニックデザイン - 島田フミカネ
- キャラクターデザイン・メカニックデザイン - 海老川兼武、柳瀬敬之、ピラミッド、かこいかずひこ、フジロウ、じじ
- PGマネージャー - 池田隼人
- 企画部部長/バトルディレクター - 牟田貞治
- シナリオ - 岩片烈(メインストーリー担当)、平松正樹(イベント担当)
- 企画・キャラソン担当 - 多田宗寛
- 音楽 - ZUNTATA
- 開発・運営 - Pyramid,Inc.
- パブリッシャー - COLOPL,Inc.

## 音楽

### 主題歌
オープニングテーマ「Over The Future」
歌 - 比良坂夜露（沼倉愛美）、兼志谷シタラ（内田真礼）、百科文嘉（石川由依）
「Over The Future -Dramatic-」
歌 - 比良坂夜露（沼倉愛美）、吾妻楓（安済知佳）

### キャラクターソング
「恋する乙女は無敵なの」
歌 - 谷口夢奈
下落合桃歌が劇中で歌っている歌。
「桃歌の模型♡チュートリアル」
歌 - 谷口夢奈
下落合桃歌が劇中で歌っている歌。ツノハズカメラの模型コーナーでテーマ曲として使用されたとされている。
「バーベナを抱きしめて」
歌 - 小澤亜李、大空直美、高野麻里佳
一条、愛花、小芦で結成したアイドルグループ「バーベナ」がライブで歌った歌。
「星空のレゾリューション」
歌 - 小澤亜李、大空直美、高野麻里佳
一条、愛花、小芦で結成したアイドルグループ「バーベナ」がライブで歌った歌。
「Universal Whisper」
歌 - 田澤茉純
宇佐元杏奈が歌った歌。
Orbit of the Moment
歌 - 田澤茉純
宇佐元杏奈が歌った歌。

## 関連レコード盤
発売元：フロンティアワークス
| タイトル                                             | 発売日         | キャラクター |
| ---------------------------------------------------- | -------------- | ------------ |
| ドラマレコード「時代劇だよ! アリス・ギア・アイギス」 | 2021年12月22日 |              |

## 関連CD
発売元：フロンティアワークス
| タイトル                                                        | 発売日        | キャラクター |
| --------------------------------------------------------------- | ------------- | ------------ |
| ドラマCD「アリス・ギア・アイギス ～水着にまつわるエトセトラ～」 | 2022年4月27日 |              |

発売元：株式会社タイトー
| タイトル                                                | 発売日         | 奏者    |
| ------------------------------------------------------- | -------------- | ------- |
| アリス・ギア・アイギス オリジナルサウンドトラック       | 2018年9月25日  | ZUNTATA |
| アリス・ギア・アイギス オリジナルサウンドトラック Vol.2 | 2019年10月25日 | ZUNTATA |
| アリス・ギア・アイギス オリジナルサウンドトラック Vol.3 | 2020年9月23日  | ZUNTATA |
| アリス・ギア・アイギス オリジナルサウンドトラック Vol.4 | 2021年7月15日  | ZUNTATA |
| アリス・ギア・アイギス オリジナルサウンドトラック Vol.5 | 2022年3月16日  | ZUNTATA |

発売元：株式会社ピラミッド
| タイトル                      | 発売日         | キャラクター                           |
| ----------------------------- | -------------- | -------------------------------------- |
| 恋する乙女は無敵なの LOVE YOU | 2019年8月9日   | 下落合桃歌                             |
| バーベナを抱きしめて          | 2019年12月28日 | バーベナ(一条綾香・相河愛花・小芦睦海) |
| Universal Whisper             | 2021年12月30日 | 宇佐元杏奈                             |

## 外伝

### 朧月のレゴリス
えらんと著
「アリスギア マガジン」Vol.4からvol.37まで連載された漫画作品。
アクトレス事業者の一つ「ムラクモ町田」に配属された新人アクトレス四月朔日水羽を主人公に話が展開される。
【登場人物】
四月朔日 水羽 (わたぬき みずは)
誕生日は7月2日。15歳。血液型はA型。身長142cm。
本外伝の主人公。アクトレスに憧れ叢雲工業に入社した新人アクトレス。手違いで本社勤務ではなく町田事業所に配属されたことに落胆するも一人前のアクトレスになるために奮闘する。裏表がなく、また感受性が高いため感情がすぐに顔に表れる。実証試験段階の試作SPスキルを割り当てられた。
長宗 宵月 (ながむね よづき)
誕生日は8月4日。13歳。血液型はB型。身長148cm。
叢雲工業町田事業所に所属するアクトレス。何事も恐れずに率直に意見を言う性格。相手が年上でも酷評する姿が見受けられた。
月守 晴花 (つくもり はるか)
誕生日は10月21日。22歳。血液型はA型。身長161cm。
叢雲工業町田事業所に所属するアクトレス。面倒見がよく落ち着いた性格。就職活動中。
若菜 かな枝 (わかな かなえ)
誕生日は4月5日。28歳。血液型はA型。身長160cm。
叢雲工業町田事業所の事務員兼作戦責任者。
鍵谷 夏綺 (かぎや なつき)
誕生日は2月25日。24歳。血液型はO型。身長153cm。
叢雲工業町田事業所に所属するエンジニア。面倒くさがりな性格だが、会社のドレスハンガーを魔改造したりしている。
野北 市蔵 (のきた いちぞう)
50歳。
叢雲工業町田事業所所長の男性。
桜ヶ丘 美園 (さくらがおか みその)
誕生日は3月29日。14歳。血液型はB型。身長155cm。
オフィス・トゥインクルに所属するアクトレス。強気な性格で長宗のライバルを自称している。

### 霞ヶ浦のサンセット
読者投票によってシナリオが変化する読者参加型の小説作品。
キャラクターデザインは垂狼。
【登場人物】
稲葉 優陽（いなば ゆうひ）
本外伝の主人公。行方市立霞ヶ浦の裏中学校映画研究部の副部長。朗らかな少女で全く緊張せず自然に演技できるという天才肌。一人っ子ではあるが、隣に住んでいる二歳下の真島みちると姉妹のように育った。子供の頃からアクトレスに強い憧れを抱きアクトレスを題材とした映画を作りたいと思っている。ポリシーは「やってみなくちゃわからない！」
草野 澪音（くさの みおん）
映画研究部の部長。強気に見られがちだが、内面は脆い部分もある。成績は良い方だが、ポンコツ気味と言われてしまう。
櫻井 調（さくらい しらべ）
映画研究部の音響担当。大人びた性格と雰囲気の持ち主で成績は学年トップ。一見クールで近づきがたい雰囲気もあるが、仲間思いで根は優しい性格。部内で特別な役職はないが実質的なまとめ役でもあり、裏部長として顧問や部員達から頼られている。子供の頃からピアノを習っていたことから部内では音響を務める。
草野 泰介
映画研究部の部員。澪音の弟。姉に対しよく生意気な態度をとったりと口論が絶えず部の名物となっている。綺麗なエフェクトを作成する奥井を尊敬している。
奥井 正
映画研究部の大道具兼小道具係。唯一の三年生男子部員。パソコンについても知識を持ちCGエフェクトも作成する。
真島 みちる
映画研究部の今年の新入部員。優陽の隣に住んでいる一年生。
伊藤 菜澄那
映画研究部の顧問。

## 漫画・小説

### 漫画
朧月のレゴリス
隊長さんとアクトレスっす
新久保だいすけ著
「アリスギア マガジン」Vol.1から継続して連載されている4コマ漫画。3～4等身にデフォルメされたキャラによるストーリーやイベントを元にしたギャグコメディ。
幕間のアクトレス
加藤拓弐著
「アリスギア マガジン」Vol.7からvol.17まで連載された漫画作品。アクトレス達の日常の一部を切り抜いた短編集。
鎖魂スタビライザー
乾ぬい著
「アリスギア マガジン」Vol.14からVol.15まで前後編で連載された漫画作品。
【登場人物】
七房 紬美 (ななぶさ つぐみ)
本作の主人公の一人。聖アマルテア女学院に通い、年度においてただ1人のアクトレス特待生。小学生のころから農作業の手伝いにギアを使っていたことからギアの実技は高い成績を有する。しかし在学中にエミッション値が減少しだしギアの駆動に支障が生じ始める。その後はアクトレスを諦め歯科助手となる。結婚し妊娠。産まれる子どもには直美と書いて「すぐみ」と命名する予定であることを語った。
末継 直枝 (すえつぐ なおえ)
本作の主人公の一人。聖アマルテア女学院の書記。紬美と出会ったことで漠然と考えた将来を見つめなおしアクトレス一人ひとりと向き合う仕事を目指しトレーナーやマネジメントの勉強を始め、大学に進学した。
円環のトーテンタンツ
ひよりり著
「アリスギア マガジン」vol.22から連載された漫画作品。
トーキョー警備 ロングテールメソッド
乾ぬい著
「アリスギア マガジン」vol.22から連載された漫画作品。
Expansion Plus
コメヤ（ストーリー）／マルヤマ（作画）著
「ヤングエースUP」2023年5月30日から2025年6月3日まで連載された漫画作品。アニメ『アリス・ギア・アイギス Expansion』のスピンオフ。

### 小説
霞ヶ浦のサンセット
星が集うとき
岩片烈著(第1話、第3話)、朝日文左著(第2話)、飯沼俊規挿絵
「アリスギア マガジン」Vol.1からVol.3まで連載された短編小説作品。
チーム「トライステラ☆」が結成される前、シタラ、ジニー、舞の3人が出会った時のことを描いたオリジナルショートストーリー。
Save Your Breath　東京不干渉ーそして最強へー
朝日文左著、ピナケス挿絵
「アリスギア マガジン」Vol.4からvol.6まで連載された短編小説作品。
東京最強と称されるアクトレス鳳加純。彼女の高校生時代を描いたオリジナルショートストーリー。

## 関連書籍
| タイトル                                        | 発売日         | ISBN              |
| 商業漫画                                        | 商業漫画       | 商業漫画          |
| ----------------------------------------------- | -------------- | ----------------- |
| アリス・ギア・アイギス 公式アンソロジーコミック | 2019年3月5日   | 978-4-8021-3143-8 |
| 朧月のレゴリス アリス・ギア・アイギス外伝01     | 2021年2月10日  | 978-4-8021-3227-5 |
| 朧月のレゴリス アリス・ギア・アイギス外伝02     | 2021年7月14日  | 978-4-8021-3262-6 |
| 朧月のレゴリス アリス・ギア・アイギス外伝03     | 2022年3月14日  | 978-4-8021-3313-5 |
| 朧月のレゴリス アリス・ギア・アイギス外伝04     | 2022年11月16日 | 978-4-8021-3364-7 |
| 朧月のレゴリス アリス・ギア・アイギス外伝05     | 2023年6月20日  | 978-4-8021-3403-3 |
| 幕間のアクトレス アリス・ギア・アイギス         | 2021年8月12日  | 978-4-8021-3272-5 |
| 隊長さんとアクトレスっす 01                     | 2021年10月14日 | 978-4-8021-3287-9 |
| 隊長さんとアクトレスっす 02                     | 2024年2月20日  | 978-4-8021-3447-7 |
| 円環のトーテンタンツ アリス・ギア・アイギス01   | 2022年7月13日  | 978-4-8021-3337-1 |
| 円環のトーテンタンツ アリス・ギア・アイギス02   | 2023年12月11日 | 978-4-8021-3436-1 |
| アリス・ギア・アイギス Expansion Plus           | 2025年7月4日   | 978-4-0411-4336-0 |
| 商業小説                                        |                |                   |
| アリス・ギア・アイギス Actress Ep               | 2021年6月14日  | 978-4-8021-3256-5 |
| 資料集・画集                                    |                |                   |
| アリス・ギア・アイギス 公式設定画集             | 2019年1月22日  | 978-4-04-912196-4 |
| アリス・ギア・アイギス 公式設定資料集           | 2020年3月21日  | 978-4-04-912723-2 |

デジタル配信
『アリスギア マガジン』は公式サイトにて無料配信されていたが、Vol.35と36以外の全巻は2024年12月1日をもってBOOK☆WALKERにて有料配信に変更。ただし、変更後もVol.35と36は公式サイト上の特典プレゼントコードが付与されていることから、公式サイトにて無料配信が継続されている。また、Vol.15までは紙書籍版も発売された。
新たに『アリスギアマガジン＋』が公式サイトにて無料配信されている。
| アリスギア マガジン Vol.1   | 2019年12月20日 |
| アリスギア マガジン Vol.2   | 2020年1月28日  |
| アリスギア マガジン Vol.3   | 2020年2月28日  |
| アリスギア マガジン Vol.4   | 2020年3月27日  |
| アリスギア マガジン Vol.5   | 2020年4月24日  |
| アリスギア マガジン Vol.6   | 2020年6月1日   |
| アリスギア マガジン Vol.7   | 2020年6月26日  |
| アリスギア マガジン Vol.8   | 2020年7月31日  |
| アリスギア マガジン Vol.9   | 2020年8月31日  |
| アリスギア マガジン Vol.10  | 2020年9月30日  |
| アリスギア マガジン Vol.11  | 2020年10月30日 |
| アリスギア マガジン Vol.12  | 2020年11月27日 |
| アリスギア マガジン Vol.13  | 2020年12月25日 |
| アリスギア マガジン Vol.14  | 2021年1月22日  |
| アリスギア マガジン Vol.15  | 2021年2月19日  |
| アリスギア マガジン Vol.16  | 2021年3月20日  |
| アリスギア マガジン Vol.17  | 2021年4月16日  |
| アリスギア マガジン Vol.18  | 2021年5月19日  |
| アリスギア マガジン Vol.19  | 2021年6月18日  |
| アリスギア マガジン Vol.20  | 2021年7月16日  |
| アリスギア マガジン Vol.21  | 2021年8月16日  |
| アリスギア マガジン Vol.22  | 2021年9月10日  |
| アリスギア マガジン Vol.23  | 2021年10月18日 |
| アリスギア マガジン Vol.24  | 2021年11月19日 |
| アリスギア マガジン Vol.25  | 2021年12月20日 |
| アリスギア マガジン Vol.26  | 2022年1月24日  |
| アリスギア マガジン Vol.27  | 2022年2月18日  |
| アリスギア マガジン Vol.28  | 2022年3月18日  |
| アリスギア マガジン Vol.29  | 2022年4月18日  |
| アリスギア マガジン Vol.30  | 2022年5月19日  |
| アリスギア マガジン Vol.31  | 2022年6月20日  |
| アリスギア マガジン Vol.32  | 2022年7月19日  |
| アリスギア マガジン Vol.33  | 2022年8月18日  |
| アリスギア マガジン Vol.34  | 2022年9月20日  |
| アリスギア マガジン Vol.35  | 2022年10月18日 |
| アリスギア マガジン Vol.36  | 2022年11月18日 |
| アリスギア マガジン Vol.37  | 2022年12月19日 |
| アリスギア マガジン Vol.38  | 2023年1月23日  |
| アリスギア マガジン Vol.39  | 2023年2月20日  |
| アリスギア マガジン Vol.40  | 2023年3月22日  |
| アリスギア マガジン Vol.41  | 2023年4月18日  |
| アリスギア マガジン Vol.42  | 2023年5月18日  |
| アリスギア マガジン Vol.43  | 2023年6月20日  |
| アリスギア マガジン Vol.44  | 2023年7月21日  |
| アリスギア マガジン Vol.45  | 2023年8月22日  |
| アリスギア マガジン Vol.46  | 2023年9月20日  |
| アリスギア マガジン Vol.47  | 2023年10月18日 |
| アリスギア マガジン Vol.48  | 2023年11月20日 |
| アリスギア マガジン Vol.49  | 2023年12月20日 |
| アリスギア マガジン Vol.50  | 2024年1月22日  |
| アリスギア マガジン＋ Vol.1 | 2024年3月19日  |
| アリスギア マガジン＋ Vol.2 | 2024年5月22日  |
| アリスギア マガジン＋ Vol.3 | 2024年7月23日  |
| アリスギア マガジン＋ Vol.4 | 2024年9月20日  |
| アリスギア マガジン＋ Vol.5 | 2024年11月25日 |
| アリスギア マガジン＋ Vol.6 | 2025年1月23日  |
| アリスギア マガジン＋ Vol.7 | 2025年3月21日  |
| アリスギア マガジン＋ Vol.8 | 2025年5月23日  |

同人誌
- ピラミッド公式薄い本

コミックマーケットおよびその事後通販(C95を除く)で販売された株式会社ピラミッドによる資料集。簡単な設定やTwitterに掲載された漫画等を収録した。
- 早秋の自由帳

本作の主要クリエイターである島田フミカネ、海老川兼武、柳瀬敬之共著による同人誌作品。コミックマーケットで頒布された。
非公式という形ではあるがオリジナルで描いた新規イラストや仕事で描いたラフスケッチ、そのラフを考案したときの心境などをまとめている。

## スペシャルコンテンツ

### WEBラジオ
【アリスギア】2周年記念生放送
2020年1月28日にアリスギアの2周年を記念してYouTube上で「COLOPL CHANNEL」がライブ配信した番組。ゲストに谷口夢奈(下落合桃歌役)、田澤茉純(宇佐元杏奈役)、深田愛衣(大関小結役)が出演した。番組中、谷口夢奈がクリップボードにツナマヨと記載する際、誤記で「ツナマE」と書いたことが好評を博しゲーム内で使用できる称号がツナマEになった。
【アリスギア】3周年記念生放送
第1回
2021年1月20日にアリスギアの3周年を記念してYouTube上で「COLOPL CHANNEL」がライブ配信した番組。ゲストに谷口夢奈(下落合桃歌役)、沼倉愛美(比良坂夜露、山野薫子役)、都月彩楓(伊戸倉音緒役)が出演した。
第2回
2021年1月31日にアリスギアの3周年を記念してYouTube上で「COLOPL CHANNEL」がライブ配信した番組。ゲストに声優側から、都月彩楓(伊戸倉音緒役)、田澤茉純(宇佐元杏奈役)、森永千才(神宮寺真理、萬場盟華役)、本作のBGMを担当しているチームZUNTATAから石川勝久、MASAKIが出演した。
アリスギア渋谷放送局
柏木准一(運営ディレクター)と加賀純(開発ディレクター)が出演し、開発現場から生の情報を公開するプチ情報番組。略称は「ありほー」。YouTube上で「COLOPL CHANNEL」からライブ配信された。
第1回
2021年4月30日配信。リードアウトゲームプランナーをゲストに開発背景の談話や新商品情報、フォトコンテストの総評などが行われた。
アリスギア×バトガコラボ特別版「なでラジ」生放送
第1回
2019年8月20日にアリスギアとバトルガール ハイスクールのコラボを記念してYouTube上で「COLOPL CHANNEL」がライブ配信した番組。過去に配信されていた「なでラジ」にアリスギア側の声優として谷口夢奈(下落合桃歌役)がゲスト出演する形がとられた。
第2回
2019年9月27日にアリスギアとバトルガール ハイスクールのコラボを記念してYouTube上で「COLOPL CHANNEL」がライブ配信した番組の2回目。前回と同様に過去に配信されていた「なでラジ」にアリスギア側の声優として大空直美(相河愛花役)がゲスト出演する形がとられた。
第3回
2020年8月24日にアリスギアとバトルガール ハイスクールのコラボを記念してYouTube上で「COLOPL CHANNEL」がライブ配信した番組の3回目。前回と同様に過去に配信されていた「なでラジ」にアリスギア側の声優として大空直美(相河愛花役)、田澤茉純(宇佐元杏奈役)がゲスト出演する形がとられた。
【DOAXVV】第12回公式生放送（大空直美、大西沙織出演）
2020年3月24日にYouTube上で「コーエーテクモChannel」がライブ配信したデッド オア アライブ エクストリーム ヴィーナス バケーションの番組。アリスギアとのコラボを控えていたことから双方のゲームでキャラクターを兼任する大空直美(相河愛花/カンナ役)と大西沙織(バージニア/たまき役)が出演。両ゲームの紹介やコラボ情報を発信した。なお動画背景はアリスギアのものが使用された。
『アリス・ギア・アイギス』×『プロジェクト東京ドールズ』コラボ直前生放送
2020年11月26日にアリスギアとプロジェクト東京ドールズのコラボを記念してYouTube上で「COLOPL CHANNEL」がライブ配信した番組。双方のゲームでキャラクターを兼任する明坂聡美(安藤陽子/斑目セツナ役)が司会を務め、アリスギアから沼倉愛美(比良坂夜露、山野薫子役)、石川由依(百科文嘉役)、田澤茉純(宇佐元杏奈役)、プロジェクト東京ドールズから竹達彩奈(アヤ役)が出演。またゲストとして両ゲームでキャラクターを兼任する内田真礼(兼志谷シタラ、ミア/ユキ役)からメッセージが届けられ、両ゲームの紹介やコラボ情報を発信した。
『ストライクウィッチーズ』×『アリス・ギア・アイギス』コラボ記念生放送
2021年8月25日にアリスギアとストライクウィッチーズの再コラボを記念してYouTube上で「COLOPL CHANNEL」がライブ配信した番組。双方のゲームでキャラクターを兼任する都月彩楓(伊戸倉音緒/エレオノール・ジョヴァンナ・ガション役) が司会を務め、ストライクウィッチーズから福圓美里(宮藤芳佳役)、世戸さおり(坂本美緒役)が出演。両作品の紹介やコラボ情報を発信した。

### 動画配信
あんなチャンネル
2018年7月5日からYouTube上で「あんなチャンネル / Anna Channel」が配信した1本10分程度の動画。宇佐元杏奈(cv田澤茉純)がYouTuberとしてゲームのレビューや歌のカバー等を行った。
「あんなチャンネル」コラボ特別版 -ヤマダ出張編-
アリスギアとプロジェクト東京ドールズのコラボを記念したあんなチャンネルの特別版。
【あんなチャンネルコラボ編】プロ野球バーサスとアリス・ギア・アイギスがコラボです！
アリスギアとプロ野球バーサスのコラボを記念したあんなチャンネルの特別版。

## 派生ゲームタイトル
2022年9月8日にMAGES.を発売元として、PlayStation 4/PlayStation 5/Nintendo Switch版『アリス・ギア・アイギスCS  〜コンチェルト オブ シミュラトリックス〜（Concerto of Simulatrix）』が発売。
対人チームバトル（最大3人1チーム形式）となっており、パッドデバイスを前提とした3Dアクション要素や、2チーム対戦および最大6人同時（キャラ単体）のマルチプレイ要素が追加されている。アプリ版メインストーリーの3章および4章までに登場したキャラクターが中心となるパラレルストーリーとなっており、CS版の共通ストーリーとして模擬戦闘シミュレーションシステム『CS』を使用した実証実験兼プレトーナメントに参加する。
システムに関して、上昇や下降の移動やステップに追加派生ステップが実装され、全キャラクター共通でガードが可能になり交代で回復できる仮のダメージで相手の攻撃を受け止めることが可能になった。ショットは残弾制となり時間で回復する他、ブースト射撃の代わりにステップ射撃が実装。クロス攻撃は実行時に前、後ろ、横で派生攻撃が可能。スキルも同様に時間で回復するゲージ制となり、トップススキルはチャージ攻撃が可能となる。チーム共用のSPゲージを使用することで、アシスト攻撃（チームメンバー残存時）、クロス強化攻撃、キャラ固有のSPスキルが行える。

## アニメ

### OVA
『アリス・ギア・アイギス 〜ドキッ！アクトレスだらけのマーメイドグランプリ♡〜』のタイトルで2021年9月15日よりメガハウス、コトブキヤ、マックスファクトリーの3社が発売するコラボ商品の特典として展開され、各商品にそれぞれ付属されるQRコードを読み取ることで視聴が可能である。配信元は360Channel。その後、テレビアニメ（EX）の放送を受けて、他のインターネット配信サイトでの公開やテレビ放送が先んじて行われた。
制作された3つのバージョンは共通本編後のシーンとエンディングのカットが異なる。また、360channel配信版ではアキ作戦のシーンを描いた映像特典が付与されている。

#### スタッフ（OVA）
- 監督 - 花井宏和[18]
- キャラクターデザイン - 岡野力也[18]
- 原作 - ピラミッド[18]
- キャラクターデザイン・メカニックデザイン原案 - 島田フミカネ、海老川兼武、柳瀬敬之[18]
- 脚本 - 大久保昌弘[18]、花井宏和
- アニメーション制作 - ノーマッド[18]
- 音楽 - ZUNTATA[18]
- 製作・著作 - 成子坂製作所[18]

#### 主題歌（OVA）
「ココロふわり」
比良坂夜露（沼倉愛美）、兼志谷シタラ（内田真礼）、百科文嘉（石川由依）によるエンディングテーマ。作詞は石川ゆう＆りと、作曲・編曲は石川ゆう。
「愛じゃなくちゃ」
下落合桃歌（谷口夢奈）による挿入歌。作詞・作曲・編曲はRaizo.W。

#### 各話リスト（OVA）
| サブタイトル | 監督     | 絵コンテ | 演出     | 作画監督                            | 総作画監督 | 配信開始日     |
| ------------ | -------- | -------- | -------- | ----------------------------------- | ---------- | -------------- |
| 本編         | 花井宏和 | 花井宏和 | 花井宏和 | 古賀誠 藤田まり子 代見裕美 高久美弥 | 岡野力也   | 2021年 9月15日 |
| 特別映像     | 花井宏和 |          |          |                                     |            | 2021年 9月15日 |

### テレビアニメ
2022年1月、4周年記念としてテレビアニメ化が発表された。監督は花井宏和、アニメーション制作はノーマッドがOVAから引き続き担当する。『アリス・ギア・アイギス Expansion』のタイトルで、2023年4月から6月までTOKYO MXほかにて放送された。また、dアニメストアおよびDMM TVにて、独占先行公開が実施された。
時間軸としてはアプリ本編ストーリーの激動編で実行されたアキ作戦後となるが、以降の展開はアプリ本編とは異なるパラレルワールド（アプリ版コラボにおいて、各面で根本的な要素が異なる）となる。アニメオリジナルキャラクターである「高幡のどか」が成子坂製作所へ来訪するところから物語が始まる。ゲームにおけるような戦闘シーンは終盤までほぼなく、日常に比重を置いたギャグ寄りのストーリーとなっている。
2023年5月30日から2025年6月3日までヤングエースUPにて、スピンオフ漫画「アリス・ギア・アイギス Expansion Plus」が連載された。
アプリ版では初回放送後から、高幡のどかが仮実装的な扱い（レア1）のコラボ枠で登場。テレビ放送での最終回から2023年6月28日、特別番組の放送・配信とともにアプリにてEX最終回後の流れをくむコラボイベントが実施された。
またEXの放送を機に、これまでYoutubeでの広報活動に関して運営元であるコロプラチャンネルで行われていたが、新たに独立した公式チャンネルを立ち上げている。アニメと連動して、各話公開ごとにアプリの紹介CMやキャラクター紹介コンテンツの公開が行われた。

#### ストーリー（テレビアニメ）
アキ作戦終了後、成子坂製作所への就職を希望する少女・高幡のどかが職場見学に訪れる。のどかは以前から夜露に強く憧れており、彼女の側で働くことを希望していたが、アクトレスとして活動するためのエミッション能力は持ち合わせていなかった。しかし、夜露が考案した特訓を受けた結果、なぜかエミッション能力が開花したため、晴れてアクトレス免許を取得して新人アクトレスとしての一步を踏み出す…はずだったが、ちょうどその日に成子坂製作所はアキ作戦での独断行動をAEGISから咎められ、業務停止命令を受けてしまう。
本社社屋が立ち入り禁止となってしまったため、仮の社屋でヴァイス討伐以外の業務（他のヴァイス討伐業者のギア整備など）を続けることを許された成子坂製作所の面々とのどかは、様々な事件や日常生活を通して絆を深めていく。そんな中、アリスギア開発メーカー・御成屋のエンジニアである辺見江里子が、のどかに着目して接触を図る。辺見は最強のアリスギアを作るために、法律で禁止されている対人戦をも視野に入れた違法な人体実験を繰り返しており、その実験体としてのどかを使おうと考えていたのだった。
辺見の誘いに乗り、成子坂製作所に退職届を出して御成屋に移籍したのどかであったが、与えられた試作型アリスギアの影響で精神を蝕まれ、夜露への憧れや羨望を「恨み・嫉妬」といったマイナスの方向に増幅させられていく。成子坂製作所の面々の力を借りて御成屋の研究施設に突入した夜露は、試作型アリスギアを身に着けたのどかの攻撃に耐えて命がけの説得を行い、彼女の洗脳を解くことに成功する。辺見も違法なアリスギア開発が明るみに出て逮捕され、のどかをめぐる一連の事件は解決した。
その後、成子坂製作所は業務停止を解除されて通常業務に復帰するが、のどかは人体実験の影響でエミッション能力を失い、アクトレス免許も失効してしまった。そのことや事件の責任を取る意味も込めて、のどかは周囲に引き止められつつも正式に退職届を提出し、成子坂製作所を離れて自分を見つめ直す決意をする。夜露を始めとする成子坂製作所の面々は、のどかを仲間として、友人として「行ってらっしゃい」の言葉で見送る。のどかもそれに応えて「行ってきます」と、晴れやかな笑顔で旅立っていくのだった。

#### スタッフ（テレビアニメ）
- 原作・監修 - ピラミッド[19]
- 監督 - 花井宏和[19]
- シリーズ構成 - 杉原研二[19]
- キャラクターデザイン原案・メカニックデザイン原案 - 島田フミカネ、海老川兼武、柳瀬敬之[19]、かこいかずひこ
- キャラクターデザイン - 岡野力也[19]
- メカニックデザイン - 谷裕司
- メインアニメーター - 勝谷遥、平野太朗、清澤唯人
- プロップデザイン・レイアウト監修 - 益田賢治
- 色彩設計 - 三笠修
- 美術監督 - 一色美緒
- 美術設定 - 杉山晋史、植田秀蔵（第12話）
- 3DCGディレクター - 江田恵一
- 撮影監督 - 小川克人
- 編集 - 齋藤朱里
- 音響監督 - 明田川仁
- 音響効果 - 今野康之
- 音楽 - 戸田信子、陣内一真
- 音楽制作 - クマの音楽隊
- 音楽プロデューサー - 田井モトヨシ
- エグゼクティブプロデューサー - 松尾英児、田中翔、松田大洋、木下光正
- プロデューサー - 岩田星人、金丸裕、山岡勇輝、槙本裕紀、丸山創、小野達矢
- アニメーションプロデューサー - 大澤明彦
- アニメーション制作 - ノーマッド[19]
- 製作 - 成子坂製作所

#### 主題歌（テレビアニメ）
「Dash and Go!」
鈴木愛奈によるオープニングテーマ。作詞は畑亜貴、作曲・編曲は菊田大介。
「Just a little bit」
堀内まり菜によるエンディングテーマ。作詞は藤林聖子、作曲は吉木絵里子、編曲は華原大輔と吉木絵里子。
「中野慕情」
下落合桃歌（谷口夢奈）による第6話エンディングテーマ。作詞はSoflan Daichi、作曲・編曲は海津信志。

#### 各話リスト（テレビアニメ）
| 話数   | サブタイトル                                                                       | 脚本       | 絵コンテ | 演出                | 作画監督 | 総作画監督                          | 初放送日      |
| ------ | ---------------------------------------------------------------------------------- | ---------- | -------- | ------------------- | --- | ----------------------------------- | ------------- |
| 第1話  | さらば成子坂製作所！                                                               | 杉原研二   | 花井宏和 | 花井宏和            | 清澤唯人 勝谷遥 古賀誠 岡野力也 | 岡野力也                            | 2023年 4月4日 |
| 第2話  | アクトレスVS整備部！アクトレスカフェへようこそ！                                   | 杉原研二   | 花井宏和 | 鈴木勇真            | アルベルト・キエ 森悦史 輿石暁 兼高里圭 齊藤香織 青野厚司 大野勉 岡野力也                                                           | 藤田まり子 楊烈駿                   | 4月11日       |
| 第3話  | 成子坂の悪夢！忍風来弥外伝！                                                       | 山田靖智   | 山田浩之 | 粂田佳之 黒田晃一郎 | 上赤由香里 清水椋大 谷口繁則 中川実 服部未夢 福田さつき 紫灯珈                                                                      | 岡野力也                            | 4月18日       |
| 第4話  | お祭り騒ぎだヨ！成子坂！（準備編）お祭り騒ぎだヨ！成子坂！（当日編）               | 五本木士郎 | 西森章   | 萩原悠理 山本辰     | rere Cerberus 迫江沙羅 南伸一郎 桜井拓郎 柏木信弘 周婧 岡野力也                                                                     | 藤田まり子                          | 4月25日       |
| 第5話  | 恐怖のハイキング!?戦えヴェイパーヘイズ!?                                           | 杉原研二   | 山田浩之 | 佐藤友一            | 勝谷遥 清澤唯人 | 岡野力也                            | 5月2日        |
| 第6話  | 下落合桃歌殺人事件〜シタラ編〜下落合桃歌殺人事件〜夜露編〜                         | 山田靖智   | 西森章   | 稲田正輝            | 古賀誠 森悦史 代見裕美 三ツ木萌子                                                                                                   | 藤田まり子                          | 5月9日        |
| 第7話  | 夜露様は元ヤン!?整備部の日常！                                                     | 山田靖智   | 鈴木勇真 | 鈴木勇真            | 勝谷遥 アルベルト・キエ 齊藤香織 兼高里圭 黄華 周婧                                                                                 | 岡野力也 古賀誠                     | 5月16日       |
| 第8話  | 不思議の国ののどか成子坂アラカルト                                                 | 杉原研二   | 峯友則   | 峯友則              | 周婧 黄華 古賀誠 アルベルト・キエ                                                                                                   | 藤田まり子                          | 5月23日       |
| 第9話  | リンちゃん探検隊 神秘！幻のサッシーを探せ！MOFU〜恐怖の侵略生物〜                  | 山田靖智   | 山田浩之 | 鈴木佑太            | 半田仁 澤田裕也 アルベルト・キエ 三ツ木萌子                                                                                         | 古賀誠 代見裕美                     | 5月30日       |
| 第10話 | 南国バカンスだヨ！成子坂！（バカンス編）南国バカンスだヨ！成子坂！（コンテスト編） | 山田靖智   | 永居慎平 | 粂田佳之            | 谷口繁則 上赤由香里 紫灯珈 氣田汐理 江島あかり 川本和隆 森泉亜矢子 秦相子 高橋茉奈 藤彩七 懸田扇子 竹内寛 遠藤里蘭 西原千晶 RadPlus | 岡野力也 代見裕美                   | 6月6日        |
| 第11話 | 雨                                                                                 | 五本木士郎 | 西森章   | 渡辺純央            | アルベルト・キエ 兼高里圭 周婧 黄华                                                                                                 | 藤田まり子 古賀誠 代見裕美 岡野力也 | 6月13日       |
| 第12話 | さらば高幡のどか！                                                                 | 杉原研二   | 花井宏和 | 花井宏和            | 古賀誠 代見裕美 三ツ木萌子 はっとりますみ 清澤唯人 アルベルト・キエ 益田賢治                                                        | 岡野力也 藤田まり子                 | 6月20日       |

#### 放送局（テレビアニメ）
| 放送期間               | 放送時間                     | 放送局         | 対象地域       | 備考                                            |
| ---------------------- | ---------------------------- | -------------- | -------------- | ----------------------------------------------- |
| 2023年4月4日 - 6月20日 | 火曜 1:05 - 1:35（月曜深夜） | TOKYO MX       | 東京都         |                                                 |
|                        | 火曜 23:30 - 水曜 0:00       | BS日テレ       | 日本全域       | 製作参加 / BS/BS4K放送 / 『アニメにむちゅ〜』枠 |
| 2023年4月5日 - 6月21日 | 水曜 2:30 - 3:00（火曜深夜） | 毎日放送       | 近畿広域圏     | 『アニメ特区』第1部                             |
|                        | 水曜 21:00 - 21:30           | AT-X           | 日本全域       | CS放送 / 字幕放送 / リピート放送あり            |
| 2023年4月7日 - 6月23日 | 金曜 23:00 - 23:30           | とちぎテレビ   | 栃木県         |                                                 |
| 2023年4月8日 - 7月1日  | 土曜 1:29 - 1:59（金曜深夜） | テレビせとうち | 岡山県・香川県 | 5月26日は世界卓球中継のため休止。               |
| 2023年4月20日 - 7月6日 | 木曜 1:55 - 2:25（水曜深夜） | 静岡放送       | 静岡県         | 『スーパーアニメ6区』枠                         |
| 2023年4月21日 - 7月7日 | 金曜 1:18 - 1:48（木曜深夜） | 長崎文化放送   | 長崎県         | 『あに。』枠                                    |

| 配信開始日    | 配信時間        | 配信サイト |
| ------------- | --------------- | --- |
| 2023年4月3日  | 月曜 21:00 更新 | dアニメストア DMM TV |
| 2023年4月10日 |                 | Amazon Prime Video J:COMオンデマンドメガパック milplus見放題パックプライム TELASA auスマートパスプレミアム ABEMA U-NEXT アニメ放題 Hulu バンダイチャンネル FOD ニコニコチャンネル HAPPY!動画 ムービーフルPlus クランクイン！ビデオ |

#### BD / DVD（テレビアニメ）
| 巻        | 発売日         | 収録話         | 規格品番  | 規格品番   |
| 巻        | 発売日         | 収録話         | BD        | DVD        |
| --------- | -------------- | -------------- | --------- | ---------- |
| 限定版 上 | 2023年11月29日 | 第1話 - 第6話  | KAXA-8581 | KABA-11351 |
| 上        | 2023年11月29日 | 第1話 - 第6話  | KAXA-8591 | KABA-11361 |
| 下        | 2023年12月22日 | 第7話 - 第12話 | KAXA-8592 | KABA-11362 |

## ゲーム内イベント
イベント
| イベント名                                                                     | 開催時期                                               | 備考 |
| 2018年開催                                                                     | 2018年開催                                             | 2018年開催 |
| ------------------------------------------------------------------------------ | ------------------------------------------------------ | --- |
| 成子坂のバレンタイン                                                           | 2018年2月1日～2月15日                                  | バレンタインイベント                                                                                             |
| おにぎり狂想曲かぷりっちょ♪                                                    | 2018年2月15日～2月28日                                 | |
| アイドル誕生！                                                                 | 2018年3月8日～3月22日                                  | |
| ボーナスは社員旅行                                                             | 2018年2月28日～4月5日                                  | |
| 杏奈のやって☆トライ                                                            | 2018年3月29日～4月26日                                 | |
| 中野の夜の夢                                                                   | 2018年5月11日～5月14日                                 | |
| リンちゃん探検隊                                                               | 2018年4月26日～5月31日(第2部 5月2日～)(第3部 5月7日～) | 第1部「密林編」第2部「洞窟編」第3部「雪山編」の全3部構成                                                         |
| 噂の屋台 ちゅうかな娘々                                                        | 2018年5月31日～6月20日                                 | |
| ようこそ聖アマルテア女学院へ                                                   | 2018年6月21日～7月19日                                 | |
| 轟雷の成子坂Days                                                               | 2018年6月28日～7月12日                                 | フレームアームズ・ガールとのコラボイベント                                                                       |
| サンティ・ラナの大型ヴァイス教練                                               | 2018年7月12日～7月31日                                 | |
| スティ子も来たよ！                                                             | 2018年7月31日～8月14日                                 | フレームアームズ・ガールとのコラボイベント第2回目                                                                |
| 臨海公園でつかまえて                                                           | 2018年8月9日～10月1日                                  | |
| タマちゃん探検隊                                                               | 2018年8月9日～8月30日                                  | |
| アクトレス猛特訓                                                               |                                                        | 夏休みの特別任務                                                                                                 |
| あおが隊長になっちゃった                                                       | 2018年8月30日～9月13日                                 | フレームアームズ・ガールとのコラボイベント第3回目                                                                |
| 隊長代行アタッカー薫子！                                                       | 2018年9月13日～10月11日                                | |
| 外伝 ドリィミー真理                                                            | 2018年9月28日～10月16日                                | 前回イベント「隊長代行アタッカー薫子！」の外伝                                                                   |
| バーベナを抱きしめて                                                           | 2018年10月16日～11月1日                                | |
| 未亡人捜査官アラーニェ-松茸より愛をこめて-                                     | 2018年10月31日～11月15日                               | |
| おいでよ 不動通り商店街                                                        | 2018年11月15日～12月3日                                | |
| 成子坂プラスチックモデラーズ                                                   | 2018年11月29日～12月19日                               | メガミデバイスとのコラボイベント                                                                                 |
| 成子坂のメリークリスマス                                                       | 2018年12月13日～2019年1月22日                          | |
| ストライクウィッチーズコラボ 交差する空                                        | 2018年12月20日～2019年1月10日                          | ストライクウィッチーズとのコラボイベント                                                                         |
| 冬休み特別任務 年の瀬ヴァイス大掃除                                            | 2018年12月29日～2019年1月15日                          | |
| タマちゃん歓喜の詩 冬の陣                                                      | 2018年12月29日～2019年1月22日                          | コミックマーケット出店記念                                                                                       |
| ニューイヤーカウントダウンフェスティバル                                       | 2018年12月31日～2019年1月22日                          | |
| 2019年開催                                                                     |                                                        | |
| 成子坂のお正月                                                                 | 2019年1月1日～1月22日                                  | 初詣編とお正月休み編の2部構成                                                                                    |
| ストライクウィッチーズコラボ 還りたい空                                        | 2019年1月10日～2月1日                                  | ストライクウィッチーズとのコラボイベント第2弾                                                                    |
| あぶない原型師(モデラー) 完結編                                                | 2019年1月31日～2月21日                                 | |
| そだちざかり任務                                                               | 2019年2月8日～2月21日                                  | |
| チョコの数だけ抱きしめて                                                       | 2019年2月14日～3月7日                                  | バレンタインイベント                                                                                             |
| あんなのクイズでぴょん！ぴょん！                                               | 2019年2月20日～3月18日                                 | 問題提供 株式会社ナビット                                                                                        |
| 南国幻想(トロピカルビーチ)                                                     | 2019年2月28日～3月18日                                 | 前回イベント「あんなのクイズでぴょん！ぴょん！」の後日譚                                                         |
| 合同威力偵察任務 シンジュクノメ                                                | 2019年3月20日～3月25日                                 | 期間限定のマルチ任務                                                                                             |
| 酪農物語 ～チチをたずねて暴走半島～                                            | 2019年3月14日～4月15日                                 | |
| 続・酪農物語 ファザー牧場で決闘！？                                            | 2019年3月29日～4月15日                                 | |
| 新元号発表記念                                                                 | 2019年4月1日                                           | 新元号令和の発表を記念したイベント                                                                               |
| 【復刻】 成子坂プラスチックモデラーズ                                          | 2019年4月25日～5月9日                                  | メガミデバイスSOLラプター発売記念                                                                                |
| かけるかな？                                                                   | 2019年4月11日～5月31日                                 | pixivならびにクリップスタジオとのコラボイベント                                                                  |
| クリスタルオンライン ～みりえの挑戦状～                                        | 2019年4月25日～6月17日                                 | |
| クリスタルオンライン ～復活のみりえ～                                          | 2019年5月16日～6月17日                                 | 前回イベント「クリスタルオンライン ～みりえの挑戦状～」の後編                                                    |
| はじめてのABO ～はたらくふたごちゃん～                                         | 2019年5月31日～7月8日                                  | 世界献血者デー記念                                                                                               |
| 【復刻】轟雷の成子坂Days                                                       | 2019年6月13日～8月1日                                  | 「劇場版フレームアームズ・ガールきゃっきゃうふふなワンダーランド」公開記念第1弾                                  |
| 【復刻】スティ子も来たよ！                                                     | 2019年6月13日～8月1日                                  | 「劇場版フレームアームズ・ガールきゃっきゃうふふなワンダーランド」公開記念第2弾                                  |
| 【復刻】あおが隊長になっちゃった！                                             | 2019年6月13日～8月1日                                  | 「劇場版フレームアームズ・ガールきゃっきゃうふふなワンダーランド」公開記念第3弾                                  |
| きゃっきゃうふふな東京シャード                                                 | 2019年6月28日～8月1日                                  | 「劇場版フレームアームズ・ガールきゃっきゃうふふなワンダーランド」公開記念第4弾                                  |
| 聖アマルテア女学院 体育祭-ブートキャンプ-                                      | 2019年7月11日～8月5日                                  | |
| 蒼天のアルバトロス シスターXの罠                                               | 2019年7月31日～10月1日                                 | |
| 初めてのコス参加がコミマでも許してくれますか？                                 | 2019年8月8日～9月9日                                   | コミックマーケット出店記念                                                                                       |
| アクトレス猛特訓                                                               | 2019年8月19日～9月2日                                  | |
| バトルガール ハイスクール コラボ 成子坂編                                      | 2019年8月30日～10月11日                                | バトルガール ハイスクールとのコラボイベント                                                                      |
| 秋の収穫祭 ～新米何号食べられる？～                                            | 2019年9月12日～10月7日                                 | 協力 新潟市 / 新潟薬科大学応用生命科学部特任教授 大坪研一 農学博士                                               |
| バトルガール ハイスクール コラボ 神樹々峰編                                    | 2019年9月27日～10月11日                                | バトルガール ハイスクールとのコラボイベント                                                                      |
| 上野国(こうずけのくに) -未知の彷徨-                                            | 2019年10月11日～11月5日                                | 上毛かるた使用群馬県許諾第01-01042号                                                                             |
| AEGS P-1GP ホクホク伝説                                                        | 2019年10月30日～11月21日                               | |
| 池袋ブラッディロード                                                           | 2019年11月14日～12月16日                               | |
| 魔法織姫(マジカルウィーバー)リリアーナ                                         | 2019年11月29日～12月23日                               | |
| チョリ～クリスマッス♪                                                          | 2019年12月5日～2020年1月22日                           | クリスマス企画                                                                                                   |
| 年末進行 文芸心中 ～儚く、脆く、狂おしい。それが執筆～                         | 2019年12月12日～2020年1月10日                          | |
| 【復刻】 成子坂プラスチックモデラーズ2                                         | 2019年12月19日～2020年1月9日                           | メガミデバイスとのコラボイベント第3弾                                                                            |
| マイ・フェア・レディ                                                           | 2019年12月25日～2020年1月20日                          | コミックマーケット出店記念                                                                                       |
| 令和最初の大晦日                                                               | 2019年12月30日～2020年1月22日                          | |
| 2020年開催                                                                     |                                                        | |
| 元旦くらい休みません？                                                         | 2020年1月1日～2月3日                                   | |
| 仕事始めヴァイス掃討戦                                                         | 2020年1月6日～1月22日                                  | |
| 【復刻】 バーベナを抱きしめて                                                  | 2020年1月8日～2月10日                                  | |
| 事務員天使♡ようこそ陽子                                                        | 2020年1月22日～3月2日                                  | |
| そだちざかり任務                                                               | 2020年1月30日～2月25日                                 | |
| UNKNOWN トライアル任務                                                         | 2020年6月13日～8月1日                                  | デスクトップアーミーとのコラボイベント                                                                           |
| 大好きな隊長へ アクトレスより愛をこめて                                        | 2020年2月6日～3月2日                                   | バレンタインイベント                                                                                             |
| 西新宿ラブストーリー ～さよならは突然に～                                      | 2020年2月14日～3月16日                                 | |
| すばらしき世界の旅 ああ、新宿慕情編                                            | 2020年2月27日～3月30日(第2部 3月2日～)                 | |
| 突撃！おしごと見学物語                                                         | 2020年3月12日～4月20日                                 | |
| Welcome to ヴィーナス諸島                                                      | 2020年3月30日～4月14日                                 | デッド オア アライブ エクストリーム ヴィーナス バケーションとのコラボイベント                                    |
| 【復刻】未亡人捜査官アラーニェ -松茸より愛をこめて-                            | 2020年4月16日～5月7日                                  | |
| がんばり！スキップジャックス ～いざゆけ成子坂軍団～                            | 2020年4月28日～5月25日                                 | |
| アリスギアGW応援特別任務 おうちでトレーニング！                                | 2020年5月1日～5月15日                                  | |
| 【復刻】リンちゃん探検隊                                                       | 2020年5月7日～7月6日                                   | 第1部「密林編」第2部「洞窟編」第3部「雪山編」の全3部構成                                                         |
| がちキャンΔ -野外の証明-                                                       | 2020年5月14日～6月3日                                  | 当初7月6日までの開催予定だったが諸事情により開催期間が短縮された                                                 |
| 【復刻】轟雷の成子坂Days                                                       | 2020年5月28日～7月1日                                  | フレームアームズ・ガールとのコラボイベントの再配信                                                               |
| 【復刻】スティ子も来たよ！                                                     | 2020年6月3日～7月1日                                   | フレームアームズ・ガールとのコラボイベントの再配信                                                               |
| 【復刻】あおが隊長になっちゃった！                                             | 2020年6月9日～7月1日                                   | フレームアームズ・ガールとのコラボイベントの再配信                                                               |
| 【復刻】きゃっきゃきゃっきゃうふふな東京シャード                               | 2020年6月15日～7月1日                                  | フレームアームズ・ガールとのコラボイベントの再配信                                                               |
| レース文鳥ピッピ                                                               | 2020年6月11日～7月13日                                 | |
| Mia in small worlds ミアのふしぎな世界旅行                                     | 2020年6月29日～7月21日                                 | スモールワールズ東京とのコラボイベント。スモールワールズ東京ではアクトレスの縮小サイズのフィギュアが展示された。 |
| 【復刻】ようこそ聖アマルテア女学院へ                                           | 2020年7月16日～8月24日                                 | |
| デスクトップアーミーコラボ ～超・万能少女電撃隊～                              | 2020年7月27日～8月17日                                 | デスクトップアーミーとのコラボイベント                                                                           |
| 【復刻】バトルガール ハイスクール コラボ 成子坂編                              | 2020年8月13日～9月14日                                 | バトルガール ハイスクールとのコラボイベントの再配信                                                              |
| 【復刻】バトルガール ハイスクール コラボ 神樹ヶ峰編                            | 2020年8月20日～9月14日                                 | バトルガール ハイスクールとのコラボイベントの再配信                                                              |
| バトルガール ハイスクール コラボ 再会編                                        | 2020年8月20日～9月14日                                 | バトルガール ハイスクールとのコラボイベント続編                                                                  |
| 武運 -MARTIAL DESTINY-                                                         | 2020年9月17日～10月19日                                | |
| 学祭のトリオブロック ～必ず来てください～                                      | 2020年9月29日～11月4日                                 | ヤマハミュージックジャパンとのコラボイベント                                                                     |
| EXHAUST NOTE 4HOURS                                                            | 2020年10月15日～11月9日                                | ヤマハ バイクとのコラボイベント                                                                                  |
| 東京の祭 ～神輿のある風景～                                                    | 2020年10月29日～11月30日                               | |
| 【復刻】隊長代行アタッカー薫子 SEASON1                                         | 2020年11月5日～12月14日                                | |
| 隊長代行アタッカー薫子 SEASON2                                                 | 2020年11月12日～12月14日                               | 隊長代行アタッカー薫子の続編                                                                                     |
| プロジェクト東京ドールズコラボ 追憶の殺戮人形                                  | 2020年11月30日～12月28日                               | プロジェクト東京ドールズとのコラボイベント                                                                       |
| 緊急要撃任務                                                                   | 2020年12月10日～12月17日                               | 期間限定のマルチ任務                                                                                             |
| クリスマスミステリー 北海道エクスプレス ～北限に消えた白鳥(レタッチリ)の涙～   | 2020年12月17日～2021年1月25日                          | |
| 【復刻】 成子坂プラスチックモデラーズ                                          | 2020年12月21日～2021年1月5日                           | メガミデバイス4周年を記念しコラボイベントを復刻                                                                  |
| トロピカルウィンター                                                           | 2020年12月25日～2021年1月12日                          | |
| 冬季特別任務 歳末ヴァイス大還元セール                                          | 2020年12月28日～1月18日                                | |
| 令和二度目の大晦日                                                             | 2020年12月31日～2021年1月12日                          | |
| 2021年開催                                                                     |                                                        | |
| 成子坂のお正月 －モー働くの？－                                                | 2021年1月1日～1月25日                                  | |
| 【復刻】おにぎり狂想曲(かぷりっちょ♪)                                          | 2021年1月22日～2月15日                                 | |
| ことほげ!!! ～成子坂への招待状～                                               | 2021年1月22日～3月2日                                  | |
| ちょこれぇと混成曲(メドレー♪)                                                  | 2021年2月4日～3月8日                                   | バレンタインイベント                                                                                             |
| ダライアス コズミックリベレーション コラボ ―導きの銀翼―                        | 2021年2月25日～3月18日                                 | ゲームダライアスとのコラボイベント                                                                               |
| 【復刻】 おいでよ 不動通り商店街 ～ウェイトレスはアクトレス～                  | 2021年3月12日～4月19日                                 | |
| 春の訪れ                                                                       | 2021年3月12日～4月5日                                  | |
| 【復刻】がんばり！スキップジャックス ～いざゆけ成子坂軍団～                    | 2021年3月22日～4月15日                                 | |
| 神南在賀奈々派遣伝                                                             | 2021年3月31日～5月10日                                 | |
| 緊急要撃任務                                                                   | 2021年4月8日～4月15日                                  | マルチ任務 |
| ドキュメンタリー モデラーの流儀                                                | 2021年4月15日～5月17日                                 | |
| Quiz 青い月の夜に                                                              | 2021年4月29日～5月24日                                 | |
| たしかにわかる！ あんなこと、こんなこと ～知られざるシャードエンジニアの世界～ | 2021年5月27日～6月21日                                 | |
| 桃学スプラッシュ！                                                             | 2021年6月17日～7月26日                                 | |
| スプラッシュギア全国大会編 -芦原VS桃学-                                        | 2021年6月29日～8月16日                                 | 桃学スプラッシュ！の続編                                                                                         |
| 【復刻】蒼天のアルバトロス ―シスターXの罠―                                     | 2021年7月15日～8月23日                                 | |
| 【復刻】ストライクウィッチーズコラボ 交差する空                                | 2021年7月29日～9月13日                                 | ストライクウィッチーズとのコラボイベント                                                                         |
| 初心者が夏休みを満喫したら強くなっちゃった件                                   | 2021年8月5日～9月1日                                   | |
| 【復刻】アイドル誕生！                                                         | 2021年8月5日～9月6日                                   | |
| 【復刻】ストライクウィッチーズコラボ 還りたい空                                | 2021年8月10日～9月13日                                 | ストライクウィッチーズとのコラボイベント                                                                         |
| ストライクウィッチーズ コラボ 新たなる空                                       | 2021年8月26日～9月13日                                 | ストライクウィッチーズとのコラボイベント復刻に伴う新規イベント                                                   |
| 執事眼鏡eyemirror AEGiS官給眼鏡                                                | 2021年9月4日～9月21日                                  | |
| 【復刻】中野の夜の夢                                                           | 2021年9月9日～10月11日                                 | |
| ダーティー・ザ・エンゼルス ～中野白昼夢(デイドリーム)～                        | 2021年9月16日～10月11日                                | |
| 常設イベント                                                                   |                                                        | |
| 新米隊長向け 特別調査任務                                                      |                                                        | |
| AEGiS戦闘教練                                                                  |                                                        | 大型ヴァイス攻略の指南と訓練任務                                                                                 |
| ゴールドクエスト                                                               | 月曜日・木曜日・日曜日                                 | クリア時にゴールドが貰えるイベント                                                                               |
| アニマクエスト                                                                 | 火曜日・金曜日・日曜日                                 | クリア時にアニマが貰えるイベント                                                                                 |
| 解析でんちクエスト                                                             | 水曜日・土曜日                                         | クリア時に解析でんちが貰えるイベント                                                                             |
| 不定期開催                                                                     |                                                        | |
| 週末エキスパート任務                                                           |                                                        | |
| トライアル任務                                                                 |                                                        | |
| 予約開始記念任務                                                               |                                                        | |
| 発売記念任務                                                                   |                                                        | |
| ZUNTATA特別任務                                                                |                                                        | |
| MISSION-BINGO                                                                  |                                                        | |
| ベータ版試験型イベント                                                         |                                                        | |
| 試作ギア性能試験XGY-004                                                        | 2019年5月2日～5月15日                                  | |
| 極地制圧派遣任務 Verβ                                                          | 2019年11月21日～11月25日                               | |
| 派遣任務β2                                                                     | 2020年3月19日～3月30日                                 | |
| 緊急任務β                                                                      | 2020年8月25日～9月1日                                  | 期間限定のマルチ任務                                                                                             |
| 試作ギア性能試験 XGY-004                                                       | 2021年3月25日～4月8日                                  | |
| 企業案件任務 Ver.β                                                             | 2021年9月21日～9月28日                                 | |

高難度任務・特殊宙域作戦
| イベント名                    | 開催時期 (初回日/次回日)                             | 備考                                          |
| ----------------------------- | ---------------------------------------------------- | --------------------------------------------- |
| 高難度作戦Op.ハイドランジア   | 2018年6月1日～8月1日/2019年8月16日～8月30日          |                                               |
| 高難度作戦Op.バルサミーナ     | 2018年9月1日～11月1日/2019年8月16日～8月30日         |                                               |
| 高難度作戦Op.ユーフォルビア   | 2018年11月1日～2019年1月1日/2019年8月16日～8月30日   |                                               |
| 高難度作戦Op.アドニス         | 2019年1月1日～3月10日/2020年1月14日～1月27日         |                                               |
| 高難度作戦Op.フリージア       | 2019年3月10日～5月10日/2020年1月14日～1月27日        |                                               |
| 高難度作戦Op.ダイアンサス     | 2019年5月10日～7月10日/2020年1月14日～1月27日        |                                               |
| 高難度作戦Op.ハイペリカム     | 2019年7月11日～9月11日/2020年4月30日～5月15日        |                                               |
| 高難度作戦Op.コルチカム       | 2019年9月7日～11月11日/2020年4月30日～5月15日        |                                               |
| 高難度作戦Op.ステルンベルギア | 2019年11月11日～2020年1月11日/2020年4月30日～5月15日 |                                               |
| 高難度作戦Op.ラナンキュラス   | 2020年1月27日～3月11日                               |                                               |
| 高難度作戦Op.エキセタム       | 2020年3月11日～5月11日                               |                                               |
| 高難度作戦Op.アンモビウム     | 2020年5月11日～7月11日                               |                                               |
| 高難度作戦Op.チューベローズ   | 2020年7月10日～9月11日                               | 低難度版「イージー」との同時配信              |
| 特殊宙域作戦Op.オスマンサス   | 2020年9月11日～11月19日                              | 「NORMAL」「HARD」「VERYHARD」の3難度同時配信 |
| 特殊宙域作戦Op.カレンデュラ   | 2020年11月19日～2021年2月1日                         | 「NORMAL」「HARD」「VERYHARD」の3難度同時配信 |
| 特殊宙域作戦Op.ヘンビット     | 2021年1月31日～3月29日                               | 「NORMAL」「HARD」「VERYHARD」の3難度同時配信 |
| 特殊宙域作戦Op.フォーシシア   | 2021年3月19日～5月11日                               | 「NORMAL」「HARD」「VERYHARD」の3難度同時配信 |
| 特殊宙域作戦Op.ナスタチウム   | 2021年5月11日～7月31日                               | 「NORMAL」「HARD」「VERYHARD」の3難度同時配信 |

企画
| 企画名                                 | 開始時期                | 備考                                                        |
| 2018年開催                             | 2018年開催              | 2018年開催                                                  |
| -------------------------------------- | ----------------------- | ----------------------------------------------------------- |
| 4月1日限定STG「2010」                  | 2018年4月1日            | エイプリルフール企画                                        |
| リリース半年記念 6大キャンペーン       | 2018年7月19日～7月31日  |                                                             |
| 2019年開催                             |                         |                                                             |
| リリース1周年重大ニュース              | 2019年1月22日           |                                                             |
| アリス・THE・GOLDEN                    | 2019年4月25日           |                                                             |
| 残暑見舞い5大イベント                  | 2019年9月10日           |                                                             |
| DMM GAMES FESTIVAL                     | 2019年10月17日～12月6日 | PC版限定のログインボーナス                                  |
| 師走の大キャンペーン                   | 2019年12月3日           |                                                             |
| 眼鏡橋華子の見立て 特別編 公開記念     | 2019年12月3日～12月25日 | 漫画「眼鏡橋華子の見立て 特別編」の公開記念ログインボーナス |
| 2020年開催                             |                         |                                                             |
| 2周年前夜祭キャンペーン                | 2020年1月9日            |                                                             |
| 2周年重大ニュース                      | 2020年1月11日           |                                                             |
| ピッピでGO                             | 2020年4月1日            | エイプリルフール企画                                        |
| アリスギアGWニュース                   | 2020年4月21日           |                                                             |
| 真夏のZUNTATA祭り ～睦海より緊急連絡～ | 2020年8月7日～8月31日   |                                                             |
| DEPTH SEARCHER                         | 2021年4月1日            | エイプリルフール企画                                        |
| 梅雨エンジョイキャンペーン             | 2021年5月27日～         |                                                             |

## コラボレーション

### コラボカフェ・イベント
- 溝の口シャード集会

2018年8月18日にMEGARAGE溝の口で開催されたイベント。サウンドトラックの発売記念にトークショー等が行われた。
- 溝の口シャード集会(2019)

2019年9月7日から11月30日にかけてMEGARAGE溝の口、ピコクレープ溝の口店で開催されたコラボカフェ。各アクトレスをモチーフにしたコラボドリンクやストーリー内に登場したものを再現したクレープ等が販売された。初日にはイベントとして溝の口シャード集会が開かれた。
- コラボコーナーinタイトーステーション

2020年9月5日から11月30日にかけてMEGARAGE溝の口、MEGARAGE池袋、ピコクレープ溝の口店、ピコクレープ 秋葉原東西自由通路店で開催されたコラボカフェ。各アクトレスをモチーフにしたコラボドリンクやストーリー内に登場したものを再現したクレープやオリジナルのクレープ等が販売された。毎年恒例であったイベント「溝の口シャード集会」は2019年末に発生した新型コロナウイルスの世界的流行の影響を鑑みて無観客の動画配信にて行われた。
- スモールワールズ

スモールワールズ東京のオープンを記念して同施設内のジオラマにアクトレスたちのフィギュアが設置された。またゲーム内においてもコラボイベントを実施。
- EJアニメホテル

2021年4月28日からEJアニメホテルにてコラボルームが開設された。芋煮と里芋とイカの煮物の食べ比べや小結のおにぎり、ミアのオムライスなどゲーム内にゆかりのある料理も提供された。限定グッズの販売も実施。

### 他作品とのコラボ

#### プレイアブルコラボ
他IP作品とのコラボにおいては、本作のシャード世界観と溶け込むように扱うもの、該当作品世界との次元的超越や干渉（こちらはIP元作品のストーリーに影響があまり表に出ない展開を取る）、あるいはその両方とも取れる複数の形をとる。
『アリス・ギア・アイギス Expansion』については「テレビアニメ」の節を参照。
- フレームアームズ・ガール

ファクトリーアドヴァンス社によって開発された小型ロボット「フレームアームズ・ガール」。アリスギアでの実験試験と実践運用試験としてフレームアームズ・ガールの一人「轟雷」と彼女のマスター「源内あお」が成子坂製作所へと赴く。後に轟雷に対抗意識を燃やした「スティレット」や最初は興味を示さなかった「バーゼラルド」も追加試験を行うことに。さらに轟雷を追ってきた「フレズヴェルク」も参戦する。いつものバトルフィールドとは違う対ヴァイス戦で彼女たちは様々なことを学んでいく。
アニメ版を主体としたコラボ。コラボ作品の舞台となる東京は、アリスギア世界の東京と同一のものとして設定。FAガールズはコラボ元の設定と同じく卓上大の縮小サイズのものだが、ヴァイスとの戦闘においては結合粒子を応用した特殊な粒子と、セッションベースによる転送を介することで人間と同等のサイズで活動可能になる。
| イベント名                               | 開催回数 | 参戦キャラクター       |
| ---------------------------------------- | -------- | ---------------------- |
| 轟雷の成子坂Days                         | 3        | 轟雷                   |
| スティ子も来たよ！                       | 3        | スティレット           |
| あおが隊長になっちゃった！               | 3        | バーゼラルド           |
| きゃっきゃきゃっきゃうふふな東京シャード | 2        | フレズヴェルク         |
| あおと武希子の課外活動                   | 2        | 源内あお、寿武希子     |
| エマとリツカの課外<アクトレス>活動       | 1        | 小石川エマ、佐伯リツカ |
※一部、創彩少女庭園（下記記載）と合同コラボ。
【コラボキャラ】
轟雷 (ごうらい)
声 ‐ 佳穂成美
起動日は4月18日。身長15cm。キャッチフレーズはキャッチフレーズは「感情を学ぶFAガール」。キャラクターデザインは島田フミカネ。
フレームアームズ・ガールのアリスギア運用の実験試験を行うために成子坂製作所に来たフレームアームズ・ガール。素直で大人しいが非常に好奇心旺盛。フレームアームズ・ガールのバトルフィールド内では飛行できないのでギアでの空間戦闘を楽しんでいた。TVアニメ終盤で強化された「轟雷改」時の武装は通常武装を派生進化させることで実装された。
少女化の元ネタはフレームアームズに登場する人型兵器「轟雷」。陸戦用フレームアームズとして最初期に開発されたが相対的な性能の低下から輝鎚を始めとする新鋭機が開発され第一線を退いた。
スティレット
声 - 綾瀬有
身長15cm。キャッチフレーズは「誇り高きツンデレガール」。キャラクターデザインは島田フミカネ。
轟雷による実験が終了したあと、轟雷に対抗意識を燃やす形で成子坂製作所にきたフレームアームズ・ガール。気が強く負けず嫌いな性格で、同じような性格の一条綾香とは何度か衝突した。周りに流されやすい轟雷、悪ノリしてしまうバーゼラルドに反してツッコミ役に回ることが多い。但しその分周りに振り回されやすい。
少女化の元ネタはフレームアームズに登場する人型兵器「スティレット」。空戦用フレームアームズとして最初期に開発され対アント(敵性アーキテクト)戦の要となったが老朽化に伴い前線から退いた。
バーゼラルド
声 - 長江里加
身長15cm。キャッチフレーズは「無邪気なトラブルメーカー」。キャラクターデザインは島田フミカネ。
スティレットによる実験が終了したあと段々と興味を示すようになり成子坂製作所に赴いたフレームアームズガール。ピカピカと光るものが好きで実験後のお礼にAEGISからピカピカのギアをもらえると聞きやる気を出す。天真爛漫な性格で周りを巻き込んで突飛な行動をすることが多い。
少女化の元ネタはフレームアームズに登場する人型兵器「バーゼラルド」。次世代型フレームアームズとして開発され対フレズヴェルク戦の切り札となったが試作機所以の問題点が多く正式採用はされなかった。後にジィダオ開発の礎となる。
フレズヴェルク
声 - 阿部里果
身長15cm。キャッチフレーズは「バトル大好き最強FAガール」。キャラクターデザインは駒都えーじ。
轟雷と勝負するために成子坂製作所に押し掛けたフレームアームズガール。好戦的な性格で常に一番になろうとする。轟雷とはライバル関係を構築しておりよく勝負を持ち掛けた。本人の性格からチームワークを蔑ろにする傾向があったが成子坂製作所でアリスギアを纏って戦うという普段とは違う境遇を体験したことから仲間の大切さや重要性に対し少し理解を示す。
少女化の元ネタはフレームアームズに登場する人型兵器「フレズヴェルク」。月面プラントが開発した可変機。その高い性能から地球防衛機構を苦しめたが月側陣営の敗北によりその機能を停止した。
源内 あお (げんない あお)
声 - 日笠陽子
キャラクターデザインは島田フミカネ。
初期のコラボイベントでは非プレイアブルキャラクターだったが、創彩少女庭園コラボ「あおと武希子の課外活動」にてプレイアブル化。東京都立川市に住む女子高生であり、轟雷のマスター。明るく朗らかな性格で物事を深く考えない。多数のフレームアームズ・ガールたちと同居している。
寿 武希子 (ことぶき ぶきこ)
声 - 井澤佳の実
- メガミデバイス

家電量販店ツノハズカメラに赴いた夜露とシタラは模型業界で有名な金潟すぐみや新居目安里と出会う。夜露とシタラの2人はメガミデバイスと呼ばれる美少女プラモデルを動かして戦うバトルフィールドで遊ぶためにメガミデバイスを作成することに。しかし指南役を買って出たすぐみと安里はプラモデル制作に対しての見解の相違から対立してしまう。その抗争を機に夜露たちはプラモデルに対する愛を学んでいく。
キャラクターサイズは先にコラボしたFAガールズと同等の仕様だが、ヴァイスとの戦闘で人間サイズになることについては言及されていない。
| イベント名                   | 開催回数 | 参戦キャラクター                   |
| ---------------------------- | -------- | ---------------------------------- |
| 成子坂プラスチックモデラーズ | 4        | SOLラプター、SOLストライクラプター |
【コラボキャラ】
SOLラプター
声 - 東山奈央
完成日は11月28日。0歳。身長14cm。キャッチフレーズは「最新型メガミデバイス(ただしプラモ)」。キャラクターデザインは黒星紅白。
金潟すぐみが制作したメガミデバイス。キットの素味を活かす方向に制作されている。おっとりとした性格で相棒にミミズクくんと呼ぶ偵察メカを連れている。
SOLストライクラプター
声 - 東山奈央
完成日は11月28日。0歳。身長14cm。キャッチフレーズは「こだわり改造メガミデバイス」。キャラクターデザインは黒星紅白。
新居目安里が制作したメガミデバイス。キットを大きく改造し白かった本体カラーを紺色を基調としてものに変更され、褐色肌になっている。「SOLフルパッケージ」の名を冠し高い性能を持つためあらゆる作戦に対処できる。
- ストライクウィッチーズ

新宿上空に現れた新型ヴァイスを迎撃した成子坂の面々は撤退するヴァイスのテレポートに巻き込まれてしまう。一方、別世界では扶桑海軍所属の空母赤城に向かっていた第501統合戦闘航空団のウィッチ「宮藤」、「リーネ」が洋上演習中に謎のネウロイと遭遇し失踪してしまう。夜露たちも宮藤たちもそれぞれの世界からさらに違う異世界に迷い込んでしまったのだ。その後に捜索にきた第501統合戦闘航空団の「バルクホルン」、「ハルトマン」も集合。この不可解な現象は「ウェルウィッチア」と呼ばれるヴァイスともネウロイとも分からない敵が元凶だと考えた一同は協力してウェルウィッチアを打倒しようと奮戦する。
コラボ舞台は、海上に浮かぶ島々とコラボ元を思わせる戦艦が点在する別世界を舞台とする。また、ストライカーユニットは膝関節がないため、ウェポンギア、ドレスギアともに「特殊ギア」という種類が設けられ、通常のギアと特殊ギアを混成することができない仕様。
| イベント名                              | 開催回数 | 参戦キャラクター                                 |
| --------------------------------------- | -------- | ------------------------------------------------ |
| ストライクウィッチーズコラボ 交差する空 | 2        | 宮藤芳佳、リネット・ビショップ                   |
| ストライクウィッチーズコラボ 還りたい空 | 2        | ゲルトルート・バルクホルン、エーリカ・ハルトマン |
| ストライクウィッチーズコラボ 新たなる空 | 1        | 坂本美緒、ペリーヌ・クロステルマン               |
【コラボキャラ】
宮藤 芳佳 (みやふじ よしか)
声 - 福圓美里
誕生日は1929年8月18日。14歳(1944年時)。身長150cm。階級は軍曹。キャッチフレーズは「連合軍第501統合戦闘航空団」。キャラクターデザインは島田フミカネ。
連合軍第501統合戦闘航空団の一員であり扶桑皇国海軍所属のウィッチ。努力家で明るい性格。料理をはじめ家事洗濯などが得意。女性の胸部が好き。生まれつき非常に強い治癒魔法を持っており皆を救うために軍人になることを受け入れた。その持ち前の社交性から成子坂製作所との面々ともすぐに打ち解けた。ただし人を救いたいという気持ちが先行してしまい独断専行や命令違反が目立つ。
リネット・ビショップ
声 - 名塚佳織
誕生日は1929年6月11日。15歳(1944年時)。身長156cm。階級は軍曹。キャッチフレーズは「連合軍第501統合戦闘航空団」。キャラクターデザインは島田フミカネ。
連合軍第501統合戦闘航空団の一員でありブリタニア連邦空軍所属のウィッチ。愛称は「リーネ」。宮藤とは同期であり親友。おっとりした性格だが大胆な決断をすることもできる。当初は実戦への緊張から訓練以上の戦果を出せずにいたが宮藤の影響で自信を持てるようになる。
ゲルトルート・バルクホルン
声 - 園崎未恵
誕生日は1926年3月20日。18歳(1944年時)。身長162cm。階級は大尉。キャッチフレーズは「連合軍第501統合戦闘航空団」。キャラクターデザインは島田フミカネ。
連合軍第501統合戦闘航空団の一員であり帝政カールスラント空軍所属のウィッチ。真面目な性格で規律に厳しい。同じカールスラント軍人からは「トゥルーデ」の愛称で呼ばれる。自身の妹クリスを救いきれなかった過去を持ちトラウマになっている。そのトラウマを原動力にウィッチとしておびただしい戦果を挙げてきたが、それが逆に精神的安定を欠く原因になるなど諸刃の剣でもある。宮藤に対して妹の姿を重ねている節がある。TVアニメ第12話の再現でSPスキルでは2本の鉄骨を振り回す。
エーリカ・ハルトマン
声 - 野川さくら
誕生日は1928年4月19日。16歳(1944年時)。身長154cm。階級は中尉。キャッチフレーズは「連合軍第501統合戦闘航空団」。キャラクターデザインは島田フミカネ。
連合軍第501統合戦闘航空団の一員であり帝政カールスラント空軍所属のウィッチ。同郷のバルクホルンとはペアを組むことが多い。固有魔法「シュトゥルム」を使いこなす。どこか抜けた性格で部屋の掃除が苦手。やる気がないように感じられる普段の私生活に反してネウロイの撃墜数は200を超え、これまでの戦闘で編隊を組む僚機を敵に撃墜されたことが無い。愛称は「フラウ」。
坂本 美緒 (さかもと みお)
声 - 世戸さおり
誕生日は1928年8月26日。19歳(1944年時)。身長165cm。階級は少佐。キャッチフレーズは「連合軍第501統合戦闘航空団」。キャラクターデザインは島田フミカネ。
連合軍第501統合戦闘航空団の一員であり扶桑皇国海軍所属のウィッチ。真面目な性格で厳しい訓練から新米からは鬼教官と恐れられる。宮藤を統合戦闘航空団に勧誘した張本人であり宮藤の師匠的存在。右目に眼帯を付けている。眼帯の下はネウロイのコアの位置を把握する固有魔法を有する魔眼となっている。
ペリーヌ・クロステルマン
声 - 沢城みゆき
誕生日は1928年2月28日。15歳(1944年時)。身長152cm。階級は中尉。キャッチフレーズは「連合軍第501統合戦闘航空団」。キャラクターデザインは島田フミカネ。
連合軍第501統合戦闘航空団の一員でありガリア共和国空軍所属のウィッチ。貴族として非常に気位が高い性格で周囲に対してよく尊大な態度をとる。そのことから同じように高貴さを貴ぶ綾香とは口論が絶えなかった。ネウロイに占領されたガリアの開放を念願している。坂本に憧れ、心酔している節がある。当初3Dモデルの眼鏡にUVカットレンズの表現が入っていたことから時代考証と合わないとして通常レンズの表現に修正された。
- バトルガール ハイスクール

舞台はヴァイス、イロウスと戦うそれぞれの世界が交わった世界。イロウスの特徴を持ったヴァイス「ファラエナ」の出現を察知したAEGIS本部はCODE-BLUEを発令。神樹ヶ峰女学院に星守の派遣を要請した。アリスギアを扱えるように特訓した「みき」「サドネ」の2人はアリスギアを纏って成子坂製作所へ救援へ向かう。その後、ファラエナ討伐後に上位個体「クィンカエルラ」が出現。神樹ヶ峰が標的と推測したAEGIS本部はアクトレスを留学生として学院に派遣する。クィンカエルラを撃退した一同はドームライブでの再会を約束するのだった。
事態は解決したかに見えたが、クィンカエルラが産み落としていた別体をAEGISのレーダーが感知。再びCODE-BLUEが発令され「花音」「詩穂」の2人がAEGISからの要請で成子坂製作所に赴く。
両作ともにコロプラが運営する作品であり、地球から離脱した舞台設定だが、バトルガールハイスクールが地球への帰還を目的としているため、コラボ世界ではどちらも世界観が揺らいでいる設定を取る。
| イベント名                                            | 開催回数 | 参戦キャラクター         |
| ----------------------------------------------------- | -------- | ------------------------ |
| バトルガール ハイスクール コラボ 成子坂編             | 3        | 星月みき、サドネ         |
| バトルガール ハイスクール コラボ 神樹ヶ峰編           | 3        | 常磐くるみ、綿木ミシェル |
| バトルガール ハイスクール コラボ 再会編               | 2        | 煌上花音、国枝詩穂       |
| バトルガール ハイスクール コラボ アイランドゲーム編   | 1        | 楠 明日葉、粒咲 あんこ   |
| バトルガール ハイスクール コラボ ロスト・クリスマス編 | 1        | 芹沢蓮華、天野望         |
| バトルガール ハイスクール コラボ 神樹祭編             | 1        | 成海遥香、ミサキ         |
【コラボキャラ】
星月 みき (ほしつき みき)
声 - 洲崎綾
誕生日は3月15日。16歳。血液型はO型。身長156cm。キャッチフレーズは「笑顔の天才パティシエ？」。キャラクターデザインは山本周平。
神樹ヶ峰女学院に所属する星守。明朗快活で明るい性格だがおっちょこちょいな性格。また、人を助けることに夢中になるなど比良坂夜露と似たもの同士なところがある。パティシエが将来の目標だが料理が下手なのを自覚していない。
サドネ
声 - 悠木碧
誕生日は12月7日。身長147cm。キャッチフレーズは「おにいちゃん大好き」。キャラクターデザインは山本周平。
神樹ヶ峰女学院に所属する星守。成子坂製作所では千導院楓と同じ名前を持つ吾妻楓をカエデと呼び懐いていた。
常磐 くるみ (ときわくるみ)
声 - 早見沙織
誕生日は9月30日。17歳。血液型はAB型。身長158cm。キャッチフレーズは「お花と語らうおっとりさん」。キャラクターデザインは山本周平。
神樹ヶ峰女学院に所属する星守。植物と会話ができる、マイペースでおっとりした少女。機械音痴であり触れた機械を壊してしまうことが多い。
綿木 ミシェル (わたぎミシェル)
声 - 加藤英美里
誕生日は6月3日。14歳。血液型はO型。身長145cm。キャッチフレーズは「メルヘンウサミミむみぃガール」。キャラクターデザインは山本周平。
神樹ヶ峰女学院に所属する星守。ぬいぐるみの事が好きでぬいぐるみに夢中。父親は日本人、母親はフランス人のハーフだがフランス語はあまり出来ない。
煌上 花音 (こうがみ かのん)
声 - 本渡楓
誕生日は8月28日。17歳。血液型はAB型。身長157cm。キャラクターデザインは山本周平。
神樹ヶ峰女学院に所属する星守。2人組のアイドルグループ「f*f」の1人。
国枝 詩穂 (くにえだ しほ)
声 - 下地紫野
誕生日は10月24日。17歳。血液型はO型。身長161cm。キャラクターデザインは山本周平。
神樹ヶ峰女学院に所属する星守。2人組のアイドルグループ「f*f」の1人。
楠 明日葉（くすのき あすは）
声 - 田村睦心
誕生日は1月18日。血液型はA型。
身長163cm。キャラクターデザインは山本周平。
神樹ヶ峰女学院に所属する星守。生徒会長。
粒咲 あんこ（つぶざき あんこ）
声 - 内山夕実
誕生日は11月1日。血液型はB型。
身長152cm。キャラクターデザインは山本周平。
神樹ヶ峰女学院に所属する星守。
芹沢 蓮華（せりざわ れんげ）
声 - 南條愛乃
誕生日は6月26日。血液型はB型。
身長166cm。キャラクターデザインは山本周平。
神樹ヶ峰女学院に所属する星守。
天野 望（あまの のぞみ）
声 - 東山奈央
誕生日は7月7日。17歳。血液型はO型。
身長160cm。キャラクターデザインは山本周平。
神樹ヶ峰女学院に所属する星守。
成海 遥香（なるみ はるか）
声 - 雨宮天
誕生日は9月23日。16歳。血液型はO型。
身長155cm。キャラクターデザインは山本周平。
神樹ヶ峰女学院に所属する星守。
ミサキ／星月 みく（ほしつき みく）
声 - 高橋李依
誕生日は11月11日。16歳。血液型はO型。
身長159cm。キャラクターデザインは山本周平。
神樹ヶ峰女学院に所属する星守。
- デッド オア アライブ エクストリーム ヴィーナス バケーション

キャラクターモーションはDOA本編、水着衣装はDOAXVVを出典とする。
ヴィーナス諸島シャードへバカンスに訪れた成子坂製作所の面々は「かすみ」「マリー」の2人に出迎えられる。常夏の島で休暇を満喫しようとした一同だったがそこにヴァイスの魔の手が迫っていた。奮闘の末、島をヴァイスから守り抜いたアクトレス達の休暇は終わりを告げる。四谷ゆみが島に残ると言い出すなか、成子坂のアクトレスたちは別れを惜しみながら常夏の島を後にした。
| イベント名                | 開催回数 | 参戦キャラクター       |
| ------------------------- | -------- | ---------------------- |
| Welcome to ヴィーナス諸島 | 1        | かすみ、マリー・ローズ |
【コラボキャラ】
かすみ
声 - 桑島法子
誕生日は2月23日。19歳。血液型はA型。身長158cm。キャッチフレーズは「運命のヴィーナス」。
マリー・ローズ
声 - 相沢舞
誕生日は6月6日。18歳。血液型はAB型。身長147cm。キャッチフレーズは「小悪魔ヴィーナス」。
- デスクトップアーミー

元々のキャラクターがデフォルメデザインであるため、アリスギアのキャラクターフォーマットに合わせて人間大サイズにデザインされている。
テスト機のVRで遊んでいたシタラは「テラオルタ」と呼ばれる異世界に迷い込みログアウトできなくなってしまう。一方、"人間が消失した世界"からもヒト型携帯端末「D-phpne」の少女「シルフィーⅡ」がテラオルタに迷い込んでいた。2人は協力して各々の世界に戻るすべを探す。途中、同じように迷い込んだリンと「シルフィーⅡ Mode-B」も合流。テラオルタは"人間が消失した世界"にある万能情報管理庫(アーカイヴ)が時空を超えた世界線への情報収集を行う際に感染した未知の電子鍠害(ブレイク・コード)を隔離するための世界であると突き止める。4人は共闘して電子鍠害を駆除。電子鍠害が全て消えたことでテラオルタは万能情報管理庫との相互通信を復活。D-phpne達は元の世界で勃発している戦争を集結させシタラとリンを招待することを、シタラとリンは離れ離れになっても永遠にチームであることを約束し各々の世界に帰った。いつもの成子坂製作所に戻り、現実の出来事だったのかと悩むシタラの元に「もう一度会おう」と約束した4人の写真が何処からともなく現れた。
| イベント名                                        | 開催回数 | 参戦キャラクター                |
| ------------------------------------------------- | -------- | ------------------------------- |
| UNKNOWN トライアル任務                            | 2        |                                 |
| デスクトップアーミーコラボ ～超・万能少女電撃隊～ | 2        | シルフィーⅡ、シルフィーⅡ Mode-B |
【コラボキャラ】
シルフィーII
声 - 日高里菜
誕生日は11月25日。身長8cm。キャリア「センチネル・グローリー」。メーカー「プレイデン・エレクトロニクス」。キャッチフレーズは「自由気ままな猫天使」。
コラボイベント開始前に予告として、本来の専用装備と異なる「シルフィーII（ガネーシャ装備）」が登場し、トライアル任務限定で使用できた。
シルフィーII Mode-B
声 - 日高里菜
誕生日は11月25日。身長8cm。キャリア「センチネル・グローリー」。メーカー「プレイデン・エレクトロニクス」。キャッチフレーズは「冷静沈着な猫天使」。
こちらも「シルフィーII Mode-B（グリンブルスティ装備」を使用出来るトライアル任務が開催された。
- プロジェクト東京ドールズ

プレイアブルコラボとなっており、東京ドールズゲーム内では兼志谷シタラがゲストプレイアブルで登場した。
新宿で宇佐元杏奈の朗読劇を観賞したシタラたちは帰りに青い蝶を目撃後、謎の存在「ピグマリオン」に遭遇する。そしてピグマリオンと戦うドールと名乗る少女「アヤ」、「ユキ」、「ヤマダ」と出会う。異界の門トラゴスを通じ異世界よりピグマリオンが侵入、それをドールたちは追ってきたのだった。ドールたちが所属している国土調査院・特別課、通称「特課」はAEGISと接触。AEGISは協力要請を受諾し特課の臨時支部を設け「東京GG(ダブルギア)作戦」を開始する。ピグマリオンの殲滅、東京シャードの浄化、トラゴスを開閉する鍵の回収をするためアクトレスとドールは手を取り合りあって戦うことになった。ピグマリオン撃滅後、東京シャードの浄化と世界に帰るための鍵にフィールをチャージする必要があったことからドールたちは新宿スーパーライブ「Eternal Memory」を開催。ライブは成功し東京シャードは浄化。ドールたちももとの世界へと帰り、帰還に伴いドールたちと過ごした記憶は成子坂の面々から消えた。しかしライブの半券を発見したとき「失くしちゃいけないものな気がする」とその半券を大事に保管することにするのだった。
| イベント名                                    | 開催回数 | 参戦キャラクター   |
| --------------------------------------------- | -------- | ------------------ |
| プロジェクト東京ドールズコラボ 追憶の殺戮人形 | 1        | アヤ、ユキ、ヤマダ |
【コラボキャラ】
アヤ
声 - 竹達彩奈
17歳。身長145cm。キャッチフレーズは「あなたのアイキャッチ」。
国土調査院・特別課DOLLSチームCに所属するドール。明るい性格。背が低いことを気にしている。自分を過信せず仲間と切磋琢磨することを意識し非番の日にもトレーニングに打ち込んでいる。
ユキ
声 - 内田真礼
17歳。身長157cm。キャッチフレーズは「儚キ歌姫」。
国土調査院・特別課DOLLSチームCに所属するドール。無口であまり感情を表に出さない。そのため美幸やミアが話しかけたときは当初ペースが掴めずに上手く話せなかった。美幸に親近感を覚えると言われると嬉しいと感情を表した。
ヤマダ
声 - 山村響
16歳。身長158cm。キャッチフレーズは「怠惰アイドル」。
国土調査院・特別課DOLLSチームCに所属するドール。ダラけるアイドル「ダラドル」を自称し普段は関心のなさそうな態度をとっている。しかしピグマリオンとの戦闘やゲームでは闘志を燃やし好戦的な性格となる。同じゲーム好きとしてシタラとは気が合い一緒にゲームセンターに行ったりしていた。新宿にゲームセンターが健在なことに喜んでいた。語尾に「っす」がつきやすい。
- ダライアス

タイトーおよびピラミッドが手掛けた「ダライアスバースト アナザークロニクル」などの内容を取り込んだストーリーで展開。ダライアスシリーズ上では起こった出来事として設定されている。
ヴァイス討伐任務を終えた成子坂のアクトレスたちは謎の干渉波に晒された直後にヴァイアスとは異なる敵の襲撃にあう。敵に逃げられはしたもの戦闘宙域で漂流する戦闘機を発見しパイロットを救助した。パイロットの名は「イア・レトナ」。別世界で宇宙の支配を目論む侵略者「ベルサー」と戦っていたパイロットだった。そのベルサーがヴァイスを取り込み東京シャードの世界への侵略を開始。それを追ってきたイア、他に合流した「Ti2」たちと共に成子坂のアクトレス達はベルサー討伐を開始する。AI端末であるイアたちは人間であるアクトレスたちの非効率な行動に戸惑いつつも段々とお互いを理解しあっていった。東京シャードが「亜空間ハブ」と呼ばれる第三の宇宙に取り込まれ外部との連絡が途絶したことが判明する。この世界には存在しないバースト機関を囮にベルサーの潜伏場所を特定し、ベルサーを率いていた「サウザンドナイブス」の撃退に成功した。
| イベント名                                                              | 開催回数 | 参戦キャラクター             |
| ----------------------------------------------------------------------- | -------- | ---------------------------- |
| ダライアス コズミックリベレーション コラボ ―導きの銀翼―                 | 1        | AIT Ti2、AIT【イア・レトナ】 |
| ダライアスバーストCS CORE + TAITO / SEGA PACK コラボ ―導きの銀翼 EXTRA― | 1        | イブリー・ハット             |
【コラボキャラ】
AIT Ti2（ティーアイツー）
声 - 佐倉綾音
誕生日は12月24日。身長151cm。キャッチフレーズは「レジェンドシルバーホークバーストテストパイロット」。
ダライアス宇宙軍が運用するAI端末。バースト機関を搭載するシルバーホーク1号機「レジェンドシルバーホークバースト」のパイロット。
AIT【イア・レトナ】
声 - 佐倉綾音
誕生日は12月24日。身長151cm。キャッチフレーズは「ガワナカ星系宇宙軍第二十五戦闘航空団所属パイロット」。
ダライアス宇宙軍が運用する量産型AI端末。没設定などを元に、半ばコラボオリジナルで作られたキャラクターであり、ダライアスバーストACの時系列における無数のパイロットの1人にあたる。
イブリー・ハット
声 - 川澄綾子
- STEINS;GATE

コラボ元での時間跳躍の原理を応用し、偶発的に一部のキャラクターが未来であるアリスギアの世界へ来訪、かつ時間を超えた通信ができる設定を取る。
秋葉原に遊びに来た夜露とシタラ。夜露は違和感を感じた後、自身の記憶とシタラの記憶とに齟齬が生じ始めたことに気づく。混乱するなか夜露はラジオ会館に人工衛星のようなものが墜落している現場と、その上空にヴァイスのようなものを目撃する。
| イベント名                                      | 開催回数 | 参戦キャラクター       |
| ----------------------------------------------- | -------- | ---------------------- |
| STEINS;GATE コラボ 共鳴時空のエンタングルメント | 1        | 牧瀬紅莉栖、阿万音鈴羽 |
【コラボキャラ】
牧瀬 紅莉栖 (まきせ くりす)
声 ‐ 今井麻美
誕生日は1992年7月25日。18歳(2010年時)。血液型はA型。身長160cm。ラボメンNo.004。キャッチフレーズはキャッチフレーズは「ヴィクトル・コンドリア大学脳科学研究所研究員」。
17歳にして学術雑誌で名高いサイエンスに自らの論文が掲載された天才。真面目な性格でアリスギア世界が約400年後の世界であると認識した際にはタイムパラドックスが起きる可能性を考慮して未来の技術に触れる機会を謝絶した。岡部から付けられた主な愛称は「助手」「クリスティーナ」。
阿万音 鈴羽 (あまね すずは)
声 - 田村ゆかり
誕生日は2017年9月27日。18歳(2010年時)。血液型はO型。身長163cm。ラボメンNo.008。キャッチフレーズはキャッチフレーズは「ブラウン管工房アルバイト」。
未来ガジェット研究所の下階にあるブラウン管工房のアルバイト。「ブラウン管が好き」という志望動機で採用されたが勤務態度は良好とは言えずよくサボって自転車の整備をしている。自転車が好きで、リタと乗り物の話で盛り上がった際に成子坂の倉庫から使ってない自転車があると聞き引っ張り出し整備していた。岡部から付けられた愛称は「バイト戦士」
椎名 まゆり（しいな まゆり）
声 - 花澤香菜
非プレイアブルキャラクターであるがストーリー中に3Dモデルで登場。
「トゥットゥルー♪」が口癖の明るい女の子。岡部の幼馴染。一人称は「まゆしぃ☆」。
岡部 倫太郎 (おかべ りんたろう)
声 - 宮野真守
ストーリー中にキャライラストのみで登場。しかし他キャラと違って一人だけフルボイスで収録されていた。
未来ガジェット研究所の創設者にして世界の支配構造を破壊する者を自称している男性。中二病気質で自身を狂気のマッドサイエンティスト・鳳凰院凶真（ほうおういん きょうま）と名乗っている。そのため各キャラクターから「岡部(呼び捨て/くん/さん/フルネーム)」「オカリン」「キョーマ」など多彩な呼ばれ方をしている。
- 幼女戦記

コラボ元の作戦中、唐突に上位存在の意向でアリスギア世界に干渉させられる形で来訪。コラボイベント後に帰還した後も、来訪した記憶は保持している設定を取る。
- ダーティペア

テレビアニメ版としてコラボ。コラボ世界観とアリスギア世界が同居する設定を取る。
| イベント名                                                        | 開催回数 | 参戦キャラクター |
| ----------------------------------------------------------------- | -------- | ---------------- |
| 銀河の相棒〈ペア〉に栄光あれッ！ ～可憐な乙女と隊長が大活躍！！～ | 1        | ケイ、ユリ       |
【コラボキャラ】
ケイ
声 ‐ 頓宮恭子
ユリ
声 ‐ 島津冴子
- 創彩少女庭園

初回はフレームアームズ・ガールズのイベントに付随する形で行われた。創彩少女庭園のキャラクター「佐伯リツカ」「小石川エマ」「結城まどか」「小鳥遊暦」がNPCとして登場（エマに関しては3Dモデルあり）する他、そちらで美少女プラモデルが発売されている「源内 あお」「寿 武希子」がプレイアブル化されている。
コラボ2回目では「佐伯リツカ」「小石川エマ」がプレイアブル化、「結城まどか」に3Dモデルが実装されるイベントが実施。
コラボにおいてはコトブキヤの他のプラモデルシリーズの要素も登場。初回から、ヘキサギアのブイトールがアクセサリとして、2回目はヘキサギアモチーフ、ブイトールモチーフのコラボギアや、無限邂逅メガロマリアのアクセサリ、モチーフの衣装が実装。ヘキサギアモチーフのギアにおいてはヘキサギアの要素であるブロック単位の組み換えというテーマでデザインされている。
【コラボキャラ】
小石川 エマ（こいしがわ エマ）
声 - 長江里加
佐伯 リツカ（さえき リツカ）
声 - 黒木ほの香
- 初音ミク

16周年記念の一環としてコラボ。アリスギア世界でも知られている伝説のバーチャルシンガーとして、実体を持って活動する。
- コードギアス 反逆のルルーシュ

シナリオプロットをサンライズが担当。コードギアス本編で似た現象が起きたような形でアリスギア世界に転移する展開を取る。コラボストーリー後はアリスギア世界で帰還方法を探す展開を取る。
| イベント名 | 開催回数 | 参戦キャラクター |
| ---------- | -------- | ---------------- |
| 神託の少女 | 1        | C.C.、紅月カレン |
【コラボキャラ】
C.C.（シーツー）
声 ‐ ゆかな
紅月 カレン（こうづき カレン）
声 ‐ 小清水亜美
ルルーシュ・ランペルージ
ストーリー中にキャライラストのみで登場。

#### 製品コラボ
- クリップスタジオ

株式会社セルシスの商品クリップスタジオペイントとのコラボイベント。イベントシナリオ中でシタラや舞が本商品を使用した。また、クリップスタジオで使用可能なオリジナルペンツール「シタラペン」、「シタラ水彩」、「シタラえんぴつ」が無料配布された。
| イベント名   | 開催回数 |
| ------------ | -------- |
| かけるかな？ | 1        |
- キムワイプ

日本製紙クレシアがキンバリー・クラークとの連携に基づき製造している紙製のウエス。メガミデバイスとのコラボイベントの際に登場した。
| イベント名                   | 開催回数 |
| ---------------------------- | -------- |
| 成子坂プラスチックモデラーズ | 4        |
- ニパ子

本名はセリーヌ・P・ニッパーヌ。ゴッドハンド株式会社が製造、販売するアルティメットニッパーの萌え擬人化キャラクター。コラボの際には複数回にまたがり画面の端々に登場した。静止画のみでの登場であるため3Dでの登場をニパ子自身が望む姿も見受けれた。
製品としてのニッパーともコラボしておりアリス・ギア・アイギスverのコトブキヤニッパーや成子坂製作所verのアルティメットニッパーが製造、販売された。
- ヤマハミュージックジャパン

ヤマハのエレキギター「REVSTAR RSP20CR Rusty Rat」が音緒の愛機として登場。CGモデルがホーム画面にも展示された。
| イベント名                                | 開催回数 |
| ----------------------------------------- | -------- |
| 学祭のトリオブロック ～必ず来てください～ | 1        |
- ヤマハ バイク

ヤマハのスーパースポーツバイク「YZF-R3」がアリス・ギア・アイギスデザインで登場。CGモデルがホーム画面にも展示された。
| イベント名          | 開催回数 |
| ------------------- | -------- |
| EXHAUST NOTE 4HOURS | 1        |

### コラボ商品
figma
- 比良坂夜露[29]

- 比良坂夜露/勇躍 [30]

- 小鳥遊怜[31]
- 小鳥遊怜/蒼穹

- 四谷ゆみ [32]

- 百科文嘉

メガミデバイス
- 吾妻楓[33]

- 吾妻楓【皆伝】[34]

- 兼志谷シタラ Ver.カルバチョート[35]

- 兼志谷シタラ Ver.ガネーシャ[36]

- 兼志谷シタラ【天機】 Ver.カルバチョート[37]

- 一条綾香[38]

- 一条綾香【英俊】(発売予定)

- 相河愛花＆隊長ドローン[39]

- 相河愛花【仁愛】 (2021年10月発売)[40]

- 小芦睦海 (発売予定)

- 金潟すぐみ (2021年8月発売)[41]

デスクトップアーミー
- 兼志谷シタラ[42]

- 兼志谷シタラ【天機】(2021年4月発売)[43]

- 兼志谷 シタラ(カルバチョート装備)(2021年7月発売)[44]

- 日向リン[45]

- 日向リン【奔放】[46]

B-STYLE
- 宇佐元杏奈 ヴォーパルバニー[47]

執事眼鏡アイミラー
- 「百科文嘉」モデル[48]
- AEGIS官給眼鏡